# Audi
Koordinaten: 48° 47′ 0″ N, 11° 25′ 4,9″ O

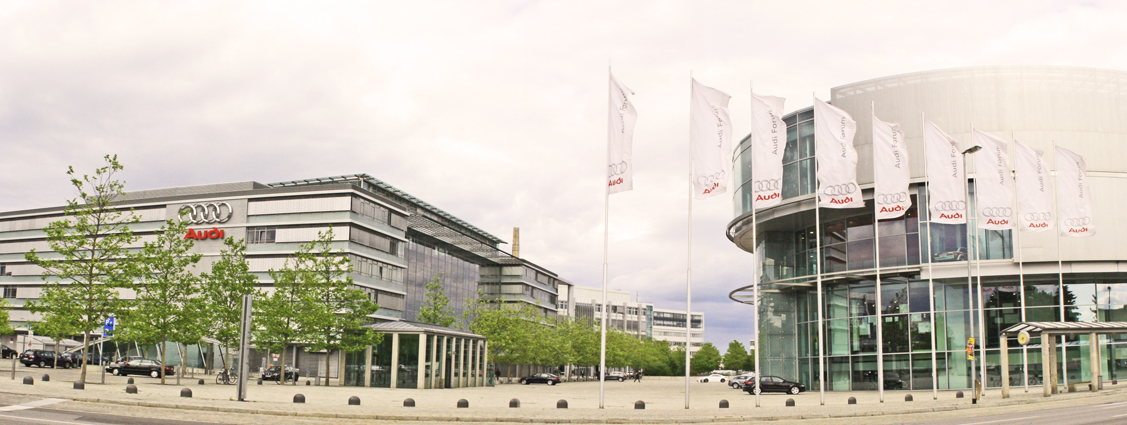
Seit 1985 liegt der Hauptsitz von Audi in Ingolstadt.

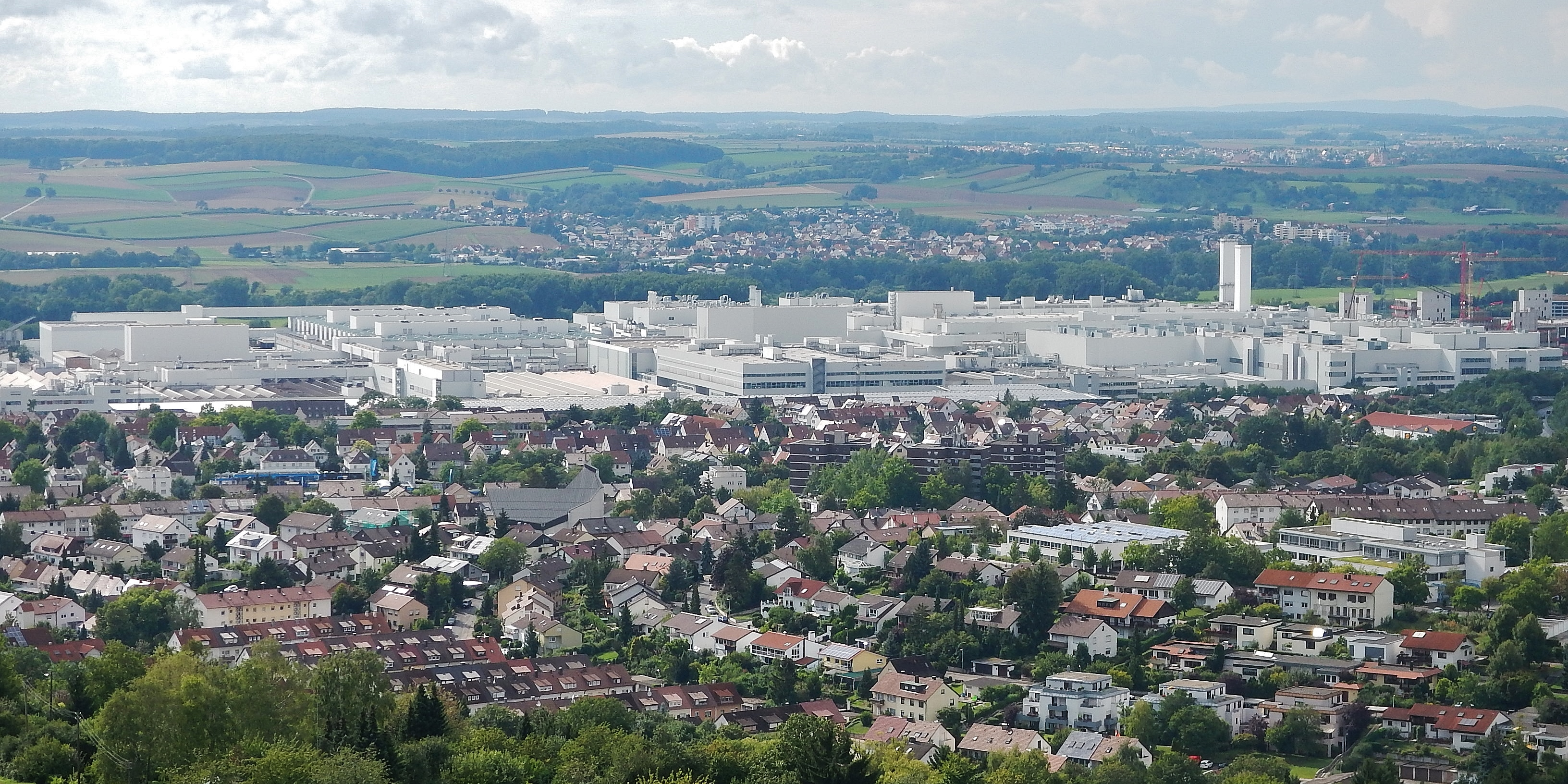
Das Werk in Neckarsulm. Bis 1985 befand sich hier auch der Hauptsitz der Audi NSU Auto Union AG.

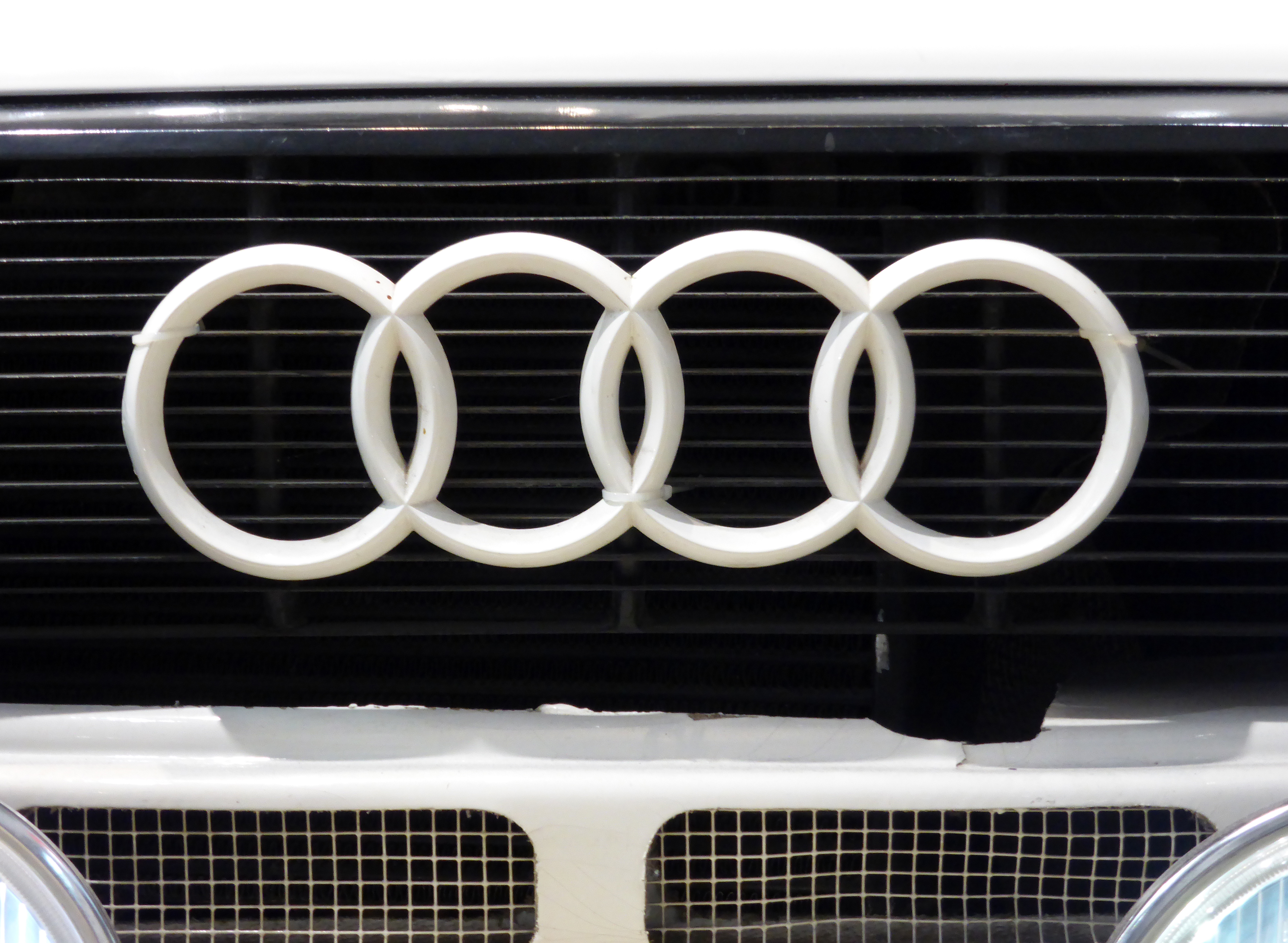
Kühlergrill mit Audi-Emblem Audi quattro (Rallye-Ausführung, Baujahr 1983)

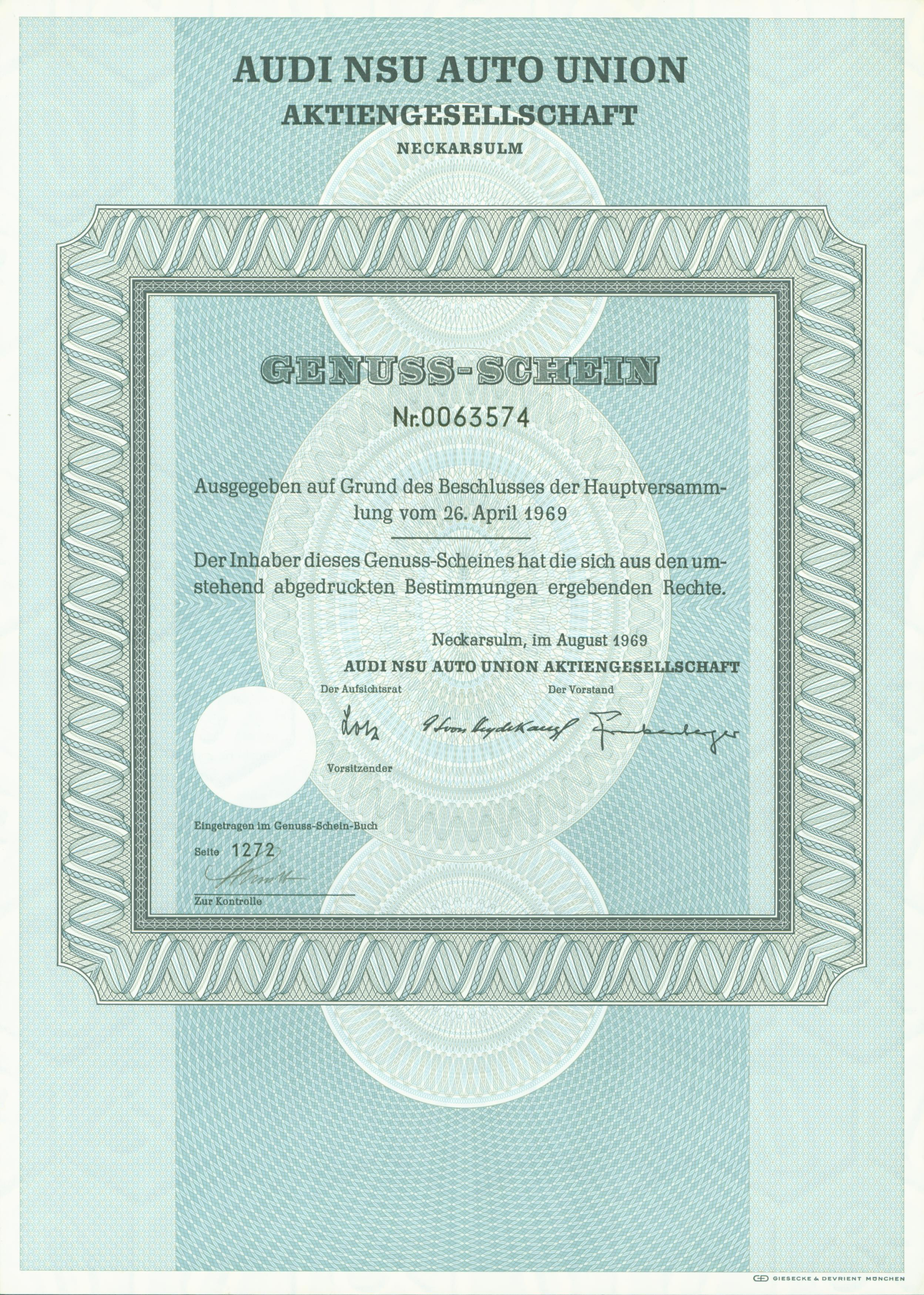
Genuss-Schein der Audi NSU Auto Union AG vom August 1969

Die Audi AG (Eigenschreibweise AUDI AG) mit Sitz in Ingolstadt in Bayern ist ein deutscher Automobilhersteller, der seit den 1960er Jahren dem Volkswagen-Konzern angehört und seit den 2000er Jahren zu den Premiumherstellern gezählt wird. Der Markenclaim des Unternehmens lautet „Vorsprung durch Technik“.
Audi entstand, da August Horch nach Zerwürfnissen mit dem Finanzvorstand der A. Horch & Cie. Motorwagenwerke Zwickau, im damaligen Königreich Sachsen gelegen, das Unternehmen verlassen hatte. Sein Unternehmen konnte er nicht August Horch Automobilwerke GmbH nennen, denn die Rechte an der Marke „Horch“ gehörten der A. Horch & Cie. Motorwagenwerke Zwickau. Die Lösung fand er im Vorschlag des Zwickauer Gymnasiasten Heinrich Fikentscher, der Horch ins Lateinische übersetzte. Audi ist der Imperativ Singular von audire (zu Deutsch hören, zuhören) und bedeutet „Höre!“ oder eben „Horch!“. Am 25. April 1910 wurde die Audi Automobilwerke GmbH Zwickau in das Handelsregister der Stadt Zwickau eingetragen.
Im Jahr 1928 übernahm der Kleinwagen- und Motorradproduzent Zschopauer Motorenwerke J. S. Rasmussen AG, bekannt durch seine Marke DKW, die Audiwerke AG Zwickau. Beide Unternehmen gingen in der Mitte 1932 gegründeten Auto Union AG auf, zu der noch die Zwickauer Horchwerke AG und das Fahrzeugwerk Siegmar der Wanderer-Werke in Schönau bei Chemnitz gehörten. Symbolisch zum Ausdruck kam der Zusammenschluss der vier Pkw-Marken Audi, DKW, Horch und Wanderer im Auto-Union-Firmenzeichen mit den verschlungenen Ringen, dem heutigen Audi-Logo. In den 1930er Jahren gehörten die DKW F 1 bis F 8 sowie die beiden Audi-Modelle UW und 225 zu den Pionieren des Frontantriebs in Deutschland.
Nach dem Zweiten Weltkrieg wurde 1949 eine neue Auto Union GmbH in Ingolstadt (Bayern) gegründet. Dort liefen, neben DKW-Motorrädern (RT 125 W), zunächst Schnellaster vom Band und ab 1950 baute das neue Werk Düsseldorf-Derendorf die F-89-Pkw, beides Modelle mit Frontantrieb. 1958 erwarb Daimler-Benz eine Mehrheit am Stammkapital der Auto Union und in der Folge fertigte das Düsseldorfer Werk leichte Mercedes-Transporter. Ab 1964 übernahm schrittweise der Volkswagen-Konzern die Auto Union. Sie hatte bis dahin nur Pkw mit Zweitaktmotoren unter der Marke DKW gebaut, bis 1965 das Modell Audi mit Viertaktmotor unter der Traditionsmarke aus der Vorkriegszeit auf den Markt kam. Im Zuge der Fusion mit den NSU Motorenwerken entstand im Jahr 1969 die Audi NSU Auto Union AG. Dem Fusionspartner entsprechend war deren Sitz bis 1985 Neckarsulm, bevor infolge des Auslaufens der Marke NSU die Firma auf AUDI AG verkürzt wurde und der Sitz wieder zurück nach Ingolstadt wechselte.
Zur AUDI AG gehören seit 1998 der Sportwagenhersteller Lamborghini und seit 2012 der Motorradhersteller Ducati, zudem gehört Bentley seit Januar 2022 zur AUDI AG.

## Geschichte

### 1909–1931: Gründung der Audi Automobilwerke GmbH
Die Unternehmensgeschichte begann, nachdem August Horch aus dem von ihm gegründeten Unternehmen „August Horch & Cie Motorwagenwerke Zwickau“ aufgrund von „Spannungen zwischen kaufmännischer und technischer Leitung des Werkes“ ausgeschieden war und am 16. Juli 1909 zusammen mit Zwickauer Unternehmern die „August Horch Automobilwerke GmbH Zwickau“ gründete. Weil ihm sein ehemaliges Unternehmen untersagte, den Namen Horch für die neue Automobilfabrik weiter zu verwenden, wurde sie am 25. April 1910 in „Audi Automobilwerke GmbH Zwickau“ umbenannt – auf Vorschlag des Zwickauer Gymnasiasten Heinrich Fikentscher (Sohn des mit August Horch befreundeten Franz Fikentscher), der Horch ins Lateinische übersetzte. Audi ist der Imperativ Singular von audire (zu Deutsch hören, zuhören) und bedeutet „Höre!“ oder eben „Horch!“.
Im Juli 1910 verließ das erste Fahrzeug der Marke Audi das Zwickauer Werk, das 1915 in eine Aktiengesellschaft, die „Audiwerke AG Zwickau“, übergeleitet wurde. Während der Weltwirtschaftskrise geriet Audi 1928 in finanzielle Schwierigkeiten. Im gleichen Jahr übernahmen die Zschopauer Motorenwerke J. S. Rasmussen AG (DKW) mit Krediten der Sächsischen Staatsbank die Aktienmehrheit der Audiwerke.

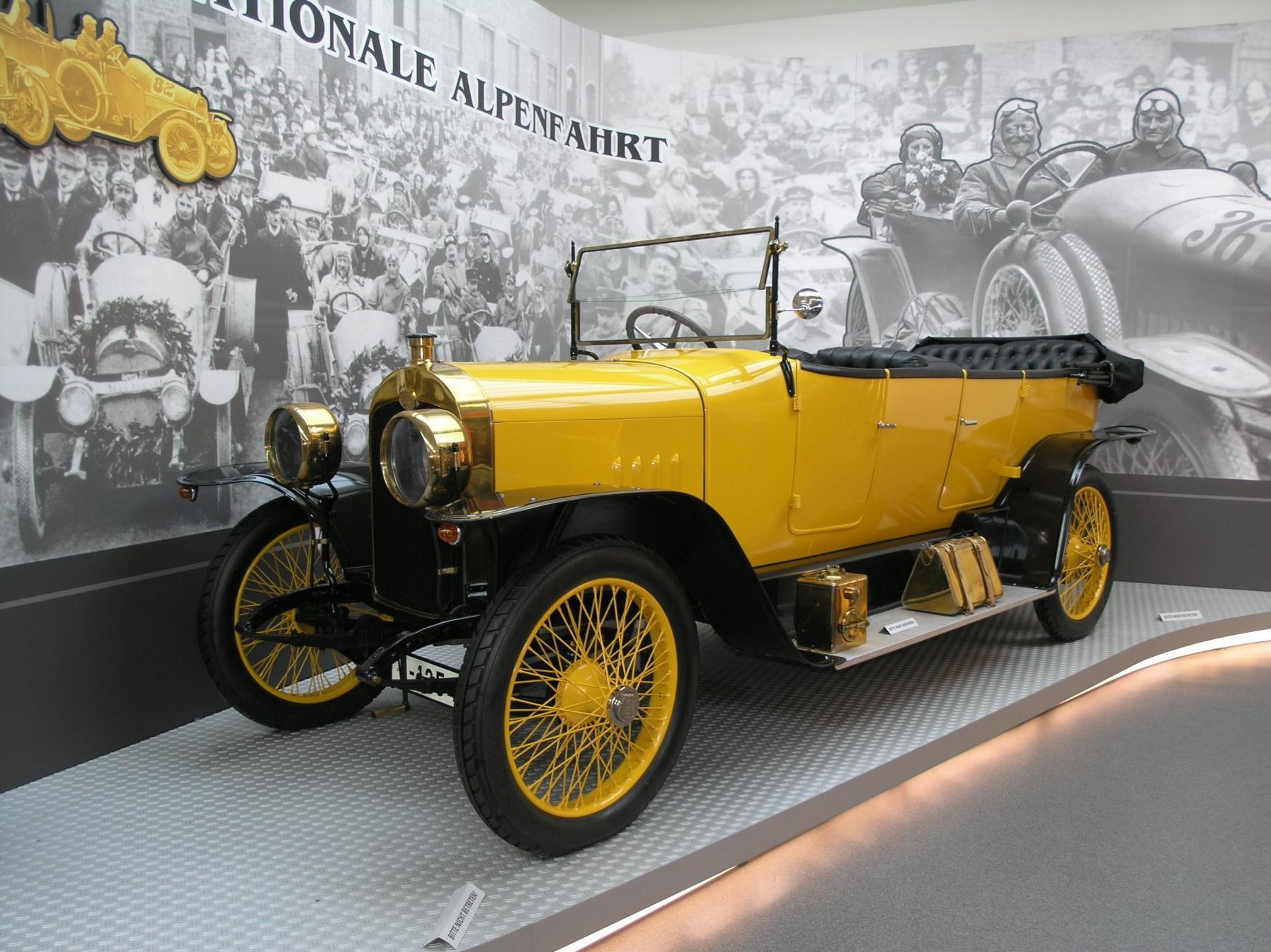
Audi Typ C (1913)
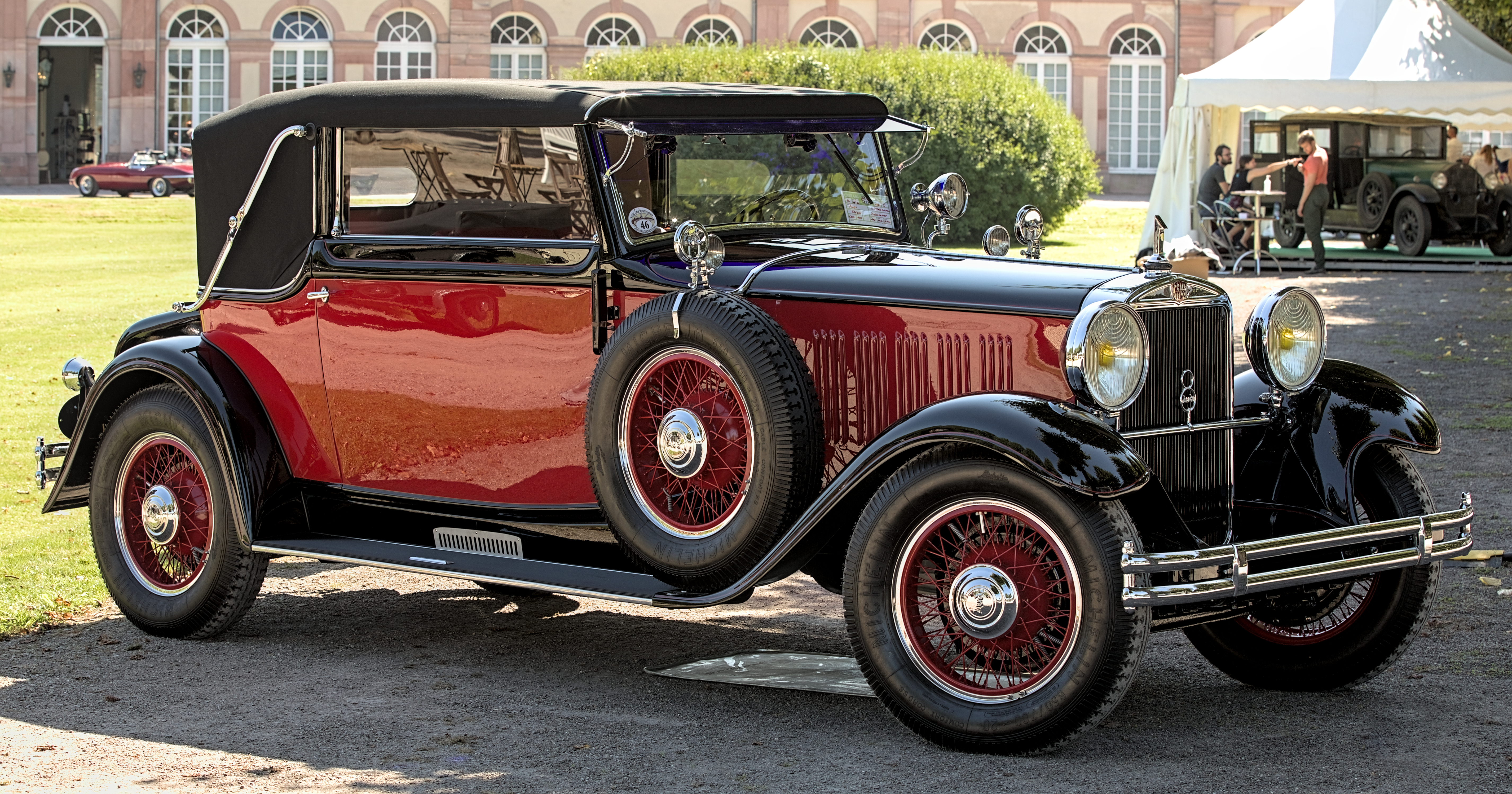
Audi Typ SS 20-100 (1930)
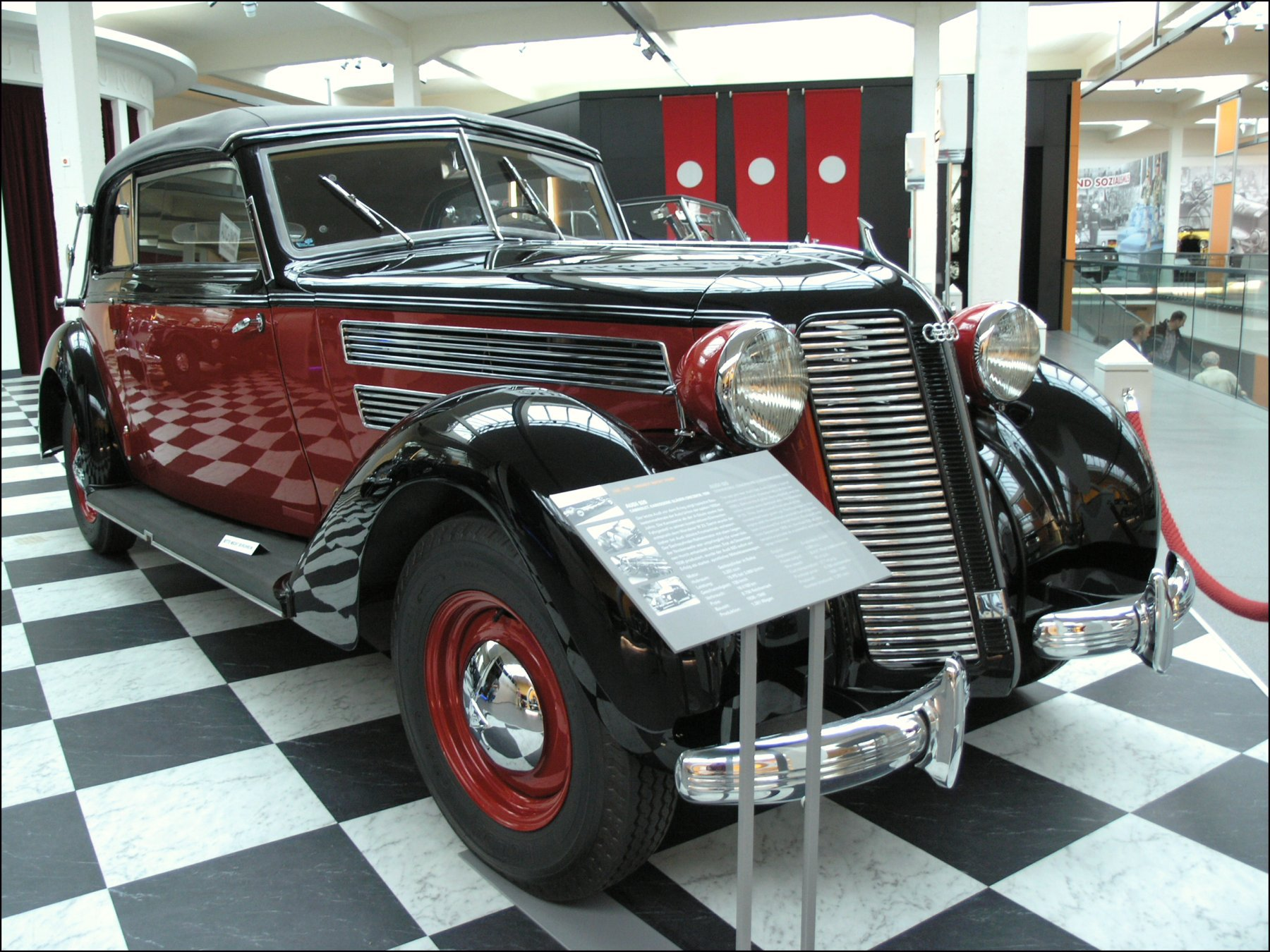
Audi Typ 920 (1939)

### 1932–1945: Audi und die Auto Union AG
|  |  |  |  |  |  |  |  |  |  |  |  |  |  |  |  |  |  |  |  |  |  |  |  |  |  |  |  |  |  |
|  |  |  |  |  |  |  |  |  |  |  |  |  |  |  |  |  |  |  |  |  |  |  |  |  |  |  |  |  |  |
|  |  |  |  |  |  |  |  |  |  |  |  |  |  |  |  |  |  |  |  |  |  |  |  |  |  |  |  |  |  |

|  |  |  |  |  |  |

Im Juni 1932 wurden auf Betreiben der Sächsischen Staatsbank die Zschopauer Motorenwerke (DKW) mit ihrer Zwickauer Tochtergesellschaft Audi, die Horchwerke AG (ebenfalls Zwickau) und das Automobilwerk Siegmar der Wanderer-Werke in Schönau bei Chemnitz zur Auto Union AG zusammengeschlossen. Das Firmenzeichen mit den verschlungenen Ringen symbolisierte den Zusammenschluss der vier Marken, die jedoch eigenständig blieben. Nach dem Eintrag des neuen Konzerns ins Handelsregister der Stadt Chemnitz wurden Audi und Horch als Unternehmen liquidiert und die Fabriken als Auto Union AG, Werk Horch bzw. Auto Union AG, Werk Audi weitergeführt. Als Hauptsitz der Auto Union war mit der Gründung Chemnitz festgelegt worden. Nur unter dieser Bedingung hatte sich die Stadt Chemnitz mit einem Aktienkapital von 750.000 RM an der Gesellschaft beteiligt. Die Hauptverwaltung blieb dennoch bis 1936 in Zschopau im DKW-Werk. Erst 1936 wurde sie nach Chemnitz in das ehemalige Verwaltungsgebäude der Presto-Werke verlegt. Durch die Auswirkungen der Weltwirtschaftskrise waren tiefgreifende Rationalisierungsmaßnahmen in allen Auto-Union-Werken notwendig. Was anfangs mit der Übernahme durch die Zschopauer Motorenwerke (DKW) begann, wurde nun unter der Führung des Hauptanteilseigners, der Sächsischen Staatsbank, fortgesetzt.
Die Horch-Pkw vereinigten Prestige und Tradition und hatten im Deutschen Reich der 1930er Jahre mit mehr als 50 % den höchsten Marktanteil in der Luxusklasse. Im Werk Horch wurden neben den eigenen Oberklassefahrzeugen auch die Mittelklasse-Pkw der Marke Audi gebaut, während das Werk Audi fürs Volumensegment die DKW „Frontwagen“ herstellte. Von den Audi-Pkw wurden die geringsten Stückzahlen abgesetzt – Anteil der Auto-Union-Marken an der Pkw-Gesamtproduktion im Deutschen Reich im Jahr 1938: DKW 17,9 %, Wanderer 4,4 %, Horch 1,0 %, Audi 0,1 %.

### 1945–1968: Nachkriegszeit – Auflösung, Neugründung und erster Nachkriegs-Audi

Gedenktafel am ersten Firmensitz in Ingolstadt

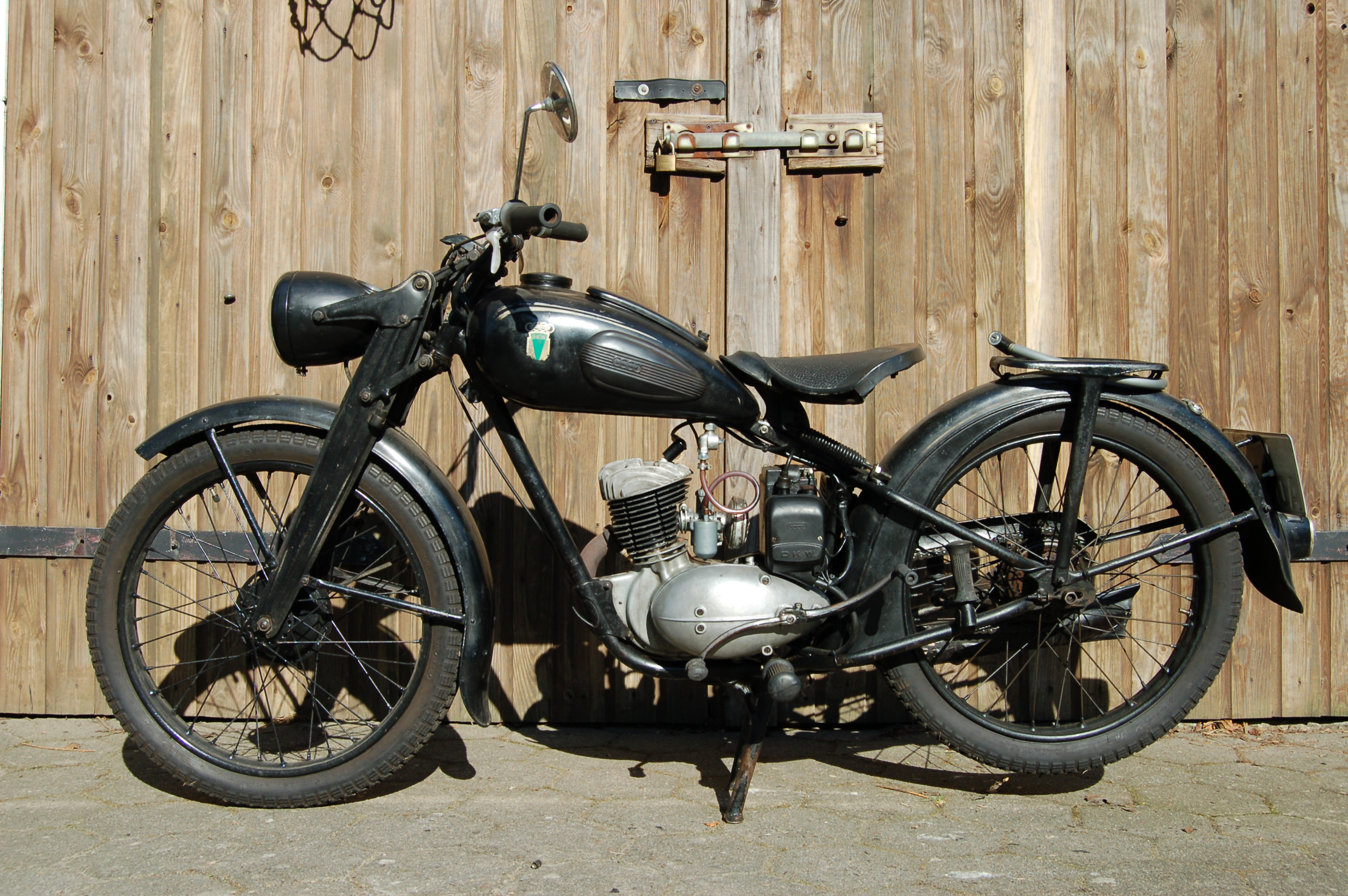
DKW RT 125 W (1950)

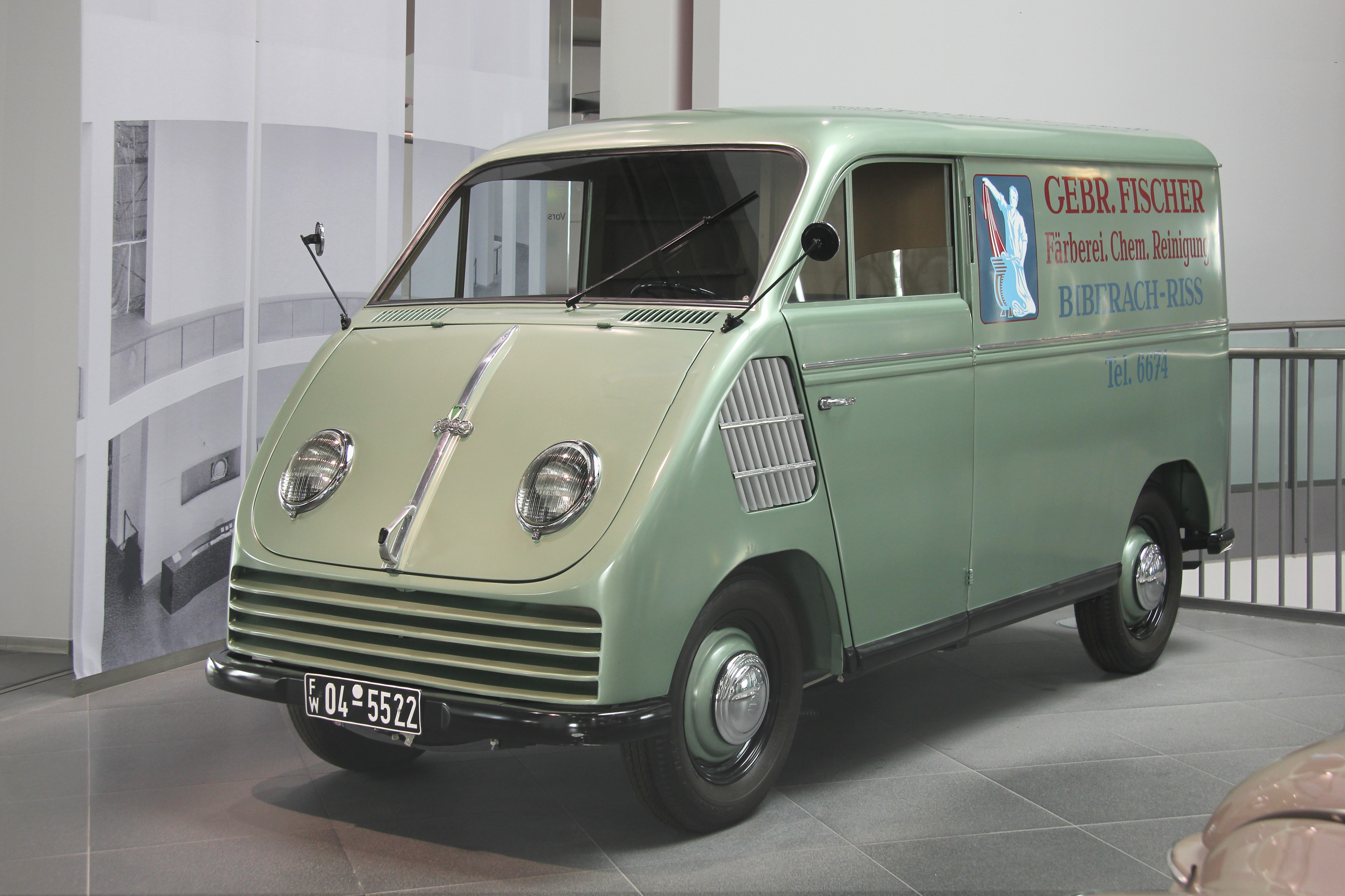
DKW-Schnellaster, erstes Auto der neu gegründeten Auto Union GmbH

Nach dem Zweiten Weltkrieg wurden die in der Sowjetischen Besatzungszone liegenden Produktionsstätten der Auto Union AG zuerst von der Sowjetischen Militäradministration in Deutschland (SMAD) beschlagnahmt und danach entschädigungslos enteignet. Nach bereits begonnenen Demontagen wurden die Werke wenig später als Volkseigene Betriebe wieder für die Automobilproduktion als Teil des staatlichen Industrieverbands Fahrzeugbau (IFA) aufgebaut. So wurde aus dem ehemaligen Audiwerk der VEB Kraftfahrzeugwerk Audi Zwickau gebildet (ab 1955 VEB Automobilwerk Zwickau) und aus dem ehemaligen Horchwerk wurde der VEB Horch Kraftfahrzeug- und Motorenwerke Zwickau (ab 1957 VEB Sachsenring Kraftfahrzeug- und Motorenwerke Zwickau). Beide Betriebe wurden am 1. Mai 1958 zum VEB Sachsenring Automobilwerke Zwickau zusammengelegt.
In Westdeutschland waren nach dem Kriegsende noch mehr als 65.000 DKW-Wagen der Typen Reichs- und Meisterklasse in Betrieb: die DKW-Wagen waren von der Wehrmacht wegen ihrer Zweitaktmotoren (DKW 4=8), der selbsttragenden Karosserien aus Sperrholz und des Frontantriebs (DKW Frontwagen) nur in geringem Umfang requiriert worden. Sogar im europäischen Ausland war noch ein beachtlicher Fahrzeugbestand vorhanden. Auf dieser Grundlage wurden die ersten Schritte zum Wiederaufbau der Auto Union in Westdeutschland gewagt, indem aus dem ehemaligen Zentrallager Süd das Zentraldepot für Auto Union Ersatzteile GmbH gegründet wurde. Dadurch konnten gleich nach Kriegsende die noch vorhandenen Auto-Union-Fahrzeuge mit Ersatzteilen versorgt werden. Die vier bereits vor dem Zweiten Weltkrieg bestehenden Zweigstellen in München, Nürnberg, Hannover und Freiburg (Breisgau) waren aufgrund begrenzter räumlichen Möglichkeiten nicht für den Aufbau einer Automobilproduktion innerhalb der Trizone geeignet und das DKW-Werk Berlin-Spandau lag im Brennpunkt sich abzeichnender politischer Spannungen zwischen den Westalliierten und der Sowjetunion.
Nachdem im August 1948 die Auto Union AG im Handelsregister Chemnitz gelöscht worden war, existierte das Unternehmen nicht mehr und konnte 1949/1950 in der Bundesrepublik als Auto Union GmbH mit Sitz Ingolstadt neu gegründet werden.
Viele Mitarbeiter aus den ehemaligen Werken in Zwickau, Zschopau und Chemnitz setzten sich nach Ingolstadt ab und initiierten einen Neuaufbau. Allen anderen voran standen der ehemalige Vorstandsvorsitzende der alten Chemnitzer Auto Union Richard Bruhn und sein Stellvertreter Carl Hahn.
In Ingolstadt wurde 1949 mit dem Bau der neuen DKW-Schnellaster und des Motorradmodells DKW RT 125 W begonnen. Das W stand für Westen, weil im früheren DKW-Werk Zschopau nach Vorkriegsplänen auch eine RT 125 gebaut wurde. Als weiterer Fertigungsstandort in Westdeutschland konnte das 60 Jahre alte Werk II von Rheinmetall-Borsig in Düsseldorf-Derendorf zunächst mit einem Pachtvertrag übernommen werden. Der zum Teil von Bomben zerstörte und als Rüstungsbetrieb zur Demontage vorgesehene Betrieb ging in den 1950er Jahren vollständig in den Besitz der Auto Union über. Das erste DKW-Modell aus Düsseldorf war der ab 1950 gebaute DKW F 89. Mit seinen Zweitakt-Modellen Schnelllaster, DKW Sonderklasse, „Großer DKW“ 3=6, dem Geländewagen Munga für die Bundeswehr und dem DKW Junior war das Unternehmen im Wirtschaftswunder erfolgreich.
Anfang der 1950er Jahre errichtete die spanische Auto-Union-Tochtergesellschaft Industrias del Motor S.A. (IMOSA) in Vitoria (Baskenland) ein neues Werk, das ab 1954 zunächst den DKW-Schnellaster und in den 1960er Jahren als eigene Konstruktion den DKW-IMOSA F 1000 L fertigte.
1958 wurde die Motorradfertigung an die in Nürnberg unter Beteiligung von Victoria und Express neu gegründete Zweirad-Union abgegeben, wo aber nur noch geringe Stückzahlen der Modelle RT 175 VS und RT 200 VS entstanden. Hauptsächlich wurden Mopeds wie die DKW Hummel und Kleinkrafträder gebaut.
Auf Drängen des Hauptaktionärs Friedrich Flick übernahm 1958 die Daimler-Benz AG 88 % des Gesellschaftskapitals der westdeutschen Auto Union GmbH. In der Zeit von 1964 bis 1966 kaufte die Volkswagenwerk AG die Auto Union GmbH mit ihrem Werk Ingolstadt (die Werke Düsseldorf und Vitoria in Spanien blieben bei Daimler-Benz). Die Rechte am Logo mit den vier Ringen, stellvertretend für die vier Marken Audi, DKW, Horch und Wanderer, übernahm VW ebenfalls. Rudolf Leiding, bislang Leiter des VW-Werks Kassel, wurde neuer Geschäftsführer in Ingolstadt.

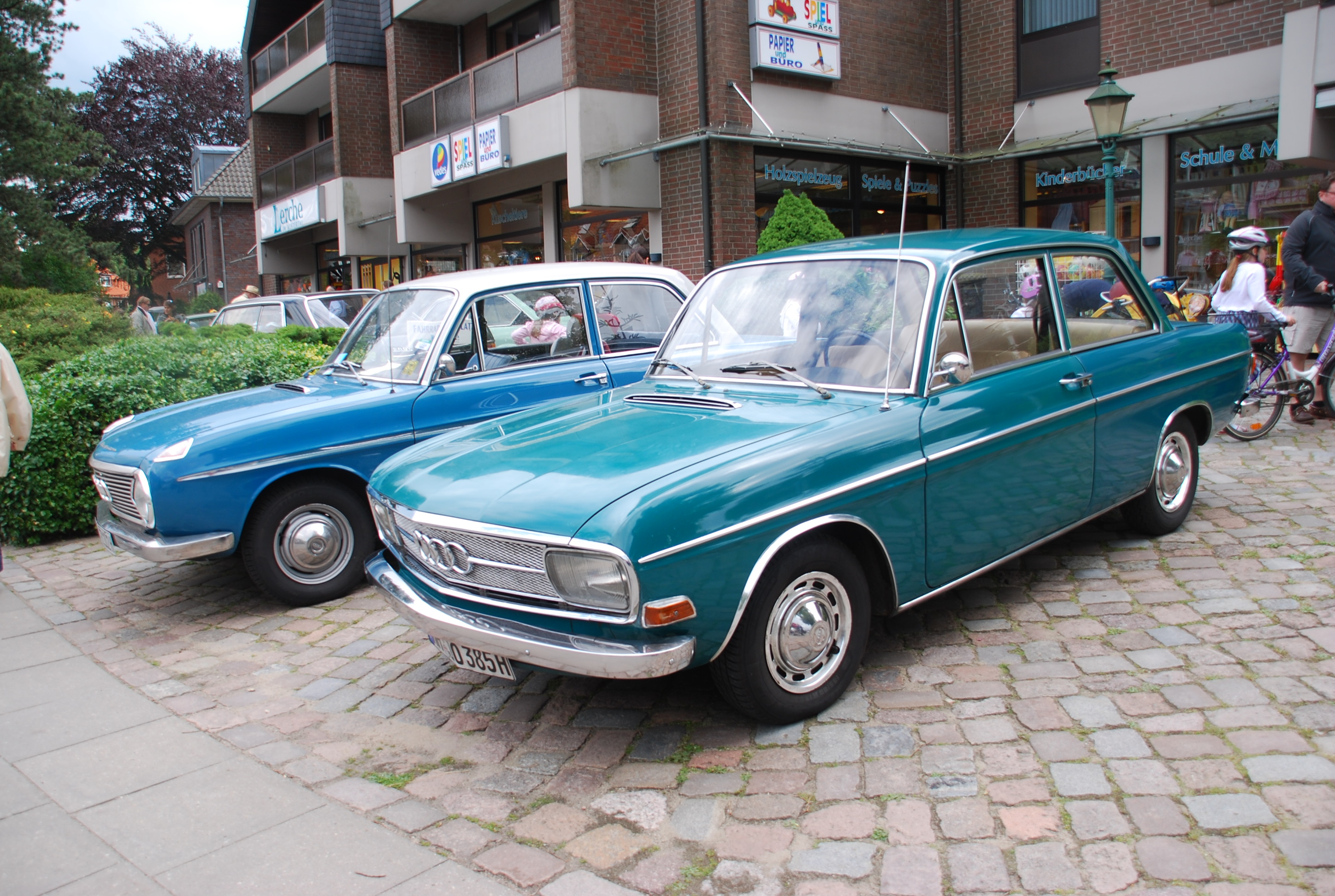
Im Vordergrund ein Audi F103, dahinter das Vorgänger-Modell DKW F 102. Mit der Baureihe F103 führte die Auto Union GmbH den Namen Audi wieder ein.

Bis zur Übernahme durch Volkswagen hatte die 1949 neu gegründete Auto Union ausschließlich Fahrzeuge mit Zweitaktmotoren gebaut; der letzte neuentwickelte Zweitakt-DKW, und gleichzeitig letzte Pkw aus westdeutscher Fertigung mit Zweitaktmotor, war der von 1964 bis 1966 gebaute DKW F 102. Allerdings war mit Beginn der 1960er-Jahre die Nachfrage nach Zweitaktfahrzeugen im Allgemeinen und speziell bei der Auto Union so stark zurückgegangen, dass rund 30.000 Neufahrzeuge unverkauft auf Lager standen. Um den Zusammenbruch des Unternehmens abzuwenden, arbeiteten die Techniker am Audi F103, der den von Daimler-Benz entwickelten Mitteldruckmotor erhalten sollte, einen Viertakt-Ottomotor mit einer Verdichtung von über 11 : 1, die zwischen den üblichen Werten eines Otto- und Dieselmotors liegt. Um die Beschäftigung der rund 12.000 Mitarbeiter in Ingolstadt zu sichern und die Entwicklungskosten des neuen Autos zu decken, wurden von Mai 1965 bis Juli 1969 in Ingolstadt insgesamt 347.869 VW Käfer gebaut.
Mit dem intern F103 genannten Wagen brachte 1965 die Auto Union den ersten Pkw der Marke „Audi“ nach dem Krieg auf den Markt. Dieser erhielt zunächst keine weitere Verkaufsbezeichnung. Erst mit Erweiterung der Modellpalette wurden die Wagen mit Zahlen, entsprechend ihrer Motorleistung in PS, versehen (beispielsweise: Audi 60 und Audi Super 90). Der ehemalige Daimler-Benz-Mitarbeiter Ludwig Kraus präsentierte 1968 dem VW-Vorstandsvorsitzenden Heinrich Nordhoff den von Kraus ohne Wissen des Vorstandes entwickelten Audi 100. Nordhoff war von der Entwicklung begeistert und willigte in die Produktion ein.

### Seit 1969: Fusion mit NSU und Gründung der heutigen AUDI AG

Neben den Audi-Ringen das Logo von 1978 bis 1995

1969 fusionierte die Auto Union GmbH mit der NSU AG aus Neckarsulm. Das Unternehmen hieß nun Audi NSU Auto Union AG und hatte seitdem ein zweites Werk und (bis 1985) seinen Sitz in Neckarsulm. Im Januar 1971 fand der Slogan „Vorsprung durch Technik“ zum ersten Mal Verwendung, und zwar in einer dreiteiligen Serie von doppelseitigen Anzeigen der Audi NSU Auto Union AG. Nachdem 1977 die Produktion des Ro 80 eingestellt worden war, endete die Verwendung des Namens NSU als Produktbezeichnung. Seit dem 1. Januar 1985 firmiert die Audi NSU Auto Union AG als Audi AG. Gleichzeitig verlegte das Unternehmen seinen Sitz von Neckarsulm nach Ingolstadt. Seither tragen Produkte und Unternehmen den gleichen Namen.
Seit 1993 ist Audi auch in Ungarn aktiv. So werden neben der Montage des Audi TT sämtliche Motoren in der ungarischen Stadt Győr gebaut.
Ab 2002 bildete Audi zusammen mit Seat und Lamborghini die sportlich orientierte Markengruppe Audi im Volkswagen-Konzern, neben der Markengruppe Volkswagen mit VW, Škoda, Bentley und Bugatti. Beide Markengruppen wurden 2007 auf Initiative von Martin Winterkorn wieder aufgelöst.

Logo bis 2009

Im Jahr 2005 feierte Audi 25 Jahre quattro und 2006 mit einem Tag der offenen Tür und dem Start der Produktion des Audi R8 das Jubiläum 100 Jahre Automobilbau in Neckarsulm. Mehrfach ausgezeichnet sind Fernseh- und Zeitschriftenwerbungen, darunter auch einzelne mit Kultstatus, zum Beispiel der von Audi ins Leben gerufene Wackel-Elvis oder der Werbespot, in dem ein Audi mit Quattro-Antrieb eine schneebedeckte Skischanze hinauffährt. Seit 2005 fertigt Audi mit dem Audi Q7 das erste eigene SUV. Diese Produktreihe wurde später erweitert: Audi Q5 (2008), Audi Q3 (2011), Audi Q2 (2016) und Audi Q8 (2018).
Entgegen der Standardbauweise mit Längsmotoren haben die kleineren Q-Modelle keinen permanenten Allradantrieb, sondern optional den kostengünstigeren Allradantrieb, der sich bei Bedarf zuschaltet und von Volkswagen entwickelt ist. Diesen Antrieb, den auch Škoda und Seat einsetzen, nutzt Audi auch bei den Modellen A1 und A3.
Im Oktober 2011 lief das zehnmillionste Fahrzeug der Audi 80-/A4-Modellreihen vom Band; ein roter S4.
Am 18. April 2012 gab Audi bekannt, den italienischen Motorradhersteller Ducati zu kaufen. Davon erhoffte man sich Synergien im Bereich kleiner, sparsamer Motoren sowie im Leichtbau.

Logo bis April 2016

### 2020er Jahre: Umstellung auf Elektromobilität
Seit Beginn der 2020er Jahre betreibt Audi die Umstellung seiner Produktpalette auf Elektromobilität und konzentriert sich bei der Produktentwicklung auf elektrifizierte Modelle. Bis ca. 2026 sollen 20 Elektromodelle angeboten werden. Ende 2021 hat Audi in Nürnberg einen ersten Lade-Hub für Elektroautos eröffnet. Als nächste Standorte sollen Zürich, Salzburg und Berlin folgen. Ziel sei 200 bis 300 solcher Stationen in Europa zu bauen.
Anfang 2021 wurde bekannt, dass die Bentley Motors Ltd. aus der Markengruppe Sport, in die Markengruppe Premium mit Verantwortung der AUDI AG wechselt. Neben Bentley sind hier Automobili Lamborghini S. p. A., Ducati Motor Holding S. p. A. und Italdesign Giugiaro S. p. A eingegliedert.
Mitte März 2021 ließ Vorstandsvorsitzender Markus Duesmann verlautbaren, dass das Unternehmen die Entwicklung von Benzin- und Dieselantrieben einer weiteren Generation stoppe. Die EU-Pläne für eine noch strengere Abgasnorm Euro 7 verursachten technisch erhebliche Schwierigkeiten bei gleichzeitig geringem Nutzen für die Umwelt. Das schränke den Verbrennungsmotor extrem ein. Man werde daher keinen neuen Verbrennungsmotor mehr entwickeln, sondern die bestehenden Verbrennungsmotoren an neue Emissionsrichtlinien anpassen.

Logo der Submarke AUDI

Für den chinesischen Markt wurde im Jahr 2025 die Submarke AUDI eingeführt, die auf die vier Ringe als Markenlogo verzichtet. Das erste Modell ist der Audi E5, der im April 2025 auf der Shanghai Auto Show 2025 präsentiert wurde.

## Unternehmensstruktur, Marken, Tochtergesellschaften
Nach Übertragung der Aktien der Minderheitsaktionäre am 16. November 2020 ist Audi zu 100 % im Besitz der Volkswagen AG. Die Börsennotierung wurde eingestellt.
|  |  |  |  |  |  |  |  |  |  |  |  |  |  |  |  |  |  |  |  |  |  |
|  |  |  |  |  |  |  |  |  |  |  |  |  |  |  |  |  |  |  |  |  |  |
|  |  |  |  |  |  |  |  |  |  |  |  |  |  |  |  |  |  |  |  |  |  |
|  |  |  |  |  |  |  |  |  |  |  |  |  |  |  |  |  |  |  |  |  |  |
|  |  |  |  |  |  |  |  |  |  |  |  |  |  |  |  |  |  |  |  |  |  |
|  |  |  |  |  |  |  |  |  |  |  |  |  |  |  |  |  |  |  |  |  |  |
|  |  |  |  |  |  |  |  |  |  |  |  |  |  |  |  |  |  |  |  |  |  |
|  |  |  |  |  |  |  |  |  |  |  |  |  |  |  |  |  |  |  |  |  |  |
|  |  |  |  |  |  |  |  |  |  |  |  |  |  |  |  |  |  |  |  |  |  |
|  |  |  |  |  |  |  |  |  |  |  |  |  |  |  |  |  |  |  |  |  |  |
|  |  |  |  |  |  |  |  |  |  |  |  |  |  |  |  |  |  |  |  |  |  |

### Marken und Tochtergesellschaften der AUDI AG

#### Marken
| Marke                     | Audi-Anteil                                                | ausgelieferte Einheiten 2022 (2021) |
| ------------------------- | ---------------------------------------------------------- | ----------------------------------- |
| Audi                      | –                                                          | 1.568.716 (1.641.156)               |
| Audi Sport                | 100 % an Audi Sport GmbH                                   | 45.515 (39.356)                     |
| Bentley                   | 100 % an Bentley Motors, Ltd.                              | 15.174                              |
| Lamborghini               | 100 % an Automobil Lamborghini Holding S. p. A.            | 9.233 (8.405)                       |
| Ducati (Motorräder)       | 100 % an Ducati Motor Holding S. p. A. (durch Lamborghini) | 61.562 (59.447)                     |
| Italdesign (Designstudio) | 100 % an Italdesign Giugiaro S. p. A. (durch Lamborghini)  | –                                   |

#### Tochtergesellschaften
Dienstleistungen
- Audi Interaction GmbH – (100 %-Audi-Tochtergesellschaft, seit 2010)

Entwicklungs-Dienstleistungen
- PSW automotive engineering GmbH – (100 %-Audi-Tochtergesellschaft, im Jahr 2011 91 %, 2016 Übernahme der restlichen 9 %)

Immobilien
- AUDI Immobilien GmbH & Co. KG – (100 %-Audi-Tochtergesellschaft)
- AUDI Immobilien Verwaltung GmbH – (100 %-Audi-Tochtergesellschaft)

Mobilität und Digitalisierung
- Audi Business Innovation GmbH – (100 %-Audi-Tochtergesellschaft, seit 2013)
- Silvercar, Inc. – (100 % Audi-Tochtergesellschaft, seit März 2017)

Profisport
- FC Bayern München AG – 8,33 % (seit Juli 2011)[25]
- FC Ingolstadt 04 – 19,94 % (über Audi Sport GmbH)

weitere
- Audi Stiftung für Umwelt GmbH – (100-%-Audi-Tochtergesellschaft, seit Dezember 2009)
- Audi Events und Services GmbH – (100%-Audi-Tochtergesellschaft)
- Auto Union GmbH – (100 % Audi-Tochtergesellschaft, Traditionspflege der Marken: Auto Union, Horch, Audi, DKW, Wanderer und NSU, seit 2011)
- Here Holding B.V – 29,71 % (seit 2015)
- IONITY GmbH – (Joint Venture, seit 2017)
- FAW-Volkswagen Automotive Co., Ltd. – 1 %
- Volkswagen Automatic Transmission (Tianjin) Co., Ltd. – 40,07 %
- SAIC-Volkswagen Automotive Co., Ltd. – 1 %

Logo von Audi Sport

(Stand: 21. Februar 2021)

### Audi Sport GmbH
Die Audi Sport GmbH ist eine hundertprozentige Tochtergesellschaft der AUDI AG. Das bis Ende 2016 quattro GmbH genannte Unternehmen wurde 1983 gegründet und ist seit 1996 eigenständig. Audi Sport ist dafür zuständig, jedes Audi-Modell – nicht nur sportlich – nach Kundenwunsch zu individualisieren. Bestimmte Ausstattungspakete werden S line, spezielle Fertigungen auch Audi exclusive genannt. Das erste eigenständige Projekt der damaligen quattro GmbH war der S6 plus, welcher im März 1996 vorgestellt wurde. Sitz des Unternehmens ist in Neckarsulm.

### Ergebnisse nach Steuern
- 2023: 6260 Mio. Euro[27]
- 2022: 7116 Mio. Euro[28]
- 2021: 5649 Mio. Euro[29]
- 2020: 3774 Mio. Euro[30]
- 2019: 3943 Mio. Euro[31]
- 2018: 3463 Mio. Euro[32]
- 2017: 3479 Mio. Euro[33]
- 2016: 2066 Mio. Euro[33]
- 2015: 4297 Mio. Euro[34]
- 2014: 4428 Mio. Euro[35]
- 2013: 4014 Mio. Euro[36]
- 2012: 4349 Mio. Euro[36]
- 2011: 4440 Mio. Euro[37]
- 2010: 2637 Mio. Euro[38]
- 2009: 1347 Mio. Euro[39]
- 2008: 2207 Mio. Euro[40]

## Unternehmensführung

### Vorstand
(Stand: 1. Januar 2025)
| Geschäftsbereich        | Name                 | Mitglied seit     | vorherige Position                                                                   |
| ----------------------- | -------------------- | ----------------- | ------------------------------------------------------------------------------------ |
| Vorsitzender            | Gernot Döllner       | 1. September 2023 | Leiter Konzernstrategie, Konzern Produktstrategie und Generalsekretär, Volkswagen AG |
| Beschaffung             | Renate Vachenauer    | 1. April 2023     | Leiterin Entwicklung Interieur, Interaktion/Datenmanagement, AUDI AG                 |
| Finanz, Recht und IT    | Jürgen Rittersberger | 1. April 2021     | Generalsekretär und Leiter Konzernstrategie, Volkswagen AG                           |
| Marketing und Vertrieb  | Marco Schubert       | 1. September 2024 | Leiter Vertrieb Europa, Porsche                                                      |
| Personal                | Xavier Ros Hernández | 20. Mai 2022      | Vorstand Geschäftsbereich Personal und Organisation, SEAT S.A.                       |
| Produktion und Logistik | Gerd Walker          | 1. Februar 2022   | Leiter Konzern Produktion, Volkswagen AG                                             |
| Technische Entwicklung  | Geoffrey Bouquot     | 1. Juni 2024      | Vorstand Geschäftsbereich Innovation und SDV, AUDI AG                                |

### Historie der Vorstandsvorsitzenden
seit 1979
| Amtszeit | 1979–1988          | 1988–1993       | 1993–1994          | 1994–1997     | 1998–2002           | 2002–2007         | 2007–2018      | 2018–2020  | 2020–2023       | 2023–          |
| Name     | Wolfgang R. Habbel | Ferdinand Piëch | Franz-Josef Kortüm | Herbert Demel | Franz-Josef Paefgen | Martin Winterkorn | Rupert Stadler | Bram Schot | Markus Duesmann | Gernot Döllner |
| Bild     |                    |                 |                    |               |                     |                   |                |            |                 |                |

### Aufsichtsrat
(Stand: 1. Januar 2025)
| Funktion                                                                        | Name                     | Mitglied seit     | weiteres Wirken                                                                             |
| ------------------------------------------------------------------------------- | ------------------------ | ----------------- | ------------------------------------------------------------------------------------------- |
| Vertreter der Anteilseigner                                                     |                          |                   |                                                                                             |
| Vorsitzender, Vorsitzender Präsidium und Vermittlungsausschuss                  | Manfred Döss             | 2. September 2022 | Vorstand Integrität und Recht der Volkswagen AG                                             |
| Aufsichtsrat                                                                    | Josef Ahorner            | 30. November 2015 | Unternehmer (Wien, Österreich)                                                              |
| Aufsichtsrat                                                                    | Marianne Heiß            | 7. Mai 2018       | CEO BBDO Group Germany GmbH                                                                 |
| Aufsichtsrat                                                                    | N.N.                     | N.N.              | N.N.                                                                                        |
| Aufsichtsrat                                                                    | Julia Kuhn-Piëch         | 30. November 2015 | Immobilienmanagerin (Salzburg, Österreich)                                                  |
| Mitglied Präsidium und Vermittlungsausschuss                                    | Hans-Michel Piëch        | 19. November 2009 | Rechtsanwalt (Wien, Österreich)                                                             |
| Vorsitzender Prüfungsausschuss                                                  | Hans Dieter Pötsch       | 25. April 2003    | Aufsichtsratsvorsitzender Volkswagen AG; Vorstandsvorsitzender Porsche Automobil Holding SE |
| Mitglied Prüfungsausschuss                                                      | Ferdinand Oliver Porsche | 19. November 2009 | Vorstand Familie Porsche AG Beteiligungsgesellschaft (Salzburg, Österreich)                 |
| Mitglied Präsidium und Vermittlungsausschuss                                    | Wolfgang Porsche         | 10. Mai 2012      | Aufsichtsratsvorsitzender Porsche SE; Aufsichtsratsvorsitzender Porsche AG                  |
| Mitglied Prüfungsausschuss                                                      | Hauke Stars              | 2022              | Vorstand IT und Organisation, Volkswagen AG                                                 |
| Vertreter der Arbeitnehmer                                                      |                          |                   |                                                                                             |
| stellv. Vorsitzender, stellv. Vorsitzender Präsidium und Vermittlungs-ausschuss | Jörg Schlagbauer         | 7. Februar 2006   | Vorsitzender Betriebsrat, Werk Ingolstadt; Vorsitzender Gesamtbetriebsrat AUDI AG           |
| stellv. Vorsitzende Prüfungsausschuss                                           | Rita Beck                | 13. Dezember 2016 | stellv. Betriebsratsvorsitzende AUDI AG, Werk Ingolstadt                                    |
| Aufsichtsrat                                                                    | Armin Binner             | 22. Januar 2024   | Betriebsrat AUDI AG, Werk Ingolstadt                                                        |
| Aufsichtsrat                                                                    | Karola Frank             | 1. Januar 2022    | Betriebsrätin Audi AG, Werk Ingolstadt                                                      |
| Aufsichtsrat                                                                    | Carlos Gil               | 1. Januar 2022    | Erster Bevollmächtigter, IG Metall Ingolstadt                                               |
| Mitglied Prüfungsausschuss                                                      | Petra Otte               | 9. Mai 2018       | Gewerkschaftssekretärin IG-Metall Baden-Württemberg                                         |
| Mitglied Prüfungsausschuss                                                      | Alexander Reinhart       | 1. Januar 2022    | stellv. Betriebsratsvorsitzender AUDI AG, Werk Neckarsulm                                   |
| Mitglied Präsidium und Vermittlungsausschuss                                    | Rainer Schirmer          | 9. Mai 2018       | Vorsitzender Betriebsrat AUDI AG, Werk Neckarsulm                                           |
| Mitglied Präsidium und Vermittlungsausschuss                                    | Irene Schulz             | 11. Juli 2016     | Geschäftsführendes Vorstandsmitglied IG Metall                                              |
| Aufsichtsrat                                                                    | Fred Schulze             | 1. September 2024 | Werkleiter Audi AG, Werk Neckarsulm                                                         |

Ehrenvorsitzender: Carl H. Hahn (seit 1. Januar 1993, zuvor Aufsichtsratsvorsitzender) *

## Technik und Innovation

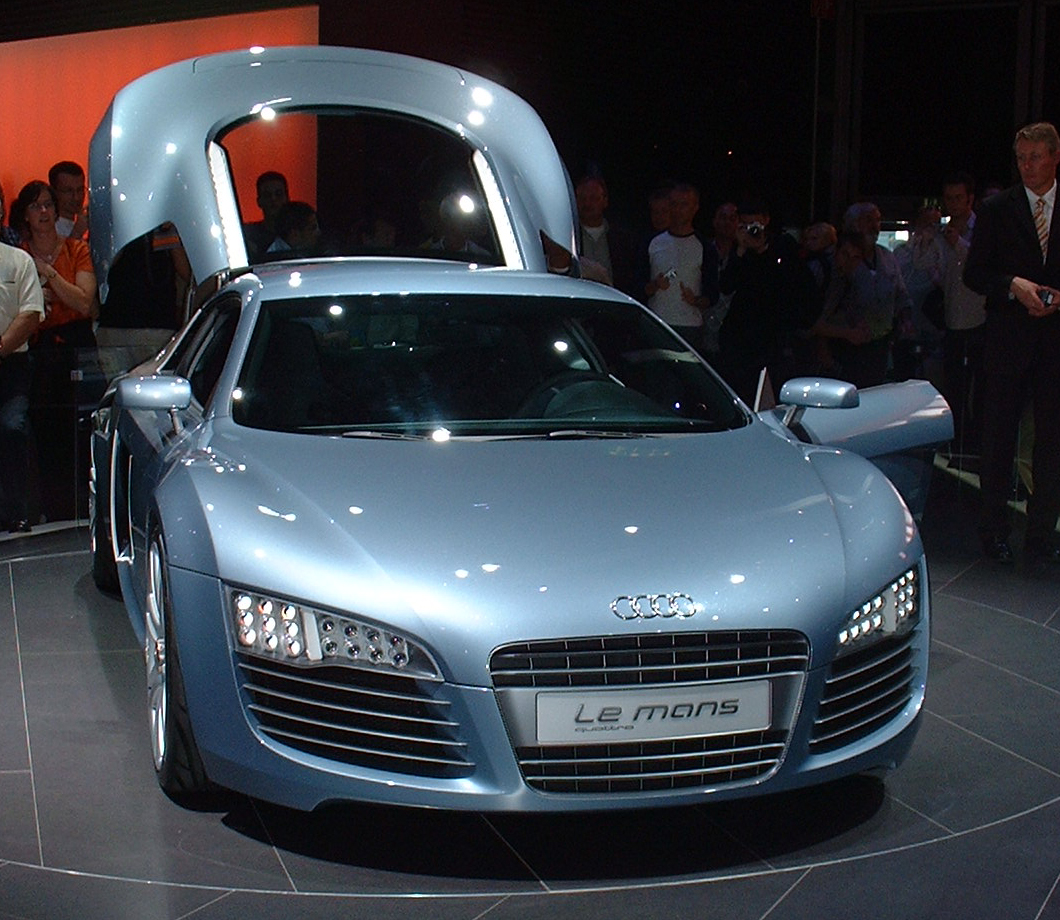
Die Studie Le Mans quattro aus dem Jahr 2003 hat das Design der folgenden Audi-Modelle geprägt.

Audi hat zahlreiche technische Neuerungen entwickelt oder in der Großserie eingeführt: 1972 den negativen, spurstabilisierenden Lenkrollradius beim Audi 80, 1975 den ersten Motor des VW-Konzerns mit mechanischer Benzineinspritzung (K-Jetronic) im Audi 80 GTE (später auch im VW Golf GTI), 1977 einen Fünfzylinder-Ottomotor im Audi 100 und 1980 unter der Bezeichnung quattro den ersten permanenten Allradantrieb in einem deutschen Pkw beim Urquattro Typ 85. Geplant war wegen der dem Heck- oder Frontantrieb überlegenen Traktion, jedes Fahrzeug mit mehr als 200 PS (147 kW) damit auszurüsten oder zumindest diese Technik anzubieten.
1983 bekam Audi als erster deutscher Automobilhersteller die allgemeine Betriebserlaubnis (ABE) für Fahrzeuge mit Katalysator.
Ab 1985 war Audi nach Porsche zweiter Großserienhersteller vollverzinkter Karosserien (Audi 100 C3). Dieses Modell wurde 1982 vorgestellt und war damals mit einem Luftwiderstandsbeiwert von 0,30 eines der strömungsgünstigsten Serienfahrzeuge der Welt. Seit ungefähr Anfang der 1990er Jahre sind fast alle Audi-Modelle mit Stahlkarosserie vollverzinkt.
Ende der 1980er Jahre bot Audi nach Fiat mit dem Croma TD i.d. und Rover mit dem Montego als erster deutscher Hersteller im Modell Audi 100 TDI einen Dieselmotor mit Direkteinspritzung und Turboaufladung an. In den 1980er Jahren wurde das procon-ten-(englisch: „programmed contraction und tension“) Sicherheitssystem vorgestellt, welches mithilfe von Drahtseilen bei einem Frontalaufprall die Lenksäule mit doppelter Aufprallgeschwindigkeit vom Fahrer zurückzog und die vorderen Sicherheitsgurte straffte. Später wurde diese Technik aufgegeben und vom Airbag abgelöst.
1985 zeigte Audi auf der Hannover-Messe ein Bild von zwei Frauen, die die Rohkarosserie eines Audi 100 trugen. Sie war aus Aluminium gefertigt und gelangte so in den Blick der Öffentlichkeit. Mit Alcoa als Partner war die Entwicklung schon so weit fortgeschritten, dass ab 1988 Prototypen auf Basis des Audi V8 im Dauertest liefen. Sie waren mit einer selbsttragenden Aluminium-Karosserie mit stranggepressten Rahmenelementen ausgestattet („Audi Space Frame“). Diese auf dem Audi 100/200 basierende Oberklasse-Limousine kam 1988 als Erste mit permanentem Allradantrieb auf den Markt.
Im September 1991 stellte Audi auf der IAA in Frankfurt am Main sowie im Oktober desselben Jahres auf der Tokyo Motor Show, mit dem Spyder und dem Avus quattro, zwei Prototypen mit aus Aluminium gefertigten Gitterrohrrahmen und Karosserien vor. Im Oktober 1993 wurde auf der Frankfurter IAA eine Studie mit dem Audi Space Frame (ASF) vorgestellt. Sie hat einen 3,4-Liter-V8-TDI-Motor und entspricht – abgesehen von der polierten Aluminiumaußenhaut – weitgehend dem Audi A8, der im Mai 1994 auf den Markt kam. Das Nachfolgemodell des Audi V8 war die erste Serienlimousine mit einer selbsttragenden Karosserie aus Aluminium seit den 1950er Jahren.
Der Audi A2 von 2001 war ein Kleinwagen mit Aluminiumkarosserie. Dank dieser Bauweise das erste und bisher einzige Dreiliterauto mit fünf Türen auf dem Markt.
Auf der IAA 2009 stellte Audi den R8 e-tron, eine Sportwagenstudie mit rein elektrischem Antrieb, vor, die ab 2012 in Kleinserie auf den Markt kommen sollte. Sowohl der geplante Sportwagen als auch die 2011 vorgestellte Studie A2 e-tron wurden allerdings nicht in Serie produziert.
Ab Juni 2013 wurde unter dem Projektnamen E-Hydrogen im niedersächsischen Werlte Wasserstoff aus Windstrom hergestellt. In einem zweiten Schritt sollte zusammen mit CO2 aus einer Biogasanlage CNG als Treibstoff für Erdgasfahrzeuge synthetisiert werden. Mit dem Titel E-Gas wollte Audi weltweit solche Anlagen realisieren. Der Antrieb beim in diesem Zusammenhang angekündigten Q5 HFC leistet bis zu 90 kW und 420 Nm. Die H2-Brennstoffzelle gibt Strom bis 98 kW ab nutzt hat einen Lithium-Akku mit 1,3 kWh Kapazität zur Pufferung. Das Fahrzeugmodell ging nicht in Serie.
Im Januar 2015 stellte Audi auf der Elektronikmesse CES ein autonom fahrendes seriennahes Fahrzeug vor. Der A7 fuhr hierbei 900 km über die Autobahn in der Wüste Nevadas ohne dass ein Lenkeingriff nötig war.

### Rolle im VW-Abgasskandal ab 2015
Im Zuge des VW-Abgasskandals um manipulierte Dieselmotoren ab 2015 kommt Audi eine wichtige Rolle zu. So sind weltweit über zwei Millionen Audi-Dieselfahrzeuge mit dem Motor VW EA189 betroffen. Im Verlauf der Ermittlungen um die illegalen Abschaltvorrichtungen geriet Audi zunehmend in den Fokus. Wesentliche Anteile der für den Betrug verwendeten Software sollen bei Audi entwickelt worden sein.
Am 1. Juni 2017 verpflichtete der Bundesverkehrsminister Alexander Dobrindt Audi wegen einer illegalen softwaregesteuerten Abschalteinrichtung zu einem kompletten Rückruf von rund 25.000 Fahrzeugen der Modelle Audi A8 und Audi A7 mit V6- und V8-Dieselmotoren mit Euro-5-Abgasnorm der Baujahre 2009 bis 2013 auf. Bereits während der Jahrespressekonferenz von Audi am 15. März 2017 hatten mehr als 100 Polizisten und Staatsanwälte die Zentrale des Fahrzeugherstellers in Ingolstadt und weitere Standorte und Wohnungen von Mitarbeitern durchsucht. Anfang Mai 2018 stellte Audi die Auslieferung von Neuwagen vorübergehend ein, nachdem auch bei neuen V6-TDI-Fahrzeugen der Modelle A6/A7 Behörden wegen Verdachts einer unzulässigen Abschalteinrichtung zur Abgasmanipulation ermitteln. Bis zu 60.000 Fahrzeuge sollen weltweit betroffen sein. Im Oktober 2018 schloss die Staatsanwaltschaft München das eingeleitete Ermittlungsverfahren mit der Verhängung eines Bußgeldes in Höhe von 800 Millionen Euro gegen Audi wegen Aufsichtspflichtverletzungen ab.
Auch Audi-Motoren der Euro-6-Abgasnorm, die bei Audi und in Modellen von Porsche und VW zum Einsatz kamen, wurden manipuliert. Das Kraftfahrt-Bundesamt verschickte Rückrufe für rund 200.000 Fahrzeuge in Deutschland.
Im Juli 2019 gab die Deutsche Umwelthilfe Testergebnisse bekannt, wonach der von Audi entwickelte EA897-Motor, der bei Porsche-Fahrzeugen eingesetzt wird, die Grenzwerte für Stickoxide (NOx) um ein Vielfaches überschreite.

## Designmerkmale

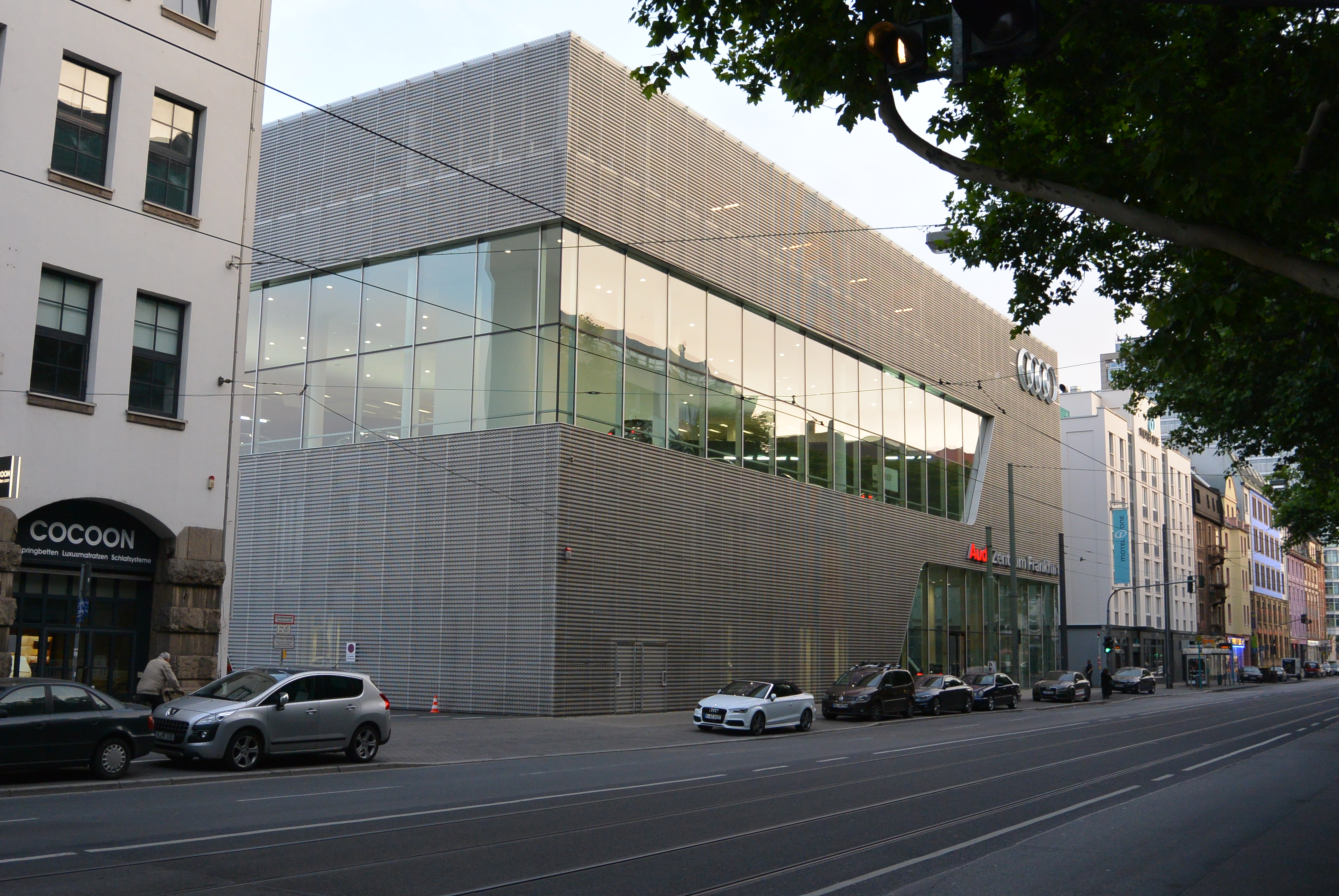
Audi-Autohaus in Frankfurt im Corporate Design, wie es etwa 2010 eingeführt wurde

Zur Formgestaltung von Audi gehört ein im Vergleich zu seinen Premium-Wettbewerbern schlichteres Design mit einem höheren Anteil glatter Flächen und weniger Sicken. Ein ebenfalls bei Audi durchgehendes Gestaltungsmerkmal ist das dritte Seitenfenster bei viertürigen Stufenhecklimousinen. Bei den Wettbewerbern schließt sich allgemein an die Fondtür die C-Säule an.
Ein weiteres Merkmal ist die starke Konzentrierung auf ein einheitliches Design über die gesamte Fahrzeugpalette hinweg, sodass einerseits der Wiedererkennungswert der Automobilmarke hoch ist, andererseits Kritiker manchmal die geringe Unterscheidbarkeit der Baureihen untereinander anmerken.

### Audi-Singleframe-Kühlergrill

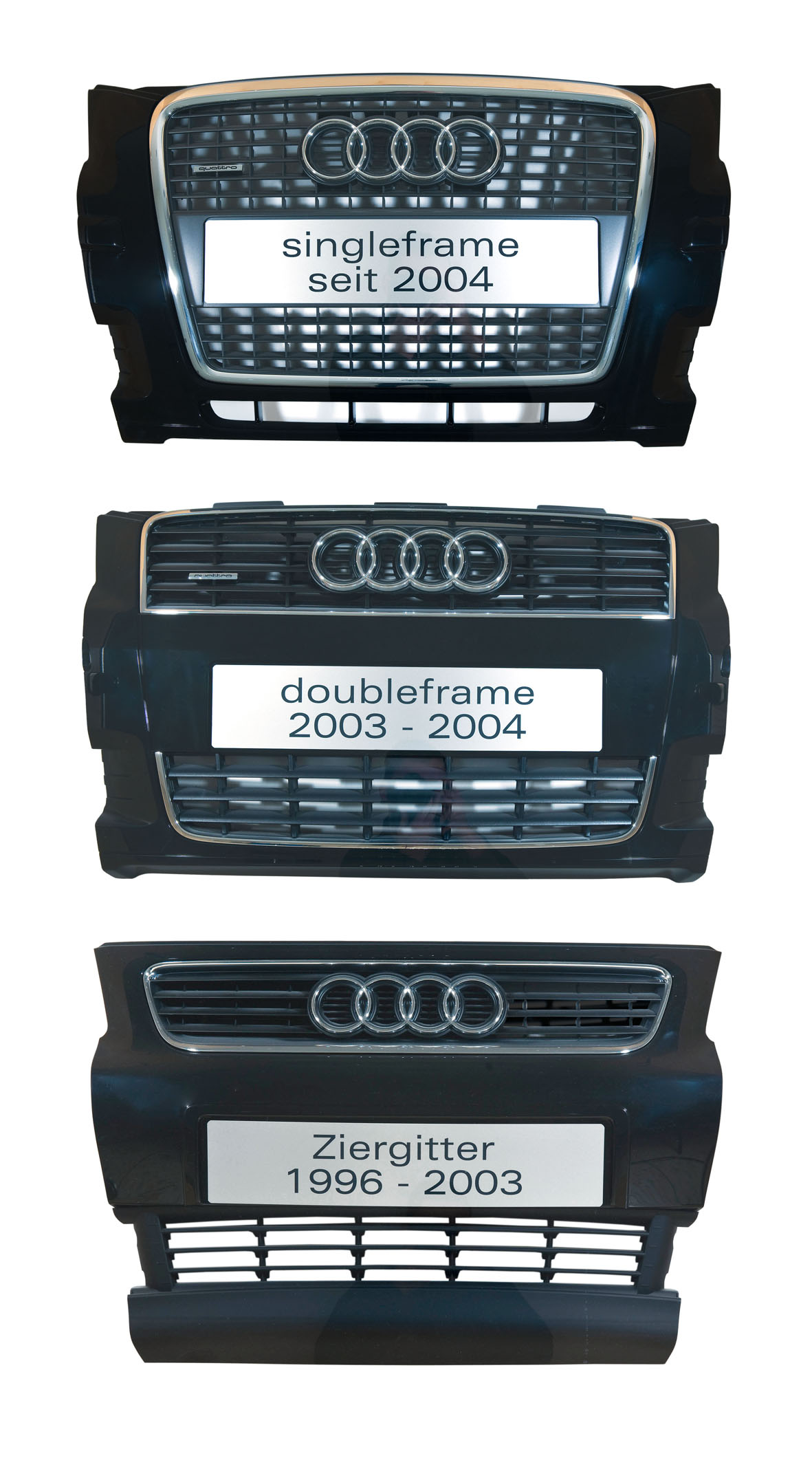
Die Entwicklung des Audi-Kühlergrills am Beispiel des Audi A3

Mit „Singleframe“ wird speziell die Form des Kühlergrills aller Fahrzeuge von Audi seit 2004 bezeichnet, die vom italienischen Automobildesigner Walter de Silva entworfen wurde. Beim Singleframegrill wird der Kühlergrill nicht mehr – wie bei allen früheren Modellen – durch die Stoßstange in zwei Teile geteilt, sondern besteht oberhalb aus einem größeren Teil mit dem Logo des Herstellers und unterhalb aus einem kleineren Teil, der die Gestaltung abrundet. Beide Teile werden von einem gemeinsamen chromglänzenden Rahmen umschlossen. Dieser überdimensionale Kühlergrill soll bei den Fahrzeugen ein dominantes Aussehen bewirken.
Es gab insgesamt drei Epochen der Kühlergrillform. Der sogenannte Zierrahmen-Kühlergrill hatte den Chromrahmen nur um den Teil des Kühlergrills oberhalb der Stoßstange. Bei Einführung der zweiten Generation des Audi A4 (B6) im Jahr 2000 entstand daraus der Doubleframe-Kühlergrill, der auch den Teil des Grills unterhalb der Stoßstange mit einer Chromleiste einrahmte. Ab 2004 folgte dann der Singleframe-Kühlergrill.
Nach und nach stellte Audi alle Modelle auf diese Form um. Erstes Modell mit Singleframe war der A8 6.0L W12, einige Zeit später folgte die fünftürige Variante des Audi A3, der A3 Sportback. Mit dem Modellwechsel beim A6 bekam erstmals eine ganze Baureihe den neuen Grill. Später erhielten alle A3- und A8-Versionen sowie der Audi A4 der Baureihe B7 einen großen Grill. Der Audi TT war das letzte Modell in neuer Aufmachung. Der Audi A2 erfuhr diese Änderung nicht, da seine Herstellung kurz nach Einführung des Singleframe auslief.

Mit dem Audi A1 im Jahr 2010 wurde der Singleframe-Kühlergrill modifiziert, er ist seit allen neuen Modellen oder Modellpflegen sechseckig, indem der Singleframe sich im oberen Drittel verengt. Die Scheinwerfer binden den Singleframe ein und wurden dadurch im oberen Teil breiter als im unteren.

### Audi-Sport-Fähnchen und Audi-S-Emblem
Mit dem Audi S4 (C4) im Jahr 1991 führte Audi in Anlehnung an die Motorsporterfolge aus den 1980er Jahren eine Kennzeichnung besonders sportlicher Serienfahrzeuge mit einem Fähnchen auf dem Heck und im Kühlergrill ein.
Es setzte sich aus drei nebeneinander stehenden, nach rechts geneigten Balken zusammen, wobei der deutlich breitere und rot eingefärbte erste Teil mit den Audi-Ringen versehen war. Die beiden hinteren Elemente enthielten die Modellkennzeichnung, die sich aus einem oder zwei Buchstaben und einer Zahl zusammensetzte. Bei einigen Sondermodellen wie dem Audi RS2 und dem Audi S6 Plus wurde der zweite Teil des Fähnchens blau eingefärbt und die Bezeichnung entsprechend angepasst.
Nach dem Jahr 2000 wurde das Fähnchen modifiziert. Nur das rote Element blieb noch erhalten und die Typbezeichnung wurde als Schriftzug ausgeführt. Später wurde diese Vorlage auch für die „S-line“-Symbolik verwendet.

## Modelle und Typologie

### Modelle

#### Zeitleiste
| Zeitleiste der Audi-Modelle seit 1965 | Zeitleiste der Audi-Modelle seit 1965 | Zeitleiste der Audi-Modelle seit 1965 | Zeitleiste der Audi-Modelle seit 1965 | Zeitleiste der Audi-Modelle seit 1965 | Zeitleiste der Audi-Modelle seit 1965 | Zeitleiste der Audi-Modelle seit 1965 | Zeitleiste der Audi-Modelle seit 1965 | Zeitleiste der Audi-Modelle seit 1965 | Zeitleiste der Audi-Modelle seit 1965 | Zeitleiste der Audi-Modelle seit 1965 | Zeitleiste der Audi-Modelle seit 1965 | Zeitleiste der Audi-Modelle seit 1965 | Zeitleiste der Audi-Modelle seit 1965 | Zeitleiste der Audi-Modelle seit 1965 | Zeitleiste der Audi-Modelle seit 1965 | Zeitleiste der Audi-Modelle seit 1965 | Zeitleiste der Audi-Modelle seit 1965 | Zeitleiste der Audi-Modelle seit 1965 | Zeitleiste der Audi-Modelle seit 1965 | Zeitleiste der Audi-Modelle seit 1965 | Zeitleiste der Audi-Modelle seit 1965 | Zeitleiste der Audi-Modelle seit 1965 | Zeitleiste der Audi-Modelle seit 1965 | Zeitleiste der Audi-Modelle seit 1965 | Zeitleiste der Audi-Modelle seit 1965 | Zeitleiste der Audi-Modelle seit 1965 | Zeitleiste der Audi-Modelle seit 1965 | Zeitleiste der Audi-Modelle seit 1965 | Zeitleiste der Audi-Modelle seit 1965 | Zeitleiste der Audi-Modelle seit 1965 | Zeitleiste der Audi-Modelle seit 1965 | Zeitleiste der Audi-Modelle seit 1965 | Zeitleiste der Audi-Modelle seit 1965 | Zeitleiste der Audi-Modelle seit 1965 | Zeitleiste der Audi-Modelle seit 1965 | Zeitleiste der Audi-Modelle seit 1965 | Zeitleiste der Audi-Modelle seit 1965 | Zeitleiste der Audi-Modelle seit 1965 | Zeitleiste der Audi-Modelle seit 1965 | Zeitleiste der Audi-Modelle seit 1965 | Zeitleiste der Audi-Modelle seit 1965 | Zeitleiste der Audi-Modelle seit 1965 | Zeitleiste der Audi-Modelle seit 1965 | Zeitleiste der Audi-Modelle seit 1965 | Zeitleiste der Audi-Modelle seit 1965 | Zeitleiste der Audi-Modelle seit 1965 | Zeitleiste der Audi-Modelle seit 1965 | Zeitleiste der Audi-Modelle seit 1965 | Zeitleiste der Audi-Modelle seit 1965 | Zeitleiste der Audi-Modelle seit 1965 | Zeitleiste der Audi-Modelle seit 1965 | Zeitleiste der Audi-Modelle seit 1965 | Zeitleiste der Audi-Modelle seit 1965 | Zeitleiste der Audi-Modelle seit 1965 | Zeitleiste der Audi-Modelle seit 1965 | Zeitleiste der Audi-Modelle seit 1965 | Zeitleiste der Audi-Modelle seit 1965 | Zeitleiste der Audi-Modelle seit 1965 | Zeitleiste der Audi-Modelle seit 1965 | Zeitleiste der Audi-Modelle seit 1965 | Zeitleiste der Audi-Modelle seit 1965 | Zeitleiste der Audi-Modelle seit 1965 |
| ------------------------------------- | ------------------------------------- | ------------------------------------- | ------------------------------------- | ------------------------------------- | ------------------------------------- | ------------------------------------- | ------------------------------------- | ------------------------------------- | ------------------------------------- | ------------------------------------- | ------------------------------------- | ------------------------------------- | ------------------------------------- | ------------------------------------- | ------------------------------------- | ------------------------------------- | ------------------------------------- | ------------------------------------- | ------------------------------------- | ------------------------------------- | ------------------------------------- | ------------------------------------- | ------------------------------------- | ------------------------------------- | ------------------------------------- | ------------------------------------- | ------------------------------------- | ------------------------------------- | ------------------------------------- | ------------------------------------- | ------------------------------------- | ------------------------------------- | ------------------------------------- | ------------------------------------- | ------------------------------------- | ------------------------------------- | ------------------------------------- | ------------------------------------- | ------------------------------------- | ------------------------------------- | ------------------------------------- | ------------------------------------- | ------------------------------------- | ------------------------------------- | ------------------------------------- | ------------------------------------- | ------------------------------------- | ------------------------------------- | ------------------------------------- | ------------------------------------- | ------------------------------------- | ------------------------------------- | ------------------------------------- | ------------------------------------- | ------------------------------------- | ------------------------------------- | ------------------------------------- | ------------------------------------- | ------------------------------------- | ------------------------------------- | ------------------------------------- | ------------------------------------- |
| Typ                                   | Aktuelle Serie                        | 1960er                                | 1960er                                | 1960er                                | 1960er                                | 1960er                                | 1970er                                | 1970er                                | 1970er                                | 1970er                                | 1970er                                | 1970er                                | 1970er                                | 1970er                                | 1970er                                | 1970er                                | 1980er                                | 1980er                                | 1980er                                | 1980er                                | 1980er                                | 1980er                                | 1980er                                | 1980er                                | 1980er                                | 1980er                                | 1990er                                | 1990er                                | 1990er                                | 1990er                                | 1990er                                | 1990er                                | 1990er                                | 1990er                                | 1990er                                | 1990er                                | 2000er                                | 2000er                                | 2000er                                | 2000er                                | 2000er                                | 2000er                                | 2000er                                | 2000er                                | 2000er                                | 2000er                                | 2010er                                | 2010er                                | 2010er                                | 2010er                                | 2010er                                | 2010er                                | 2010er                                | 2010er                                | 2010er                                | 2010er                                | 2020er                                | 2020er                                | 2020er                                | 2020er                                | 2020er                                | 2020er                                |
| Typ                                   | Aktuelle Serie                        | 5                                     | 6                                     | 7                                     | 8                                     | 9                                     | 0                                     | 1                                     | 2                                     | 3                                     | 4                                     | 5                                     | 6                                     | 7                                     | 8                                     | 9                                     | 0                                     | 1                                     | 2                                     | 3                                     | 4                                     | 5                                     | 6                                     | 7                                     | 8                                     | 9                                     | 0                                     | 1                                     | 2                                     | 3                                     | 4                                     | 5                                     | 6                                     | 7                                     | 8                                     | 9                                     | 0                                     | 1                                     | 2                                     | 3                                     | 4                                     | 5                                     | 6                                     | 7                                     | 8                                     | 9                                     | 0                                     | 1                                     | 2                                     | 3                                     | 4                                     | 5                                     | 6                                     | 7                                     | 8                                     | 9                                     | 0                                     | 1                                     | 2                                     | 3                                     | 4                                     | 5                                     |
| Kleinwagen                            | A1                                    |                                       |                                       |                                       |                                       |                                       |                                       |                                       |                                       |                                       |                                       | 50                                    | 50                                    | 50                                    | 50                                    |                                       |                                       |                                       |                                       |                                       |                                       |                                       |                                       |                                       |                                       |                                       |                                       |                                       |                                       |                                       |                                       |                                       |                                       |                                       |                                       | A2 (8Z)                               | A2 (8Z)                               | A2 (8Z)                               | A2 (8Z)                               | A2 (8Z)                               | A2 (8Z)                               | A2 (8Z)                               |                                       |                                       |                                       |                                       | A1 (8X)                               | A1 (8X)                               | A1 (8X)                               | A1 (8X)                               | A1 (8X)                               | A1 (8X)                               | A1 (8X)                               | A1 (8X)                               | A1 (GB)                               | A1 (GB)                               | A1 (GB)                               | A1 (GB)                               | A1 (GB)                               | A1 (GB)                               | A1 (GB)                               | A1 (GB)                               |
| Kleinwagen                            | A1 allstreet                          |                                       |                                       |                                       |                                       |                                       |                                       |                                       |                                       |                                       |                                       |                                       |                                       |                                       |                                       |                                       |                                       |                                       |                                       |                                       |                                       |                                       |                                       |                                       |                                       |                                       |                                       |                                       |                                       |                                       |                                       |                                       |                                       |                                       |                                       |                                       |                                       |                                       |                                       |                                       |                                       |                                       |                                       |                                       |                                       |                                       |                                       |                                       |                                       |                                       |                                       |                                       |                                       |                                       |                                       | A1 citycarver (GB)                    | A1 citycarver (GB)                    | A1 citycarver (GB)                    | A1 citycarver (GB)                    | A1 allstreet (GB)                     | A1 allstreet (GB)                     | A1 allstreet (GB)                     |
| Kompaktklasse                         | A3                                    |                                       |                                       |                                       |                                       |                                       |                                       |                                       |                                       |                                       |                                       |                                       |                                       |                                       |                                       |                                       |                                       |                                       |                                       |                                       |                                       |                                       |                                       |                                       |                                       |                                       |                                       |                                       |                                       |                                       |                                       |                                       | A3 (8L)                               | A3 (8L)                               | A3 (8L)                               | A3 (8L)                               | A3 (8L)                               | A3 (8L)                               | A3 (8L)                               | A3 (8P)                               | A3 (8P)                               | A3 (8P)                               | A3 (8P)                               | A3 (8P)                               | A3 (8P)                               | A3 (8P)                               | A3 (8P)                               | A3 (8P)                               | A3 (8V)                               | A3 (8V)                               | A3 (8V)                               | A3 (8V)                               | A3 (8V)                               | A3 (8V)                               | A3 (8V)                               | A3 (8V)                               | A3 (8Y)                               | A3 (8Y)                               | A3 (8Y)                               | A3 (8Y)                               | A3 (8Y)                               | A3 (8Y)                               |
| Kompaktklasse                         | A3 allstreet                          |                                       |                                       |                                       |                                       |                                       |                                       |                                       |                                       |                                       |                                       |                                       |                                       |                                       |                                       |                                       |                                       |                                       |                                       |                                       |                                       |                                       |                                       |                                       |                                       |                                       |                                       |                                       |                                       |                                       |                                       |                                       |                                       |                                       |                                       |                                       |                                       |                                       |                                       |                                       |                                       |                                       |                                       |                                       |                                       |                                       |                                       |                                       |                                       |                                       |                                       |                                       |                                       |                                       |                                       |                                       |                                       |                                       |                                       |                                       |                                       | A3 allstreet (8Y)                     |
| Kompaktklasse                         | A3L                                   |                                       |                                       |                                       |                                       |                                       |                                       |                                       |                                       |                                       |                                       |                                       |                                       |                                       |                                       |                                       |                                       |                                       |                                       |                                       |                                       |                                       |                                       |                                       |                                       |                                       |                                       |                                       |                                       |                                       |                                       |                                       |                                       |                                       |                                       |                                       |                                       |                                       |                                       |                                       |                                       |                                       |                                       |                                       |                                       |                                       |                                       |                                       |                                       |                                       |                                       |                                       |                                       |                                       |                                       |                                       |                                       | A3L (8Y)                              | A3L (8Y)                              | A3L (8Y)                              | A3L (8Y)                              | A3L (8Y)                              |
| Kompaktklasse                         | S3                                    |                                       |                                       |                                       |                                       |                                       |                                       |                                       |                                       |                                       |                                       |                                       |                                       |                                       |                                       |                                       |                                       |                                       |                                       |                                       |                                       |                                       |                                       |                                       |                                       |                                       |                                       |                                       |                                       |                                       |                                       |                                       |                                       |                                       |                                       | S3 (8L)                               | S3 (8L)                               | S3 (8L)                               | S3 (8L)                               |                                       |                                       |                                       | S3 (8P)                               | S3 (8P)                               | S3 (8P)                               | S3 (8P)                               | S3 (8P)                               | S3 (8P)                               | S3 (8P)                               | S3 (8V)                               | S3 (8V)                               | S3 (8V)                               | S3 (8V)                               | S3 (8V)                               | S3 (8V)                               | S3 (8V)                               | S3 (8Y)                               | S3 (8Y)                               | S3 (8Y)                               | S3 (8Y)                               | S3 (8Y)                               | S3 (8Y)                               |
| Kompaktklasse                         | RS3                                   |                                       |                                       |                                       |                                       |                                       |                                       |                                       |                                       |                                       |                                       |                                       |                                       |                                       |                                       |                                       |                                       |                                       |                                       |                                       |                                       |                                       |                                       |                                       |                                       |                                       |                                       |                                       |                                       |                                       |                                       |                                       |                                       |                                       |                                       |                                       |                                       |                                       |                                       |                                       |                                       |                                       |                                       |                                       |                                       |                                       |                                       | RS3 (8P)                              | RS3 (8P)                              |                                       |                                       | RS3 (8V)                              | RS3 (8V)                              | RS3 (8V)                              | RS3 (8V)                              | RS3 (8V)                              | RS3 (8V)                              | RS3 (8Y)                              | RS3 (8Y)                              | RS3 (8Y)                              | RS3 (8Y)                              | RS3 (8Y)                              |
| Mittelklasse                          | A4                                    | 72/60/75/80 (F103)                    | 72/60/75/80 (F103)                    | 72/60/75/80 (F103)                    | 72/60/75/80 (F103)                    | 72/60/75/80 (F103)                    | 72/60/75/80 (F103)                    | 72/60/75/80 (F103)                    | 80 (B1)                               | 80 (B1)                               | 80 (B1)                               | 80 (B1)                               | 80 (B1)                               | 80 (B1)                               | 80 (B2)                               | 80 (B2)                               | 80 (B2)                               | 80 (B2)                               | 80 (B2)                               | 80 (B2)                               | 80 (B2)                               | 80 (B2)                               | 80 (B3)                               | 80 (B3)                               | 80 (B3)                               | 80 (B3)                               | 80 (B3)                               | 80 (B4)                               | 80 (B4)                               | 80 (B4)                               | 80 (B4)                               | A4 (B5)                               | A4 (B5)                               | A4 (B5)                               | A4 (B5)                               | A4 (B5)                               | A4 (B6)                               | A4 (B6)                               | A4 (B6)                               | A4 (B6)                               | A4 (B6)                               | A4 (B7)                               | A4 (B7)                               | A4 (B7)                               | A4 (B8)                               | A4 (B8)                               | A4 (B8)                               | A4 (B8)                               | A4 (B8)                               | A4 (B8)                               | A4 (B8)                               | A4 (B8)                               | A4 (B9)                               | A4 (B9)                               | A4 (B9)                               | A4 (B9)                               | A4 (B9)                               | A4 (B9)                               | A4 (B9)                               | A4 (B9)                               | A4 (B9)                               |                                       |
| Mittelklasse                          | A4L                                   |                                       |                                       |                                       |                                       |                                       |                                       |                                       |                                       |                                       |                                       |                                       |                                       |                                       |                                       |                                       |                                       |                                       |                                       |                                       |                                       |                                       |                                       |                                       |                                       |                                       |                                       |                                       |                                       |                                       |                                       |                                       |                                       |                                       |                                       |                                       |                                       |                                       |                                       |                                       |                                       |                                       |                                       |                                       |                                       | A4L (8K)                              | A4L (8K)                              | A4L (8K)                              | A4L (8K)                              | A4L (8K)                              | A4L (8K)                              | A4L (8K)                              | A4L (8W)                              | A4L (8W)                              | A4L (8W)                              | A4L (8W)                              | A4L (8W)                              | A4L (8W)                              | A4L (8W)                              | A4L (8W)                              | A4L (8W)                              |                                       |
| Mittelklasse                          | A4 allroad                            |                                       |                                       |                                       |                                       |                                       |                                       |                                       |                                       |                                       |                                       |                                       |                                       |                                       |                                       |                                       |                                       |                                       |                                       |                                       |                                       |                                       |                                       |                                       |                                       |                                       |                                       |                                       |                                       |                                       |                                       |                                       |                                       |                                       |                                       |                                       |                                       |                                       |                                       |                                       |                                       |                                       |                                       |                                       |                                       | A4 allroad quattro (8K)               | A4 allroad quattro (8K)               | A4 allroad quattro (8K)               | A4 allroad quattro (8K)               | A4 allroad quattro (8K)               | A4 allroad quattro (8K)               | A4 allroad quattro (8K)               | A4 allroad quattro (8W)               | A4 allroad quattro (8W)               | A4 allroad quattro (8W)               | A4 allroad quattro (8W)               | A4 allroad quattro (8W)               | A4 allroad quattro (8W)               | A4 allroad quattro (8W)               | A4 allroad quattro (8W)               | A4 allroad quattro (8W)               |                                       |
| Mittelklasse                          | S4                                    |                                       | Super 90 (F103)                       | Super 90 (F103)                       | Super 90 (F103)                       | Super 90 (F103)                       | Super 90 (F103)                       | Super 90 (F103)                       |                                       |                                       |                                       |                                       |                                       |                                       |                                       |                                       |                                       |                                       |                                       |                                       | 90 (B2)                               | 90 (B2)                               | 90 (B3)                               | 90 (B3)                               | 90 (B3)                               | 90 (B3)                               | 90 (B3)                               |                                       |                                       | S2 (B4)                               | S2 (B4)                               |                                       |                                       | S4 (B5)                               | S4 (B5)                               | S4 (B5)                               | S4 (B5)                               |                                       |                                       | S4 (B6)                               | S4 (B6)                               | S4 (B6)                               | S4 (B7)                               | S4 (B7)                               | S4 (B7)                               | S4 (B8)                               | S4 (B8)                               | S4 (B8)                               | S4 (B8)                               | S4 (B8)                               | S4 (B8)                               | S4 (B8)                               | S4 (B9)                               | S4 (B9)                               | S4 (B9)                               | S4 (B9)                               | S4 (B9)                               | S4 (B9)                               | S4 (B9)                               | S4 (B9)                               | S4 (B9)                               |                                       |
| Mittelklasse                          | RS4                                   |                                       |                                       |                                       |                                       |                                       |                                       |                                       |                                       |                                       |                                       |                                       |                                       |                                       |                                       |                                       |                                       |                                       |                                       |                                       |                                       |                                       |                                       |                                       |                                       |                                       |                                       |                                       |                                       |                                       | RS2                                   | RS2                                   | RS2                                   |                                       |                                       | RS4 (B5)                              | RS4 (B5)                              | RS4 (B5)                              |                                       |                                       |                                       |                                       | RS4 (B7)                              | RS4 (B7)                              | RS4 (B7)                              |                                       |                                       |                                       | RS4 (B8)                              | RS4 (B8)                              | RS4 (B8)                              | RS4 (B8)                              |                                       |                                       | RS4 (B9)                              | RS4 (B9)                              | RS4 (B9)                              | RS4 (B9)                              | RS4 (B9)                              | RS4 (B9)                              | RS4 (B9)                              |                                       |
| Mittelklasse                          | A5                                    |                                       |                                       |                                       |                                       |                                       |                                       |                                       |                                       |                                       |                                       |                                       |                                       |                                       |                                       |                                       | Coupé (B2)                            | Coupé (B2)                            | Coupé (B2)                            | Coupé (B2)                            | Coupé (B2)                            | Coupé (B2)                            | Coupé (B2)                            | Coupé (B2)                            | Coupé (B3)                            | Coupé (B3)                            | Coupé (B3)                            | Coupé (B3)                            | Coupé (B3)                            | Coupé (B3)                            | Coupé (B3)                            | Coupé (B3)                            | Coupé (B3)                            |                                       |                                       |                                       |                                       |                                       |                                       |                                       |                                       |                                       |                                       | A5 (8T)                               | A5 (8T)                               | A5 (8T)                               | A5 (8T)                               | A5 (8T)                               | A5 (8T)                               | A5 (8T)                               | A5 (8T)                               | A5 (8T)                               | A5 (8T)                               | A5 (F5)                               | A5 (F5)                               | A5 (F5)                               | A5 (F5)                               | A5 (F5)                               | A5 (F5)                               | A5 (F5)                               | A5 (F5)                               | A5 (FU)                               |
| Mittelklasse                          | A5L                                   |                                       |                                       |                                       |                                       |                                       |                                       |                                       |                                       |                                       |                                       |                                       |                                       |                                       |                                       |                                       |                                       |                                       |                                       |                                       |                                       |                                       |                                       |                                       |                                       |                                       |                                       |                                       |                                       |                                       |                                       |                                       |                                       |                                       |                                       |                                       |                                       |                                       |                                       |                                       |                                       |                                       |                                       |                                       |                                       |                                       |                                       |                                       |                                       |                                       |                                       |                                       |                                       |                                       |                                       |                                       |                                       |                                       |                                       |                                       |                                       | A5L                                   |
| Mittelklasse                          | S5                                    |                                       |                                       |                                       |                                       |                                       |                                       |                                       |                                       |                                       |                                       |                                       |                                       |                                       |                                       |                                       | quattro                               | quattro                               | quattro                               | quattro                               | quattro                               | quattro                               | quattro                               | quattro                               | quattro                               | quattro                               | quattro                               | Coupé S2                              | Coupé S2                              | Coupé S2                              | Coupé S2                              |                                       |                                       |                                       |                                       |                                       |                                       |                                       |                                       |                                       |                                       |                                       |                                       | S5 (8T)                               | S5 (8T)                               | S5 (8T)                               | S5 (8T)                               | S5 (8T)                               | S5 (8T)                               | S5 (8T)                               | S5 (8T)                               | S5 (8T)                               | S5 (8T)                               | S5 (F5)                               | S5 (F5)                               | S5 (F5)                               | S5 (F5)                               | S5 (F5)                               | S5 (F5)                               | S5 (F5)                               | S5 (F5)                               | S5 (FU)                               |
| Mittelklasse                          | RS5                                   |                                       |                                       |                                       |                                       |                                       |                                       |                                       |                                       |                                       |                                       |                                       |                                       |                                       |                                       |                                       |                                       |                                       |                                       |                                       |                                       |                                       |                                       |                                       |                                       |                                       |                                       |                                       |                                       |                                       |                                       |                                       |                                       |                                       |                                       |                                       |                                       |                                       |                                       |                                       |                                       |                                       |                                       |                                       |                                       |                                       | RS5 (8T)                              | RS5 (8T)                              | RS5 (8T)                              | RS5 (8T)                              | RS5 (8T)                              | RS5 (8T)                              |                                       | RS5 (F5)                              | RS5 (F5)                              | RS5 (F5)                              | RS5 (F5)                              | RS5 (F5)                              | RS5 (F5)                              | RS5 (F5)                              | RS5 (F5)                              |                                       |
| Mittelklasse                          | A5 Sportback                          |                                       |                                       |                                       |                                       |                                       |                                       |                                       |                                       |                                       |                                       |                                       |                                       |                                       |                                       |                                       |                                       |                                       |                                       |                                       |                                       |                                       |                                       |                                       |                                       |                                       |                                       |                                       |                                       |                                       |                                       |                                       |                                       |                                       |                                       |                                       |                                       |                                       |                                       |                                       |                                       |                                       |                                       |                                       |                                       | A5 Sportback (8T)                     | A5 Sportback (8T)                     | A5 Sportback (8T)                     | A5 Sportback (8T)                     | A5 Sportback (8T)                     | A5 Sportback (8T)                     | A5 Sportback (8T)                     | A5 Sportback (8T)                     | A5 Sportback (F5)                     | A5 Sportback (F5)                     | A5 Sportback (F5)                     | A5 Sportback (F5)                     | A5 Sportback (F5)                     | A5 Sportback (F5)                     | A5 Sportback (F5)                     | A5 Sportback (F5)                     |                                       |
| Mittelklasse                          | S5 Sportback                          |                                       |                                       |                                       |                                       |                                       |                                       |                                       |                                       |                                       |                                       |                                       |                                       |                                       |                                       |                                       |                                       |                                       |                                       |                                       |                                       |                                       |                                       |                                       |                                       |                                       |                                       |                                       |                                       |                                       |                                       |                                       |                                       |                                       |                                       |                                       |                                       |                                       |                                       |                                       |                                       |                                       |                                       |                                       |                                       | S5 Sportback (8T)                     | S5 Sportback (8T)                     | S5 Sportback (8T)                     | S5 Sportback (8T)                     | S5 Sportback (8T)                     | S5 Sportback (8T)                     | S5 Sportback (8T)                     | S5 Sportback (8T)                     | S5 Sportback (F5)                     | S5 Sportback (F5)                     | S5 Sportback (F5)                     | S5 Sportback (F5)                     | S5 Sportback (F5)                     | S5 Sportback (F5)                     | S5 Sportback (F5)                     | S5 Sportback (F5)                     |                                       |
| Mittelklasse                          | RS5 Sportback                         |                                       |                                       |                                       |                                       |                                       |                                       |                                       |                                       |                                       |                                       |                                       |                                       |                                       |                                       |                                       |                                       |                                       |                                       |                                       |                                       |                                       |                                       |                                       |                                       |                                       |                                       |                                       |                                       |                                       |                                       |                                       |                                       |                                       |                                       |                                       |                                       |                                       |                                       |                                       |                                       |                                       |                                       |                                       |                                       |                                       |                                       |                                       |                                       |                                       |                                       |                                       |                                       |                                       |                                       | RS5 Sportback (F5)                    | RS5 Sportback (F5)                    | RS5 Sportback (F5)                    | RS5 Sportback (F5)                    | RS5 Sportback (F5)                    | RS5 Sportback (F5)                    |                                       |
| Mittelklasse                          | A5 Cabriolet                          |                                       |                                       |                                       |                                       |                                       |                                       |                                       |                                       |                                       |                                       |                                       |                                       |                                       |                                       |                                       |                                       |                                       |                                       |                                       |                                       |                                       |                                       |                                       |                                       |                                       |                                       | Cabriolet                             | Cabriolet                             | Cabriolet                             | Cabriolet                             | Cabriolet                             | Cabriolet                             | Cabriolet                             | Cabriolet                             | Cabriolet                             | Cabriolet                             |                                       | A4 Cabriolet (B6)                     | A4 Cabriolet (B6)                     | A4 Cabriolet (B6)                     | A4 Cabriolet (B6)                     | A4 Cabriolet (B7)                     | A4 Cabriolet (B7)                     | A4 Cabriolet (B7)                     | A5 Cabriolet (8F)                     | A5 Cabriolet (8F)                     | A5 Cabriolet (8F)                     | A5 Cabriolet (8F)                     | A5 Cabriolet (8F)                     | A5 Cabriolet (8F)                     | A5 Cabriolet (8F)                     | A5 Cabriolet (8F)                     | A5 Cabriolet (F5)                     | A5 Cabriolet (F5)                     | A5 Cabriolet (F5)                     | A5 Cabriolet (F5)                     | A5 Cabriolet (F5)                     | A5 Cabriolet (F5)                     | A5 Cabriolet (F5)                     | A5 Cabriolet (F5)                     |                                       |
| Mittelklasse                          | S5 Cabriolet                          |                                       |                                       |                                       |                                       |                                       |                                       |                                       |                                       |                                       |                                       |                                       |                                       |                                       |                                       |                                       |                                       |                                       |                                       |                                       |                                       |                                       |                                       |                                       |                                       |                                       |                                       |                                       |                                       |                                       |                                       |                                       |                                       |                                       |                                       |                                       |                                       |                                       |                                       |                                       | S4 Cabriolet (B6)                     | S4 Cabriolet (B6)                     | S4 Cabriolet (B7)                     | S4 Cabriolet (B7)                     | S4 Cabriolet (B7)                     | S5 Cabriolet (8F)                     | S5 Cabriolet (8F)                     | S5 Cabriolet (8F)                     | S5 Cabriolet (8F)                     | S5 Cabriolet (8F)                     | S5 Cabriolet (8F)                     | S5 Cabriolet (8F)                     | S5 Cabriolet (8F)                     | S5 Cabriolet (F5)                     | S5 Cabriolet (F5)                     | S5 Cabriolet (F5)                     | S5 Cabriolet (F5)                     | S5 Cabriolet (F5)                     | S5 Cabriolet (F5)                     | S5 Cabriolet (F5)                     | S5 Cabriolet (F5)                     |                                       |
| Mittelklasse                          | RS5 Cabriolet                         |                                       |                                       |                                       |                                       |                                       |                                       |                                       |                                       |                                       |                                       |                                       |                                       |                                       |                                       |                                       |                                       |                                       |                                       |                                       |                                       |                                       |                                       |                                       |                                       |                                       |                                       |                                       |                                       |                                       |                                       |                                       |                                       |                                       |                                       |                                       |                                       |                                       |                                       |                                       |                                       |                                       | RS4 Cabriolet (B7)                    | RS4 Cabriolet (B7)                    | RS4 Cabriolet (B7)                    |                                       |                                       |                                       |                                       | RS5 Cabriolet (8F)                    | RS5 Cabriolet (8F)                    | RS5 Cabriolet (8F)                    |                                       |                                       |                                       |                                       |                                       |                                       |                                       |                                       |                                       |                                       |
| Mittelklasse                          | E5                                    |                                       |                                       |                                       |                                       |                                       |                                       |                                       |                                       |                                       |                                       |                                       |                                       |                                       |                                       |                                       |                                       |                                       |                                       |                                       |                                       |                                       |                                       |                                       |                                       |                                       |                                       |                                       |                                       |                                       |                                       |                                       |                                       |                                       |                                       |                                       |                                       |                                       |                                       |                                       |                                       |                                       |                                       |                                       |                                       |                                       |                                       |                                       |                                       |                                       |                                       |                                       |                                       |                                       |                                       |                                       |                                       |                                       |                                       |                                       |                                       | E5                                    |
| Obere Mittelklasse                    | A6                                    |                                       |                                       |                                       | 100 (C1)                              | 100 (C1)                              | 100 (C1)                              | 100 (C1)                              | 100 (C1)                              | 100 (C1)                              | 100 (C1)                              | 100 (C1)                              | 100 (C1)                              | 100 (C2)                              | 100 (C2)                              | 100 (C2)                              | 100 (C2)                              | 100 (C2)                              | 100 (C2)                              | 100 (C3)                              | 100 (C3)                              | 100 (C3)                              | 100 (C3)                              | 100 (C3)                              | 100 (C3)                              | 100 (C3)                              | 100 (C3)                              | 100 (C4)                              | 100 (C4)                              | 100 (C4)                              | A6 (C4)                               | A6 (C4)                               | A6 (C4)                               | A6 (C5)                               | A6 (C5)                               | A6 (C5)                               | A6 (C5)                               | A6 (C5)                               | A6 (C5)                               | A6 (C5)                               | A6 (C6)                               | A6 (C6)                               | A6 (C6)                               | A6 (C6)                               | A6 (C6)                               | A6 (C6)                               | A6 (C6)                               | A6 (C7)                               | A6 (C7)                               | A6 (C7)                               | A6 (C7)                               | A6 (C7)                               | A6 (C7)                               | A6 (C7)                               | A6 (C8)                               | A6 (C8)                               | A6 (C8)                               | A6 (C8)                               | A6 (C8)                               | A6 (C8)                               | A6 (C8)                               | A6 e-tron                             |
| Obere Mittelklasse                    | A6L                                   |                                       |                                       |                                       |                                       |                                       |                                       |                                       |                                       |                                       |                                       |                                       |                                       |                                       |                                       |                                       |                                       |                                       |                                       |                                       |                                       |                                       |                                       |                                       |                                       |                                       |                                       |                                       |                                       |                                       |                                       |                                       |                                       |                                       |                                       | A6L (4F)                              | A6L (4F)                              | A6L (4F)                              | A6L (4F)                              | A6L (4F)                              | A6L (4F)                              | A6L (4F)                              | A6L (4F)                              | A6L (4F)                              | A6L (4F)                              | A6L (4F)                              | A6L (4F)                              | A6L (4F)                              | A6L (4G)                              | A6L (4G)                              | A6L (4G)                              | A6L (4G)                              | A6L (4G)                              | A6L (4G)                              | A6L (4G)                              |                                       | A6L (F2)                              | A6L (F2)                              | A6L (F2)                              | A6L (F2)                              | A6L (F2)                              |                                       |
| Obere Mittelklasse                    | A6 allroad                            |                                       |                                       |                                       |                                       |                                       |                                       |                                       |                                       |                                       |                                       |                                       |                                       |                                       |                                       |                                       |                                       |                                       |                                       |                                       |                                       |                                       |                                       |                                       |                                       |                                       |                                       |                                       |                                       |                                       |                                       |                                       |                                       |                                       |                                       | Allroad quattro (C5)                  | Allroad quattro (C5)                  | Allroad quattro (C5)                  | Allroad quattro (C5)                  | Allroad quattro (C5)                  | Allroad quattro (C5)                  | Allroad quattro (C5)                  | A6 allroad quattro (C6)               | A6 allroad quattro (C6)               | A6 allroad quattro (C6)               | A6 allroad quattro (C6)               | A6 allroad quattro (C6)               | A6 allroad quattro (C6)               | A6 allroad quattro (C7)               | A6 allroad quattro (C7)               | A6 allroad quattro (C7)               | A6 allroad quattro (C7)               | A6 allroad quattro (C7)               | A6 allroad quattro (C7)               | A6 allroad quattro (C7)               | A6 allroad quattro (C8)               | A6 allroad quattro (C8)               | A6 allroad quattro (C8)               | A6 allroad quattro (C8)               | A6 allroad quattro (C8)               | A6 allroad quattro (C8)               |                                       |
| Obere Mittelklasse                    | S6                                    |                                       |                                       |                                       |                                       |                                       |                                       |                                       |                                       |                                       |                                       |                                       |                                       |                                       |                                       | 200 (C2)                              | 200 (C2)                              | 200 (C2)                              | 200 (C3)                              | 200 (C3)                              | 200 (C3)                              | 200 (C3)                              | 200 (C3)                              | 200 (C3)                              | 200 (C3)                              | 200 (C3)                              |                                       | S4 (C4)                               | S4 (C4)                               | S4 (C4)                               | S6 (C4)                               | S6 (C4)                               | S6 (C4)                               |                                       | S6 (C5)                               | S6 (C5)                               | S6 (C5)                               | S6 (C5)                               | S6 (C5)                               | S6 (C5)                               |                                       |                                       | S6 (C6)                               | S6 (C6)                               | S6 (C6)                               | S6 (C6)                               | S6 (C6)                               |                                       | S6 (C7)                               | S6 (C7)                               | S6 (C7)                               | S6 (C7)                               | S6 (C7)                               | S6 (C7)                               | S6 (C7)                               | S6 (C8)                               | S6 (C8)                               | S6 (C8)                               | S6 (C8)                               | S6 (C8)                               | S6 (C8)                               | S6 e-tron                             |
| Obere Mittelklasse                    | RS6                                   |                                       |                                       |                                       |                                       |                                       |                                       |                                       |                                       |                                       |                                       |                                       |                                       |                                       |                                       |                                       |                                       |                                       |                                       |                                       |                                       |                                       |                                       |                                       |                                       |                                       |                                       |                                       |                                       |                                       |                                       |                                       |                                       |                                       |                                       |                                       |                                       |                                       | RS6 (C5)                              | RS6 (C5)                              | RS6 (C5)                              |                                       |                                       |                                       | RS6 (C6)                              | RS6 (C6)                              | RS6 (C6)                              |                                       |                                       | RS6 (C7)                              | RS6 (C7)                              | RS6 (C7)                              | RS6 (C7)                              | RS6 (C7)                              |                                       | RS6 (C8)                              | RS6 (C8)                              | RS6 (C8)                              | RS6 (C8)                              | RS6 (C8)                              | RS6 (C8)                              |                                       |
| Obere Mittelklasse                    | A7                                    |                                       |                                       |                                       |                                       |                                       | 100 Coupé S (C1)                      | 100 Coupé S (C1)                      | 100 Coupé S (C1)                      | 100 Coupé S (C1)                      | 100 Coupé S (C1)                      | 100 Coupé S (C1)                      | 100 Coupé S (C1)                      |                                       | 100 (C2)                              | 100 (C2)                              |                                       |                                       |                                       |                                       |                                       |                                       |                                       |                                       |                                       |                                       |                                       |                                       |                                       |                                       |                                       |                                       |                                       |                                       |                                       |                                       |                                       |                                       |                                       |                                       |                                       |                                       |                                       |                                       |                                       |                                       | A7 (C7)                               | A7 (C7)                               | A7 (C7)                               | A7 (C7)                               | A7 (C7)                               | A7 (C7)                               | A7 (C7)                               | A7 (C7)                               | A7 (C8)                               | A7 (C8)                               | A7 (C8)                               | A7 (C8)                               | A7 (C8)                               | A7 (C8)                               | A7 (C8)                               |                                       |
| Obere Mittelklasse                    | A7L                                   |                                       |                                       |                                       |                                       |                                       |                                       |                                       |                                       |                                       |                                       |                                       |                                       |                                       |                                       |                                       |                                       |                                       |                                       |                                       |                                       |                                       |                                       |                                       |                                       |                                       |                                       |                                       |                                       |                                       |                                       |                                       |                                       |                                       |                                       |                                       |                                       |                                       |                                       |                                       |                                       |                                       |                                       |                                       |                                       |                                       |                                       |                                       |                                       |                                       |                                       |                                       |                                       |                                       |                                       |                                       |                                       |                                       | A7L (C8)                              | A7L (C8)                              | A7L (C8)                              | A7L (C8)                              |
| Obere Mittelklasse                    | S7                                    |                                       |                                       |                                       |                                       |                                       |                                       |                                       |                                       |                                       |                                       |                                       |                                       |                                       |                                       |                                       |                                       |                                       |                                       |                                       |                                       |                                       |                                       |                                       |                                       |                                       |                                       |                                       |                                       |                                       |                                       |                                       |                                       |                                       |                                       |                                       |                                       |                                       |                                       |                                       |                                       |                                       |                                       |                                       |                                       |                                       |                                       |                                       | S7 (C7)                               | S7 (C7)                               | S7 (C7)                               | S7 (C7)                               | S7 (C7)                               | S7 (C7)                               |                                       | S7 (C8)                               | S7 (C8)                               | S7 (C8)                               | S7 (C8)                               | S7 (C8)                               | S7 (C8)                               |                                       |
| Obere Mittelklasse                    | RS7                                   |                                       |                                       |                                       |                                       |                                       |                                       |                                       |                                       |                                       |                                       |                                       |                                       |                                       |                                       |                                       |                                       |                                       |                                       |                                       |                                       |                                       |                                       |                                       |                                       |                                       |                                       |                                       |                                       |                                       |                                       |                                       |                                       |                                       |                                       |                                       |                                       |                                       |                                       |                                       |                                       |                                       |                                       |                                       |                                       |                                       |                                       |                                       |                                       | RS7 (C7)                              | RS7 (C7)                              | RS7 (C7)                              | RS7 (C7)                              | RS7 (C7)                              |                                       | RS7 (C8)                              | RS7 (C8)                              | RS7 (C8)                              | RS7 (C8)                              | RS7 (C8)                              | RS7 (C8)                              |                                       |
| Oberklasse                            | A8                                    |                                       |                                       |                                       |                                       |                                       |                                       |                                       |                                       |                                       |                                       |                                       |                                       |                                       |                                       |                                       |                                       |                                       |                                       |                                       |                                       |                                       |                                       |                                       |                                       | V8 (D11)                              | V8 (D11)                              | V8 (D11)                              | V8 (D11)                              | V8 (D11)                              | V8 (D11)                              | A8 (D2)                               | A8 (D2)                               | A8 (D2)                               | A8 (D2)                               | A8 (D2)                               | A8 (D2)                               | A8 (D2)                               | A8 (D3)                               | A8 (D3)                               | A8 (D3)                               | A8 (D3)                               | A8 (D3)                               | A8 (D3)                               | A8 (D3)                               | A8 (D3)                               | A8 (D4)                               | A8 (D4)                               | A8 (D4)                               | A8 (D4)                               | A8 (D4)                               | A8 (D4)                               | A8 (D4)                               | A8 (D4)                               | A8 (D5)                               | A8 (D5)                               | A8 (D5)                               | A8 (D5)                               | A8 (D5)                               | A8 (D5)                               | A8 (D5)                               | A8 (D5)                               |
| Oberklasse                            | A8L                                   |                                       |                                       |                                       |                                       |                                       |                                       |                                       |                                       |                                       |                                       |                                       |                                       |                                       |                                       |                                       |                                       |                                       |                                       |                                       |                                       |                                       |                                       |                                       |                                       |                                       |                                       |                                       | V8L (D11)                             | V8L (D11)                             | V8L (D11)                             | A8L (D2)                              | A8L (D2)                              | A8L (D2)                              | A8L (D2)                              | A8L (D2)                              | A8L (D2)                              | A8L (D2)                              | A8L (D3)                              | A8L (D3)                              | A8L (D3)                              | A8L (D3)                              | A8L (D3)                              | A8L (D3)                              | A8L (D3)                              | A8L (D3)                              | A8L (D4)                              | A8L (D4)                              | A8L (D4)                              | A8L (D4)                              | A8L (D4)                              | A8L (D4)                              | A8L (D4)                              | A8L (D4)                              | A8L (D5)                              | A8L (D5)                              | A8L (D5)                              | A8L (D5)                              | A8L (D5)                              | A8L (D5)                              | A8L (D5)                              | A8L (D5)                              |
| Oberklasse                            | A8L Horch                             |                                       |                                       |                                       |                                       |                                       |                                       |                                       |                                       |                                       |                                       |                                       |                                       |                                       |                                       |                                       |                                       |                                       |                                       |                                       |                                       |                                       |                                       |                                       |                                       |                                       |                                       |                                       |                                       |                                       |                                       |                                       |                                       |                                       |                                       |                                       |                                       |                                       |                                       |                                       |                                       |                                       |                                       |                                       |                                       |                                       |                                       |                                       |                                       |                                       |                                       |                                       |                                       |                                       |                                       |                                       |                                       |                                       | A8L Horch (D5)                        | A8L Horch (D5)                        | A8L Horch (D5)                        | A8L Horch (D5)                        |
| Oberklasse                            | S8                                    |                                       |                                       |                                       |                                       |                                       |                                       |                                       |                                       |                                       |                                       |                                       |                                       |                                       |                                       |                                       |                                       |                                       |                                       |                                       |                                       |                                       |                                       |                                       |                                       |                                       |                                       |                                       |                                       |                                       |                                       |                                       |                                       | S8 (D2)                               | S8 (D2)                               | S8 (D2)                               | S8 (D2)                               | S8 (D2)                               | S8 (D2)                               |                                       |                                       |                                       | S8 (D3)                               | S8 (D3)                               | S8 (D3)                               | S8 (D3)                               |                                       |                                       | S8 (D4)                               | S8 (D4)                               | S8 (D4)                               | S8 (D4)                               | S8 (D4)                               | S8 (D4)                               |                                       | S8 (D5)                               | S8 (D5)                               | S8 (D5)                               | S8 (D5)                               | S8 (D5)                               | S8 (D5)                               | S8 (D5)                               |
| Oberklasse                            | S8L                                   |                                       |                                       |                                       |                                       |                                       |                                       |                                       |                                       |                                       |                                       |                                       |                                       |                                       |                                       |                                       |                                       |                                       |                                       |                                       |                                       |                                       |                                       |                                       |                                       |                                       |                                       |                                       |                                       |                                       |                                       |                                       |                                       |                                       |                                       |                                       |                                       |                                       |                                       |                                       |                                       |                                       |                                       |                                       |                                       |                                       |                                       |                                       |                                       |                                       |                                       |                                       |                                       |                                       |                                       | S8L (D5)                              | S8L (D5)                              | S8L (D5)                              | S8L (D5)                              | S8L (D5)                              | S8L (D5)                              | S8L (D5)                              |
| Oberklasse                            | e-tron GT                             |                                       |                                       |                                       |                                       |                                       |                                       |                                       |                                       |                                       |                                       |                                       |                                       |                                       |                                       |                                       |                                       |                                       |                                       |                                       |                                       |                                       |                                       |                                       |                                       |                                       |                                       |                                       |                                       |                                       |                                       |                                       |                                       |                                       |                                       |                                       |                                       |                                       |                                       |                                       |                                       |                                       |                                       |                                       |                                       |                                       |                                       |                                       |                                       |                                       |                                       |                                       |                                       |                                       |                                       |                                       |                                       | e-tron GT (F8)                        | e-tron GT (F8)                        | e-tron GT (F8)                        | e-tron GT (F8)                        |                                       |
| Oberklasse                            | S e-tron GT                           |                                       |                                       |                                       |                                       |                                       |                                       |                                       |                                       |                                       |                                       |                                       |                                       |                                       |                                       |                                       |                                       |                                       |                                       |                                       |                                       |                                       |                                       |                                       |                                       |                                       |                                       |                                       |                                       |                                       |                                       |                                       |                                       |                                       |                                       |                                       |                                       |                                       |                                       |                                       |                                       |                                       |                                       |                                       |                                       |                                       |                                       |                                       |                                       |                                       |                                       |                                       |                                       |                                       |                                       |                                       |                                       |                                       |                                       |                                       |                                       | S e-tron GT (F8)                      |
| Oberklasse                            | RS e-tron GT                          |                                       |                                       |                                       |                                       |                                       |                                       |                                       |                                       |                                       |                                       |                                       |                                       |                                       |                                       |                                       |                                       |                                       |                                       |                                       |                                       |                                       |                                       |                                       |                                       |                                       |                                       |                                       |                                       |                                       |                                       |                                       |                                       |                                       |                                       |                                       |                                       |                                       |                                       |                                       |                                       |                                       |                                       |                                       |                                       |                                       |                                       |                                       |                                       |                                       |                                       |                                       |                                       |                                       |                                       |                                       |                                       | RS e-tron GT (F8)                     | RS e-tron GT (F8)                     | RS e-tron GT (F8)                     | RS e-tron GT (F8)                     | RS e-tron GT (F8)                     |
| Oberklasse                            | RS e-tron GT performance              |                                       |                                       |                                       |                                       |                                       |                                       |                                       |                                       |                                       |                                       |                                       |                                       |                                       |                                       |                                       |                                       |                                       |                                       |                                       |                                       |                                       |                                       |                                       |                                       |                                       |                                       |                                       |                                       |                                       |                                       |                                       |                                       |                                       |                                       |                                       |                                       |                                       |                                       |                                       |                                       |                                       |                                       |                                       |                                       |                                       |                                       |                                       |                                       |                                       |                                       |                                       |                                       |                                       |                                       |                                       |                                       |                                       |                                       |                                       |                                       | RS e-tron GT performance (F8)         |
| Coupés                                | TT                                    |                                       |                                       |                                       |                                       |                                       |                                       |                                       |                                       |                                       |                                       |                                       |                                       |                                       |                                       |                                       |                                       |                                       |                                       |                                       |                                       |                                       |                                       |                                       |                                       |                                       |                                       |                                       |                                       |                                       |                                       |                                       |                                       |                                       | TT (8N)                               | TT (8N)                               | TT (8N)                               | TT (8N)                               | TT (8N)                               | TT (8N)                               | TT (8N)                               | TT (8N)                               | TT (8J)                               | TT (8J)                               | TT (8J)                               | TT (8J)                               | TT (8J)                               | TT (8J)                               | TT (8J)                               | TT (8J)                               | TT (FV)                               | TT (FV)                               | TT (FV)                               | TT (FV)                               | TT (FV)                               | TT (FV)                               | TT (FV)                               | TT (FV)                               | TT (FV)                               | TT (FV)                               |                                       |                                       |
| Coupés                                | TTS                                   |                                       |                                       |                                       |                                       |                                       |                                       |                                       |                                       |                                       |                                       |                                       |                                       |                                       |                                       |                                       |                                       |                                       |                                       |                                       |                                       |                                       |                                       |                                       |                                       |                                       |                                       |                                       |                                       |                                       |                                       |                                       |                                       |                                       |                                       |                                       |                                       |                                       |                                       |                                       |                                       |                                       |                                       |                                       | TTS (8J)                              | TTS (8J)                              | TTS (8J)                              | TTS (8J)                              | TTS (8J)                              | TTS (8J)                              |                                       | TTS (FV)                              | TTS (FV)                              | TTS (FV)                              | TTS (FV)                              | TTS (FV)                              | TTS (FV)                              | TTS (FV)                              | TTS (FV)                              | TTS (FV)                              |                                       |                                       |
| Coupés                                | TT RS                                 |                                       |                                       |                                       |                                       |                                       |                                       |                                       |                                       |                                       |                                       |                                       |                                       |                                       |                                       |                                       |                                       |                                       |                                       |                                       |                                       |                                       |                                       |                                       |                                       |                                       |                                       |                                       |                                       |                                       |                                       |                                       |                                       |                                       |                                       |                                       |                                       |                                       |                                       |                                       |                                       |                                       |                                       |                                       |                                       | TT RS (8J)                            | TT RS (8J)                            | TT RS (8J)                            | TT RS (8J)                            | TT RS (8J)                            |                                       |                                       | TT RS (FV)                            | TT RS (FV)                            | TT RS (FV)                            | TT RS (FV)                            | TT RS (FV)                            | TT RS (FV)                            | TT RS (FV)                            | TT RS (FV)                            |                                       |                                       |
| Roadster                              | TT                                    |                                       |                                       |                                       |                                       |                                       |                                       |                                       |                                       |                                       |                                       |                                       |                                       |                                       |                                       |                                       |                                       |                                       |                                       |                                       |                                       |                                       |                                       |                                       |                                       |                                       |                                       |                                       |                                       |                                       |                                       |                                       |                                       |                                       |                                       | TT (8N)                               | TT (8N)                               | TT (8N)                               | TT (8N)                               | TT (8N)                               | TT (8N)                               | TT (8N)                               |                                       | TT (8J)                               | TT (8J)                               | TT (8J)                               | TT (8J)                               | TT (8J)                               | TT (8J)                               | TT (8J)                               | TT (FV)                               | TT (FV)                               | TT (FV)                               | TT (FV)                               | TT (FV)                               | TT (FV)                               | TT (FV)                               | TT (FV)                               | TT (FV)                               | TT (FV)                               |                                       |                                       |
| Roadster                              | TTS                                   |                                       |                                       |                                       |                                       |                                       |                                       |                                       |                                       |                                       |                                       |                                       |                                       |                                       |                                       |                                       |                                       |                                       |                                       |                                       |                                       |                                       |                                       |                                       |                                       |                                       |                                       |                                       |                                       |                                       |                                       |                                       |                                       |                                       |                                       |                                       |                                       |                                       |                                       |                                       |                                       |                                       |                                       |                                       | TTS (8J)                              | TTS (8J)                              | TTS (8J)                              | TTS (8J)                              | TTS (8J)                              | TTS (8J)                              |                                       | TTS (FV)                              | TTS (FV)                              | TTS (FV)                              | TTS (FV)                              | TTS (FV)                              | TTS (FV)                              | TTS (FV)                              | TTS (FV)                              | TTS (FV)                              |                                       |                                       |
| Roadster                              | TT RS                                 |                                       |                                       |                                       |                                       |                                       |                                       |                                       |                                       |                                       |                                       |                                       |                                       |                                       |                                       |                                       |                                       |                                       |                                       |                                       |                                       |                                       |                                       |                                       |                                       |                                       |                                       |                                       |                                       |                                       |                                       |                                       |                                       |                                       |                                       |                                       |                                       |                                       |                                       |                                       |                                       |                                       |                                       |                                       |                                       | TT RS (8J)                            | TT RS (8J)                            | TT RS (8J)                            | TT RS (8J)                            | TT RS (8J)                            |                                       |                                       | TT RS (FV)                            | TT RS (FV)                            | TT RS (FV)                            | TT RS (FV)                            | TT RS (FV)                            | TT RS (FV)                            | TT RS (FV)                            | TT RS (FV)                            |                                       |                                       |
| Sportwagen                            | R8                                    |                                       |                                       |                                       |                                       |                                       |                                       |                                       |                                       |                                       |                                       |                                       |                                       |                                       |                                       |                                       |                                       |                                       |                                       |                                       | Sport quattro                         | Sport quattro                         |                                       |                                       |                                       |                                       |                                       |                                       |                                       |                                       |                                       |                                       |                                       |                                       |                                       |                                       |                                       |                                       |                                       |                                       |                                       |                                       |                                       | R8 (42)                               | R8 (42)                               | R8 (42)                               | R8 (42)                               | R8 (42)                               | R8 (42)                               | R8 (42)                               | R8 (42)                               | R8 (4S)                               | R8 (4S)                               | R8 (4S)                               | R8 (4S)                               | R8 (4S)                               | R8 (4S)                               | R8 (4S)                               | R8 (4S)                               | R8 (4S)                               | R8 (4S)                               |                                       |
| Sportwagen                            | R8 e-tron                             |                                       |                                       |                                       |                                       |                                       |                                       |                                       |                                       |                                       |                                       |                                       |                                       |                                       |                                       |                                       |                                       |                                       |                                       |                                       |                                       |                                       |                                       |                                       |                                       |                                       |                                       |                                       |                                       |                                       |                                       |                                       |                                       |                                       |                                       |                                       |                                       |                                       |                                       |                                       |                                       |                                       |                                       |                                       |                                       |                                       |                                       |                                       |                                       |                                       |                                       | R8 e-tron (4S)                        | R8 e-tron (4S)                        |                                       |                                       |                                       |                                       |                                       |                                       |                                       |                                       |                                       |
| Sportwagen                            | R8 Spyder                             |                                       |                                       |                                       |                                       |                                       |                                       |                                       |                                       |                                       |                                       |                                       |                                       |                                       |                                       |                                       |                                       |                                       |                                       |                                       |                                       |                                       |                                       |                                       |                                       |                                       |                                       |                                       |                                       |                                       |                                       |                                       |                                       |                                       |                                       |                                       |                                       |                                       |                                       |                                       |                                       |                                       |                                       |                                       |                                       | R8 Spyder (42)                        | R8 Spyder (42)                        | R8 Spyder (42)                        | R8 Spyder (42)                        | R8 Spyder (42)                        | R8 Spyder (42)                        | R8 Spyder (4S)                        | R8 Spyder (4S)                        | R8 Spyder (4S)                        | R8 Spyder (4S)                        | R8 Spyder (4S)                        | R8 Spyder (4S)                        | R8 Spyder (4S)                        | R8 Spyder (4S)                        | R8 Spyder (4S)                        | R8 Spyder (4S)                        |                                       |
| Sport Utility Vehicle                 | Q2                                    |                                       |                                       |                                       |                                       |                                       |                                       |                                       |                                       |                                       |                                       |                                       |                                       |                                       |                                       |                                       |                                       |                                       |                                       |                                       |                                       |                                       |                                       |                                       |                                       |                                       |                                       |                                       |                                       |                                       |                                       |                                       |                                       |                                       |                                       |                                       |                                       |                                       |                                       |                                       |                                       |                                       |                                       |                                       |                                       |                                       |                                       |                                       |                                       |                                       |                                       |                                       | Q2 (GA)                               | Q2 (GA)                               | Q2 (GA)                               | Q2 (GA)                               | Q2 (GA)                               | Q2 (GA)                               | Q2 (GA)                               | Q2 (GA)                               | Q2 (GA)                               | Q2 (GA)                               |
| Sport Utility Vehicle                 | Q2L                                   |                                       |                                       |                                       |                                       |                                       |                                       |                                       |                                       |                                       |                                       |                                       |                                       |                                       |                                       |                                       |                                       |                                       |                                       |                                       |                                       |                                       |                                       |                                       |                                       |                                       |                                       |                                       |                                       |                                       |                                       |                                       |                                       |                                       |                                       |                                       |                                       |                                       |                                       |                                       |                                       |                                       |                                       |                                       |                                       |                                       |                                       |                                       |                                       |                                       |                                       |                                       |                                       |                                       | Q2L (GA)                              | Q2L (GA)                              | Q2L (GA)                              | Q2L (GA)                              | Q2L (GA)                              | Q2L (GA)                              | Q2L (GA)                              | Q2L (GA)                              |
| Sport Utility Vehicle                 | Q2L e-tron                            |                                       |                                       |                                       |                                       |                                       |                                       |                                       |                                       |                                       |                                       |                                       |                                       |                                       |                                       |                                       |                                       |                                       |                                       |                                       |                                       |                                       |                                       |                                       |                                       |                                       |                                       |                                       |                                       |                                       |                                       |                                       |                                       |                                       |                                       |                                       |                                       |                                       |                                       |                                       |                                       |                                       |                                       |                                       |                                       |                                       |                                       |                                       |                                       |                                       |                                       |                                       |                                       |                                       |                                       | Q2L e-tron (GA)                       | Q2L e-tron (GA)                       | Q2L e-tron (GA)                       | Q2L e-tron (GA)                       | Q2L e-tron (GA)                       | Q2L e-tron (GA)                       |                                       |
| Sport Utility Vehicle                 | SQ2                                   |                                       |                                       |                                       |                                       |                                       |                                       |                                       |                                       |                                       |                                       |                                       |                                       |                                       |                                       |                                       |                                       |                                       |                                       |                                       |                                       |                                       |                                       |                                       |                                       |                                       |                                       |                                       |                                       |                                       |                                       |                                       |                                       |                                       |                                       |                                       |                                       |                                       |                                       |                                       |                                       |                                       |                                       |                                       |                                       |                                       |                                       |                                       |                                       |                                       |                                       |                                       |                                       |                                       | SQ2 (GA)                              | SQ2 (GA)                              | SQ2 (GA)                              | SQ2 (GA)                              | SQ2 (GA)                              | SQ2 (GA)                              | SQ2 (GA)                              | SQ2 (GA)                              |
| Sport Utility Vehicle                 | Q3                                    |                                       |                                       |                                       |                                       |                                       |                                       |                                       |                                       |                                       |                                       |                                       |                                       |                                       |                                       |                                       |                                       |                                       |                                       |                                       |                                       |                                       |                                       |                                       |                                       |                                       |                                       |                                       |                                       |                                       |                                       |                                       |                                       |                                       |                                       |                                       |                                       |                                       |                                       |                                       |                                       |                                       |                                       |                                       |                                       |                                       |                                       | Q3 (8U)                               | Q3 (8U)                               | Q3 (8U)                               | Q3 (8U)                               | Q3 (8U)                               | Q3 (8U)                               | Q3 (8U)                               | Q3 (F3)                               | Q3 (F3)                               | Q3 (F3)                               | Q3 (F3)                               | Q3 (F3)                               | Q3 (F3)                               | Q3 (F3)                               | Q3 (FJ)                               |
| Sport Utility Vehicle                 | RS Q3                                 |                                       |                                       |                                       |                                       |                                       |                                       |                                       |                                       |                                       |                                       |                                       |                                       |                                       |                                       |                                       |                                       |                                       |                                       |                                       |                                       |                                       |                                       |                                       |                                       |                                       |                                       |                                       |                                       |                                       |                                       |                                       |                                       |                                       |                                       |                                       |                                       |                                       |                                       |                                       |                                       |                                       |                                       |                                       |                                       |                                       |                                       |                                       |                                       | RS Q3 (8U)                            | RS Q3 (8U)                            | RS Q3 (8U)                            | RS Q3 (8U)                            |                                       |                                       | RS Q3 (F3)                            | RS Q3 (F3)                            | RS Q3 (F3)                            | RS Q3 (F3)                            | RS Q3 (F3)                            |                                       |                                       |
| Sport Utility Vehicle                 | Q3 Sportback                          |                                       |                                       |                                       |                                       |                                       |                                       |                                       |                                       |                                       |                                       |                                       |                                       |                                       |                                       |                                       |                                       |                                       |                                       |                                       |                                       |                                       |                                       |                                       |                                       |                                       |                                       |                                       |                                       |                                       |                                       |                                       |                                       |                                       |                                       |                                       |                                       |                                       |                                       |                                       |                                       |                                       |                                       |                                       |                                       |                                       |                                       |                                       |                                       |                                       |                                       |                                       |                                       |                                       |                                       | Q3 Sportback (F3)                     | Q3 Sportback (F3)                     | Q3 Sportback (F3)                     | Q3 Sportback (F3)                     | Q3 Sportback (F3)                     | Q3 Sportback (F3)                     | Q3 Sportback (F3)                     |
| Sport Utility Vehicle                 | RS Q3 Sportback                       |                                       |                                       |                                       |                                       |                                       |                                       |                                       |                                       |                                       |                                       |                                       |                                       |                                       |                                       |                                       |                                       |                                       |                                       |                                       |                                       |                                       |                                       |                                       |                                       |                                       |                                       |                                       |                                       |                                       |                                       |                                       |                                       |                                       |                                       |                                       |                                       |                                       |                                       |                                       |                                       |                                       |                                       |                                       |                                       |                                       |                                       |                                       |                                       |                                       |                                       |                                       |                                       |                                       |                                       | RS Q3 Sportback (F3)                  | RS Q3 Sportback (F3)                  | RS Q3 Sportback (F3)                  | RS Q3 Sportback (F3)                  | RS Q3 Sportback (F3)                  |                                       |                                       |
| Sport Utility Vehicle                 | Q4 e-tron                             |                                       |                                       |                                       |                                       |                                       |                                       |                                       |                                       |                                       |                                       |                                       |                                       |                                       |                                       |                                       |                                       |                                       |                                       |                                       |                                       |                                       |                                       |                                       |                                       |                                       |                                       |                                       |                                       |                                       |                                       |                                       |                                       |                                       |                                       |                                       |                                       |                                       |                                       |                                       |                                       |                                       |                                       |                                       |                                       |                                       |                                       |                                       |                                       |                                       |                                       |                                       |                                       |                                       |                                       |                                       |                                       | Q4 e-tron (FZ)                        | Q4 e-tron (FZ)                        | Q4 e-tron (FZ)                        | Q4 e-tron (FZ)                        | Q4 e-tron (FZ)                        |
| Sport Utility Vehicle                 | Q4 Sportback e-tron                   |                                       |                                       |                                       |                                       |                                       |                                       |                                       |                                       |                                       |                                       |                                       |                                       |                                       |                                       |                                       |                                       |                                       |                                       |                                       |                                       |                                       |                                       |                                       |                                       |                                       |                                       |                                       |                                       |                                       |                                       |                                       |                                       |                                       |                                       |                                       |                                       |                                       |                                       |                                       |                                       |                                       |                                       |                                       |                                       |                                       |                                       |                                       |                                       |                                       |                                       |                                       |                                       |                                       |                                       |                                       |                                       | Q4 Sportback e-tron (FZ)              | Q4 Sportback e-tron (FZ)              | Q4 Sportback e-tron (FZ)              | Q4 Sportback e-tron (FZ)              | Q4 Sportback e-tron (FZ)              |
| Sport Utility Vehicle                 | Q5                                    |                                       |                                       |                                       |                                       |                                       |                                       |                                       |                                       |                                       |                                       |                                       |                                       |                                       |                                       |                                       |                                       |                                       |                                       |                                       |                                       |                                       |                                       |                                       |                                       |                                       |                                       |                                       |                                       |                                       |                                       |                                       |                                       |                                       |                                       |                                       |                                       |                                       |                                       |                                       |                                       |                                       |                                       |                                       | Q5 (8R)                               | Q5 (8R)                               | Q5 (8R)                               | Q5 (8R)                               | Q5 (8R)                               | Q5 (8R)                               | Q5 (8R)                               | Q5 (8R)                               | Q5 (8R)                               | Q5 (FY)                               | Q5 (FY)                               | Q5 (FY)                               | Q5 (FY)                               | Q5 (FY)                               | Q5 (FY)                               | Q5 (FY)                               | Q5 (FY)                               | Q5 (GU)                               |
| Sport Utility Vehicle                 | Q5L                                   |                                       |                                       |                                       |                                       |                                       |                                       |                                       |                                       |                                       |                                       |                                       |                                       |                                       |                                       |                                       |                                       |                                       |                                       |                                       |                                       |                                       |                                       |                                       |                                       |                                       |                                       |                                       |                                       |                                       |                                       |                                       |                                       |                                       |                                       |                                       |                                       |                                       |                                       |                                       |                                       |                                       |                                       |                                       |                                       |                                       |                                       |                                       |                                       |                                       |                                       |                                       |                                       |                                       | Q5L (FY)                              | Q5L (FY)                              | Q5L (FY)                              | Q5L (FY)                              | Q5L (FY)                              | Q5L (FY)                              | Q5L (FY)                              | Q5L (FY)                              |
| Sport Utility Vehicle                 | Q5 e-tron                             |                                       |                                       |                                       |                                       |                                       |                                       |                                       |                                       |                                       |                                       |                                       |                                       |                                       |                                       |                                       |                                       |                                       |                                       |                                       |                                       |                                       |                                       |                                       |                                       |                                       |                                       |                                       |                                       |                                       |                                       |                                       |                                       |                                       |                                       |                                       |                                       |                                       |                                       |                                       |                                       |                                       |                                       |                                       |                                       |                                       |                                       |                                       |                                       |                                       |                                       |                                       |                                       |                                       |                                       |                                       |                                       |                                       | Q5 e-tron                             | Q5 e-tron                             | Q5 e-tron                             | Q5 e-tron                             |
| Sport Utility Vehicle                 | SQ5                                   |                                       |                                       |                                       |                                       |                                       |                                       |                                       |                                       |                                       |                                       |                                       |                                       |                                       |                                       |                                       |                                       |                                       |                                       |                                       |                                       |                                       |                                       |                                       |                                       |                                       |                                       |                                       |                                       |                                       |                                       |                                       |                                       |                                       |                                       |                                       |                                       |                                       |                                       |                                       |                                       |                                       |                                       |                                       |                                       |                                       |                                       |                                       | SQ5 (8R)                              | SQ5 (8R)                              | SQ5 (8R)                              | SQ5 (8R)                              | SQ5 (8R)                              | SQ5 (FY)                              | SQ5 (FY)                              | SQ5 (FY)                              | SQ5 (FY)                              | SQ5 (FY)                              | SQ5 (FY)                              | SQ5 (FY)                              | SQ5 (FY)                              | SQ5 (GU)                              |
| Sport Utility Vehicle                 | Q5 Sportback                          |                                       |                                       |                                       |                                       |                                       |                                       |                                       |                                       |                                       |                                       |                                       |                                       |                                       |                                       |                                       |                                       |                                       |                                       |                                       |                                       |                                       |                                       |                                       |                                       |                                       |                                       |                                       |                                       |                                       |                                       |                                       |                                       |                                       |                                       |                                       |                                       |                                       |                                       |                                       |                                       |                                       |                                       |                                       |                                       |                                       |                                       |                                       |                                       |                                       |                                       |                                       |                                       |                                       |                                       |                                       |                                       | Q5 Sportback (FY)                     | Q5 Sportback (FY)                     | Q5 Sportback (FY)                     | Q5 Sportback (FY)                     | Q5 Sportback (GU)                     |
| Sport Utility Vehicle                 | Q5L Sportback                         |                                       |                                       |                                       |                                       |                                       |                                       |                                       |                                       |                                       |                                       |                                       |                                       |                                       |                                       |                                       |                                       |                                       |                                       |                                       |                                       |                                       |                                       |                                       |                                       |                                       |                                       |                                       |                                       |                                       |                                       |                                       |                                       |                                       |                                       |                                       |                                       |                                       |                                       |                                       |                                       |                                       |                                       |                                       |                                       |                                       |                                       |                                       |                                       |                                       |                                       |                                       |                                       |                                       |                                       |                                       |                                       | Q5L Sportback (FY)                    | Q5L Sportback (FY)                    | Q5L Sportback (FY)                    | Q5L Sportback (FY)                    | Q5L Sportback (FY)                    |
| Sport Utility Vehicle                 | SQ5 Sportback                         |                                       |                                       |                                       |                                       |                                       |                                       |                                       |                                       |                                       |                                       |                                       |                                       |                                       |                                       |                                       |                                       |                                       |                                       |                                       |                                       |                                       |                                       |                                       |                                       |                                       |                                       |                                       |                                       |                                       |                                       |                                       |                                       |                                       |                                       |                                       |                                       |                                       |                                       |                                       |                                       |                                       |                                       |                                       |                                       |                                       |                                       |                                       |                                       |                                       |                                       |                                       |                                       |                                       |                                       |                                       |                                       | SQ5 Sportback (FY)                    | SQ5 Sportback (FY)                    | SQ5 Sportback (FY)                    | SQ5 Sportback (FY)                    | SQ5 Sportback (GU)                    |
| Sport Utility Vehicle                 | Q6                                    |                                       |                                       |                                       |                                       |                                       |                                       |                                       |                                       |                                       |                                       |                                       |                                       |                                       |                                       |                                       |                                       |                                       |                                       |                                       |                                       |                                       |                                       |                                       |                                       |                                       |                                       |                                       |                                       |                                       |                                       |                                       |                                       |                                       |                                       |                                       |                                       |                                       |                                       |                                       |                                       |                                       |                                       |                                       |                                       |                                       |                                       |                                       |                                       |                                       |                                       |                                       |                                       |                                       |                                       |                                       |                                       |                                       | Q6                                    | Q6                                    | Q6                                    | Q6                                    |
| Sport Utility Vehicle                 | Q6 e-tron                             |                                       |                                       |                                       |                                       |                                       |                                       |                                       |                                       |                                       |                                       |                                       |                                       |                                       |                                       |                                       |                                       |                                       |                                       |                                       |                                       |                                       |                                       |                                       |                                       |                                       |                                       |                                       |                                       |                                       |                                       |                                       |                                       |                                       |                                       |                                       |                                       |                                       |                                       |                                       |                                       |                                       |                                       |                                       |                                       |                                       |                                       |                                       |                                       |                                       |                                       |                                       |                                       |                                       |                                       |                                       |                                       |                                       |                                       |                                       | Q6 e-tron (GF)                        | Q6 e-tron (GF)                        |
| Sport Utility Vehicle                 | Q6L                                   |                                       |                                       |                                       |                                       |                                       |                                       |                                       |                                       |                                       |                                       |                                       |                                       |                                       |                                       |                                       |                                       |                                       |                                       |                                       |                                       |                                       |                                       |                                       |                                       |                                       |                                       |                                       |                                       |                                       |                                       |                                       |                                       |                                       |                                       |                                       |                                       |                                       |                                       |                                       |                                       |                                       |                                       |                                       |                                       |                                       |                                       |                                       |                                       |                                       |                                       |                                       |                                       |                                       |                                       |                                       |                                       |                                       |                                       |                                       | Q6L e-tron (GL)                       | Q6L e-tron (GL)                       |
| Sport Utility Vehicle                 | SQ6 e-tron                            |                                       |                                       |                                       |                                       |                                       |                                       |                                       |                                       |                                       |                                       |                                       |                                       |                                       |                                       |                                       |                                       |                                       |                                       |                                       |                                       |                                       |                                       |                                       |                                       |                                       |                                       |                                       |                                       |                                       |                                       |                                       |                                       |                                       |                                       |                                       |                                       |                                       |                                       |                                       |                                       |                                       |                                       |                                       |                                       |                                       |                                       |                                       |                                       |                                       |                                       |                                       |                                       |                                       |                                       |                                       |                                       |                                       |                                       |                                       | SQ6 e-tron (GF)                       | SQ6 e-tron (GF)                       |
| Sport Utility Vehicle                 | Q6 Sportback e-tron                   |                                       |                                       |                                       |                                       |                                       |                                       |                                       |                                       |                                       |                                       |                                       |                                       |                                       |                                       |                                       |                                       |                                       |                                       |                                       |                                       |                                       |                                       |                                       |                                       |                                       |                                       |                                       |                                       |                                       |                                       |                                       |                                       |                                       |                                       |                                       |                                       |                                       |                                       |                                       |                                       |                                       |                                       |                                       |                                       |                                       |                                       |                                       |                                       |                                       |                                       |                                       |                                       |                                       |                                       |                                       |                                       |                                       |                                       |                                       |                                       | Q6 Sportback e-tron (GF)              |
| Sport Utility Vehicle                 | SQ6 Sportback e-tron                  |                                       |                                       |                                       |                                       |                                       |                                       |                                       |                                       |                                       |                                       |                                       |                                       |                                       |                                       |                                       |                                       |                                       |                                       |                                       |                                       |                                       |                                       |                                       |                                       |                                       |                                       |                                       |                                       |                                       |                                       |                                       |                                       |                                       |                                       |                                       |                                       |                                       |                                       |                                       |                                       |                                       |                                       |                                       |                                       |                                       |                                       |                                       |                                       |                                       |                                       |                                       |                                       |                                       |                                       |                                       |                                       |                                       |                                       |                                       |                                       | SQ6 Sportback e-tron (GF)             |
| Sport Utility Vehicle                 | Q7                                    |                                       |                                       |                                       |                                       |                                       |                                       |                                       |                                       |                                       |                                       |                                       |                                       |                                       |                                       |                                       |                                       |                                       |                                       |                                       |                                       |                                       |                                       |                                       |                                       |                                       |                                       |                                       |                                       |                                       |                                       |                                       |                                       |                                       |                                       |                                       |                                       |                                       |                                       |                                       |                                       |                                       | Q7 (4L)                               | Q7 (4L)                               | Q7 (4L)                               | Q7 (4L)                               | Q7 (4L)                               | Q7 (4L)                               | Q7 (4L)                               | Q7 (4L)                               | Q7 (4L)                               | Q7 (4M)                               | Q7 (4M)                               | Q7 (4M)                               | Q7 (4M)                               | Q7 (4M)                               | Q7 (4M)                               | Q7 (4M)                               | Q7 (4M)                               | Q7 (4M)                               | Q7 (4M)                               | Q7 (4M)                               |
| Sport Utility Vehicle                 | SQ7                                   |                                       |                                       |                                       |                                       |                                       |                                       |                                       |                                       |                                       |                                       |                                       |                                       |                                       |                                       |                                       |                                       |                                       |                                       |                                       |                                       |                                       |                                       |                                       |                                       |                                       |                                       |                                       |                                       |                                       |                                       |                                       |                                       |                                       |                                       |                                       |                                       |                                       |                                       |                                       |                                       |                                       |                                       |                                       |                                       |                                       |                                       |                                       |                                       |                                       |                                       |                                       | SQ7 (4M)                              | SQ7 (4M)                              | SQ7 (4M)                              | SQ7 (4M)                              | SQ7 (4M)                              | SQ7 (4M)                              | SQ7 (4M)                              | SQ7 (4M)                              | SQ7 (4M)                              | SQ7 (4M)                              |
| Sport Utility Vehicle                 | Q8                                    |                                       |                                       |                                       |                                       |                                       |                                       |                                       |                                       |                                       |                                       |                                       |                                       |                                       |                                       |                                       |                                       |                                       |                                       |                                       |                                       |                                       |                                       |                                       |                                       |                                       |                                       |                                       |                                       |                                       |                                       |                                       |                                       |                                       |                                       |                                       |                                       |                                       |                                       |                                       |                                       |                                       |                                       |                                       |                                       |                                       |                                       |                                       |                                       |                                       |                                       |                                       |                                       |                                       | Q8 (4M)                               | Q8 (4M)                               | Q8 (4M)                               | Q8 (4M)                               | Q8 (4M)                               | Q8 (4M)                               | Q8 (4M)                               | Q8 (4M)                               |
| Sport Utility Vehicle                 | Q8 e-tron                             |                                       |                                       |                                       |                                       |                                       |                                       |                                       |                                       |                                       |                                       |                                       |                                       |                                       |                                       |                                       |                                       |                                       |                                       |                                       |                                       |                                       |                                       |                                       |                                       |                                       |                                       |                                       |                                       |                                       |                                       |                                       |                                       |                                       |                                       |                                       |                                       |                                       |                                       |                                       |                                       |                                       |                                       |                                       |                                       |                                       |                                       |                                       |                                       |                                       |                                       |                                       |                                       |                                       |                                       | e-tron (GE)                           | e-tron (GE)                           | e-tron (GE)                           | e-tron (GE)                           | Q8 e-tron (GE)                        | Q8 e-tron (GE)                        | Q8 e-tron (GE)                        |
| Sport Utility Vehicle                 | SQ8                                   |                                       |                                       |                                       |                                       |                                       |                                       |                                       |                                       |                                       |                                       |                                       |                                       |                                       |                                       |                                       |                                       |                                       |                                       |                                       |                                       |                                       |                                       |                                       |                                       |                                       |                                       |                                       |                                       |                                       |                                       |                                       |                                       |                                       |                                       |                                       |                                       |                                       |                                       |                                       |                                       |                                       |                                       |                                       |                                       |                                       |                                       |                                       |                                       |                                       |                                       |                                       |                                       |                                       |                                       | SQ8 (4M)                              | SQ8 (4M)                              | SQ8 (4M)                              | SQ8 (4M)                              | SQ8 (4M)                              | SQ8 (4M)                              | SQ8 (4M)                              |
| Sport Utility Vehicle                 | SQ8 e-tron                            |                                       |                                       |                                       |                                       |                                       |                                       |                                       |                                       |                                       |                                       |                                       |                                       |                                       |                                       |                                       |                                       |                                       |                                       |                                       |                                       |                                       |                                       |                                       |                                       |                                       |                                       |                                       |                                       |                                       |                                       |                                       |                                       |                                       |                                       |                                       |                                       |                                       |                                       |                                       |                                       |                                       |                                       |                                       |                                       |                                       |                                       |                                       |                                       |                                       |                                       |                                       |                                       |                                       |                                       |                                       | e-tron S (GE)                         | e-tron S (GE)                         | e-tron S (GE)                         | SQ8 e-tron (GE)                       | SQ8 e-tron (GE)                       | SQ8 e-tron (GE)                       |
| Sport Utility Vehicle                 | RS Q8                                 |                                       |                                       |                                       |                                       |                                       |                                       |                                       |                                       |                                       |                                       |                                       |                                       |                                       |                                       |                                       |                                       |                                       |                                       |                                       |                                       |                                       |                                       |                                       |                                       |                                       |                                       |                                       |                                       |                                       |                                       |                                       |                                       |                                       |                                       |                                       |                                       |                                       |                                       |                                       |                                       |                                       |                                       |                                       |                                       |                                       |                                       |                                       |                                       |                                       |                                       |                                       |                                       |                                       |                                       | RS Q8 (4M)                            | RS Q8 (4M)                            | RS Q8 (4M)                            | RS Q8 (4M)                            | RS Q8 (4M)                            | RS Q8 (4M)                            | RS Q8 (4M)                            |
| Sport Utility Vehicle                 | Q8 Sportback e-tron                   |                                       |                                       |                                       |                                       |                                       |                                       |                                       |                                       |                                       |                                       |                                       |                                       |                                       |                                       |                                       |                                       |                                       |                                       |                                       |                                       |                                       |                                       |                                       |                                       |                                       |                                       |                                       |                                       |                                       |                                       |                                       |                                       |                                       |                                       |                                       |                                       |                                       |                                       |                                       |                                       |                                       |                                       |                                       |                                       |                                       |                                       |                                       |                                       |                                       |                                       |                                       |                                       |                                       |                                       |                                       | e-tron Sportback (GE)                 | e-tron Sportback (GE)                 | e-tron Sportback (GE)                 | Q8 Sportback e-tron (GE)              | Q8 Sportback e-tron (GE)              | Q8 Sportback e-tron (GE)              |
| Sport Utility Vehicle                 | SQ8 Sportback e-tron                  |                                       |                                       |                                       |                                       |                                       |                                       |                                       |                                       |                                       |                                       |                                       |                                       |                                       |                                       |                                       |                                       |                                       |                                       |                                       |                                       |                                       |                                       |                                       |                                       |                                       |                                       |                                       |                                       |                                       |                                       |                                       |                                       |                                       |                                       |                                       |                                       |                                       |                                       |                                       |                                       |                                       |                                       |                                       |                                       |                                       |                                       |                                       |                                       |                                       |                                       |                                       |                                       |                                       |                                       |                                       | e-tron Sportback (GE)                 | e-tron Sportback (GE)                 | e-tron Sportback (GE)                 | SQ8 Sportback e-tron (GE)             | SQ8 Sportback e-tron (GE)             | SQ8 Sportback e-tron (GE)             |

#### Verbrennermodelle seit 1965

##### Zeitleiste
| Zeitleiste der Audi-Verbrennermodelle seit 1965 | Zeitleiste der Audi-Verbrennermodelle seit 1965 | Zeitleiste der Audi-Verbrennermodelle seit 1965 | Zeitleiste der Audi-Verbrennermodelle seit 1965 | Zeitleiste der Audi-Verbrennermodelle seit 1965 | Zeitleiste der Audi-Verbrennermodelle seit 1965 | Zeitleiste der Audi-Verbrennermodelle seit 1965 | Zeitleiste der Audi-Verbrennermodelle seit 1965 | Zeitleiste der Audi-Verbrennermodelle seit 1965 | Zeitleiste der Audi-Verbrennermodelle seit 1965 | Zeitleiste der Audi-Verbrennermodelle seit 1965 | Zeitleiste der Audi-Verbrennermodelle seit 1965 | Zeitleiste der Audi-Verbrennermodelle seit 1965 | Zeitleiste der Audi-Verbrennermodelle seit 1965 | Zeitleiste der Audi-Verbrennermodelle seit 1965 | Zeitleiste der Audi-Verbrennermodelle seit 1965 | Zeitleiste der Audi-Verbrennermodelle seit 1965 | Zeitleiste der Audi-Verbrennermodelle seit 1965 | Zeitleiste der Audi-Verbrennermodelle seit 1965 | Zeitleiste der Audi-Verbrennermodelle seit 1965 | Zeitleiste der Audi-Verbrennermodelle seit 1965 | Zeitleiste der Audi-Verbrennermodelle seit 1965 | Zeitleiste der Audi-Verbrennermodelle seit 1965 | Zeitleiste der Audi-Verbrennermodelle seit 1965 | Zeitleiste der Audi-Verbrennermodelle seit 1965 | Zeitleiste der Audi-Verbrennermodelle seit 1965 | Zeitleiste der Audi-Verbrennermodelle seit 1965 | Zeitleiste der Audi-Verbrennermodelle seit 1965 | Zeitleiste der Audi-Verbrennermodelle seit 1965 | Zeitleiste der Audi-Verbrennermodelle seit 1965 | Zeitleiste der Audi-Verbrennermodelle seit 1965 | Zeitleiste der Audi-Verbrennermodelle seit 1965 | Zeitleiste der Audi-Verbrennermodelle seit 1965 | Zeitleiste der Audi-Verbrennermodelle seit 1965 | Zeitleiste der Audi-Verbrennermodelle seit 1965 | Zeitleiste der Audi-Verbrennermodelle seit 1965 | Zeitleiste der Audi-Verbrennermodelle seit 1965 | Zeitleiste der Audi-Verbrennermodelle seit 1965 | Zeitleiste der Audi-Verbrennermodelle seit 1965 | Zeitleiste der Audi-Verbrennermodelle seit 1965 | Zeitleiste der Audi-Verbrennermodelle seit 1965 | Zeitleiste der Audi-Verbrennermodelle seit 1965 | Zeitleiste der Audi-Verbrennermodelle seit 1965 | Zeitleiste der Audi-Verbrennermodelle seit 1965 | Zeitleiste der Audi-Verbrennermodelle seit 1965 | Zeitleiste der Audi-Verbrennermodelle seit 1965 | Zeitleiste der Audi-Verbrennermodelle seit 1965 | Zeitleiste der Audi-Verbrennermodelle seit 1965 | Zeitleiste der Audi-Verbrennermodelle seit 1965 | Zeitleiste der Audi-Verbrennermodelle seit 1965 | Zeitleiste der Audi-Verbrennermodelle seit 1965 | Zeitleiste der Audi-Verbrennermodelle seit 1965 | Zeitleiste der Audi-Verbrennermodelle seit 1965 | Zeitleiste der Audi-Verbrennermodelle seit 1965 | Zeitleiste der Audi-Verbrennermodelle seit 1965 | Zeitleiste der Audi-Verbrennermodelle seit 1965 | Zeitleiste der Audi-Verbrennermodelle seit 1965 | Zeitleiste der Audi-Verbrennermodelle seit 1965 | Zeitleiste der Audi-Verbrennermodelle seit 1965 | Zeitleiste der Audi-Verbrennermodelle seit 1965 | Zeitleiste der Audi-Verbrennermodelle seit 1965 | Zeitleiste der Audi-Verbrennermodelle seit 1965 | Zeitleiste der Audi-Verbrennermodelle seit 1965 |
| ----------------------------------------------- | ----------------------------------------------- | ----------------------------------------------- | ----------------------------------------------- | ----------------------------------------------- | ----------------------------------------------- | ----------------------------------------------- | ----------------------------------------------- | ----------------------------------------------- | ----------------------------------------------- | ----------------------------------------------- | ----------------------------------------------- | ----------------------------------------------- | ----------------------------------------------- | ----------------------------------------------- | ----------------------------------------------- | ----------------------------------------------- | ----------------------------------------------- | ----------------------------------------------- | ----------------------------------------------- | ----------------------------------------------- | ----------------------------------------------- | ----------------------------------------------- | ----------------------------------------------- | ----------------------------------------------- | ----------------------------------------------- | ----------------------------------------------- | ----------------------------------------------- | ----------------------------------------------- | ----------------------------------------------- | ----------------------------------------------- | ----------------------------------------------- | ----------------------------------------------- | ----------------------------------------------- | ----------------------------------------------- | ----------------------------------------------- | ----------------------------------------------- | ----------------------------------------------- | ----------------------------------------------- | ----------------------------------------------- | ----------------------------------------------- | ----------------------------------------------- | ----------------------------------------------- | ----------------------------------------------- | ----------------------------------------------- | ----------------------------------------------- | ----------------------------------------------- | ----------------------------------------------- | ----------------------------------------------- | ----------------------------------------------- | ----------------------------------------------- | ----------------------------------------------- | ----------------------------------------------- | ----------------------------------------------- | ----------------------------------------------- | ----------------------------------------------- | ----------------------------------------------- | ----------------------------------------------- | ----------------------------------------------- | ----------------------------------------------- | ----------------------------------------------- | ----------------------------------------------- | ----------------------------------------------- |
| Typ                                             | Aktuelle Serie                                  | 1960er                                          | 1960er                                          | 1960er                                          | 1960er                                          | 1960er                                          | 1970er                                          | 1970er                                          | 1970er                                          | 1970er                                          | 1970er                                          | 1970er                                          | 1970er                                          | 1970er                                          | 1970er                                          | 1970er                                          | 1980er                                          | 1980er                                          | 1980er                                          | 1980er                                          | 1980er                                          | 1980er                                          | 1980er                                          | 1980er                                          | 1980er                                          | 1980er                                          | 1990er                                          | 1990er                                          | 1990er                                          | 1990er                                          | 1990er                                          | 1990er                                          | 1990er                                          | 1990er                                          | 1990er                                          | 1990er                                          | 2000er                                          | 2000er                                          | 2000er                                          | 2000er                                          | 2000er                                          | 2000er                                          | 2000er                                          | 2000er                                          | 2000er                                          | 2000er                                          | 2010er                                          | 2010er                                          | 2010er                                          | 2010er                                          | 2010er                                          | 2010er                                          | 2010er                                          | 2010er                                          | 2010er                                          | 2010er                                          | 2020er                                          | 2020er                                          | 2020er                                          | 2020er                                          | 2020er                                          | 2020er                                          |
| Typ                                             | Aktuelle Serie                                  | 5                                               | 6                                               | 7                                               | 8                                               | 9                                               | 0                                               | 1                                               | 2                                               | 3                                               | 4                                               | 5                                               | 6                                               | 7                                               | 8                                               | 9                                               | 0                                               | 1                                               | 2                                               | 3                                               | 4                                               | 5                                               | 6                                               | 7                                               | 8                                               | 9                                               | 0                                               | 1                                               | 2                                               | 3                                               | 4                                               | 5                                               | 6                                               | 7                                               | 8                                               | 9                                               | 0                                               | 1                                               | 2                                               | 3                                               | 4                                               | 5                                               | 6                                               | 7                                               | 8                                               | 9                                               | 0                                               | 1                                               | 2                                               | 3                                               | 4                                               | 5                                               | 6                                               | 7                                               | 8                                               | 9                                               | 0                                               | 1                                               | 2                                               | 3                                               | 4                                               | 5                                               |
| Kleinwagen                                      | A1                                              |                                                 |                                                 |                                                 |                                                 |                                                 |                                                 |                                                 |                                                 |                                                 |                                                 | 50                                              | 50                                              | 50                                              | 50                                              |                                                 |                                                 |                                                 |                                                 |                                                 |                                                 |                                                 |                                                 |                                                 |                                                 |                                                 |                                                 |                                                 |                                                 |                                                 |                                                 |                                                 |                                                 |                                                 |                                                 | A2 (8Z)                                         | A2 (8Z)                                         | A2 (8Z)                                         | A2 (8Z)                                         | A2 (8Z)                                         | A2 (8Z)                                         | A2 (8Z)                                         |                                                 |                                                 |                                                 |                                                 | A1 (8X)                                         | A1 (8X)                                         | A1 (8X)                                         | A1 (8X)                                         | A1 (8X)                                         | A1 (8X)                                         | A1 (8X)                                         | A1 (8X)                                         | A1 (GB)                                         | A1 (GB)                                         | A1 (GB)                                         | A1 (GB)                                         | A1 (GB)                                         | A1 (GB)                                         | A1 (GB)                                         | A1 (GB)                                         |
| Kleinwagen                                      | A1 allstreet                                    |                                                 |                                                 |                                                 |                                                 |                                                 |                                                 |                                                 |                                                 |                                                 |                                                 |                                                 |                                                 |                                                 |                                                 |                                                 |                                                 |                                                 |                                                 |                                                 |                                                 |                                                 |                                                 |                                                 |                                                 |                                                 |                                                 |                                                 |                                                 |                                                 |                                                 |                                                 |                                                 |                                                 |                                                 |                                                 |                                                 |                                                 |                                                 |                                                 |                                                 |                                                 |                                                 |                                                 |                                                 |                                                 |                                                 |                                                 |                                                 |                                                 |                                                 |                                                 |                                                 |                                                 |                                                 | A1 citycarver (GB)                              | A1 citycarver (GB)                              | A1 citycarver (GB)                              | A1 allstreet (GB)                               | A1 allstreet (GB)                               | A1 allstreet (GB)                               | A1 allstreet (GB)                               |
| Kompaktklasse                                   | A3                                              |                                                 |                                                 |                                                 |                                                 |                                                 |                                                 |                                                 |                                                 |                                                 |                                                 |                                                 |                                                 |                                                 |                                                 |                                                 |                                                 |                                                 |                                                 |                                                 |                                                 |                                                 |                                                 |                                                 |                                                 |                                                 |                                                 |                                                 |                                                 |                                                 |                                                 |                                                 | A3 (8L)                                         | A3 (8L)                                         | A3 (8L)                                         | A3 (8L)                                         | A3 (8L)                                         | A3 (8L)                                         | A3 (8L)                                         | A3 (8P)                                         | A3 (8P)                                         | A3 (8P)                                         | A3 (8P)                                         | A3 (8P)                                         | A3 (8P)                                         | A3 (8P)                                         | A3 (8P)                                         | A3 (8P)                                         | A3 (8V)                                         | A3 (8V)                                         | A3 (8V)                                         | A3 (8V)                                         | A3 (8V)                                         | A3 (8V)                                         | A3 (8V)                                         | A3 (8V)                                         | A3 (8Y)                                         | A3 (8Y)                                         | A3 (8Y)                                         | A3 (8Y)                                         | A3 (8Y)                                         | A3 (8Y)                                         |
| Kompaktklasse                                   | A3 allstreet                                    |                                                 |                                                 |                                                 |                                                 |                                                 |                                                 |                                                 |                                                 |                                                 |                                                 |                                                 |                                                 |                                                 |                                                 |                                                 |                                                 |                                                 |                                                 |                                                 |                                                 |                                                 |                                                 |                                                 |                                                 |                                                 |                                                 |                                                 |                                                 |                                                 |                                                 |                                                 |                                                 |                                                 |                                                 |                                                 |                                                 |                                                 |                                                 |                                                 |                                                 |                                                 |                                                 |                                                 |                                                 |                                                 |                                                 |                                                 |                                                 |                                                 |                                                 |                                                 |                                                 |                                                 |                                                 |                                                 |                                                 |                                                 |                                                 |                                                 | A3 allstreet (8Y)                               | A3 allstreet (8Y)                               |
| Kompaktklasse                                   | A3L                                             |                                                 |                                                 |                                                 |                                                 |                                                 |                                                 |                                                 |                                                 |                                                 |                                                 |                                                 |                                                 |                                                 |                                                 |                                                 |                                                 |                                                 |                                                 |                                                 |                                                 |                                                 |                                                 |                                                 |                                                 |                                                 |                                                 |                                                 |                                                 |                                                 |                                                 |                                                 |                                                 |                                                 |                                                 |                                                 |                                                 |                                                 |                                                 |                                                 |                                                 |                                                 |                                                 |                                                 |                                                 |                                                 |                                                 |                                                 |                                                 |                                                 |                                                 |                                                 |                                                 |                                                 |                                                 |                                                 |                                                 | A3L (8Y)                                        | A3L (8Y)                                        | A3L (8Y)                                        | A3L (8Y)                                        | A3L (8Y)                                        |
| Kompaktklasse                                   | S3                                              |                                                 |                                                 |                                                 |                                                 |                                                 |                                                 |                                                 |                                                 |                                                 |                                                 |                                                 |                                                 |                                                 |                                                 |                                                 |                                                 |                                                 |                                                 |                                                 |                                                 |                                                 |                                                 |                                                 |                                                 |                                                 |                                                 |                                                 |                                                 |                                                 |                                                 |                                                 |                                                 |                                                 |                                                 | S3 (8L)                                         | S3 (8L)                                         | S3 (8L)                                         | S3 (8L)                                         |                                                 |                                                 |                                                 | S3 (8P)                                         | S3 (8P)                                         | S3 (8P)                                         | S3 (8P)                                         | S3 (8P)                                         | S3 (8P)                                         | S3 (8P)                                         | S3 (8V)                                         | S3 (8V)                                         | S3 (8V)                                         | S3 (8V)                                         | S3 (8V)                                         | S3 (8V)                                         | S3 (8V)                                         | S3 (8Y)                                         | S3 (8Y)                                         | S3 (8Y)                                         | S3 (8Y)                                         | S3 (8Y)                                         | S3 (8Y)                                         |
| Kompaktklasse                                   | RS3                                             |                                                 |                                                 |                                                 |                                                 |                                                 |                                                 |                                                 |                                                 |                                                 |                                                 |                                                 |                                                 |                                                 |                                                 |                                                 |                                                 |                                                 |                                                 |                                                 |                                                 |                                                 |                                                 |                                                 |                                                 |                                                 |                                                 |                                                 |                                                 |                                                 |                                                 |                                                 |                                                 |                                                 |                                                 |                                                 |                                                 |                                                 |                                                 |                                                 |                                                 |                                                 |                                                 |                                                 |                                                 |                                                 |                                                 | RS3 (8P)                                        | RS3 (8P)                                        |                                                 |                                                 | RS3 (8V)                                        | RS3 (8V)                                        | RS3 (8V)                                        | RS3 (8V)                                        | RS3 (8V)                                        | RS3 (8V)                                        | RS3 (8Y)                                        | RS3 (8Y)                                        | RS3 (8Y)                                        | RS3 (8Y)                                        | RS3 (8Y)                                        |
| Mittelklasse                                    | A4                                              | 72/60/75/80 (F103)                              | 72/60/75/80 (F103)                              | 72/60/75/80 (F103)                              | 72/60/75/80 (F103)                              | 72/60/75/80 (F103)                              | 72/60/75/80 (F103)                              | 72/60/75/80 (F103)                              | 80 (B1)                                         | 80 (B1)                                         | 80 (B1)                                         | 80 (B1)                                         | 80 (B1)                                         | 80 (B1)                                         | 80 (B2)                                         | 80 (B2)                                         | 80 (B2)                                         | 80 (B2)                                         | 80 (B2)                                         | 80 (B2)                                         | 80 (B2)                                         | 80 (B2)                                         | 80 (B3)                                         | 80 (B3)                                         | 80 (B3)                                         | 80 (B3)                                         | 80 (B3)                                         | 80 (B4)                                         | 80 (B4)                                         | 80 (B4)                                         | 80 (B4)                                         | A4 (B5)                                         | A4 (B5)                                         | A4 (B5)                                         | A4 (B5)                                         | A4 (B5)                                         | A4 (B6)                                         | A4 (B6)                                         | A4 (B6)                                         | A4 (B6)                                         | A4 (B6)                                         | A4 (B7)                                         | A4 (B7)                                         | A4 (B7)                                         | A4 (B8)                                         | A4 (B8)                                         | A4 (B8)                                         | A4 (B8)                                         | A4 (B8)                                         | A4 (B8)                                         | A4 (B8)                                         | A4 (B8)                                         | A4 (B9)                                         | A4 (B9)                                         | A4 (B9)                                         | A4 (B9)                                         | A4 (B9)                                         | A4 (B9)                                         | A4 (B9)                                         | A4 (B9)                                         | A4 (B9)                                         |                                                 |
| Mittelklasse                                    | A4L                                             |                                                 |                                                 |                                                 |                                                 |                                                 |                                                 |                                                 |                                                 |                                                 |                                                 |                                                 |                                                 |                                                 |                                                 |                                                 |                                                 |                                                 |                                                 |                                                 |                                                 |                                                 |                                                 |                                                 |                                                 |                                                 |                                                 |                                                 |                                                 |                                                 |                                                 |                                                 |                                                 |                                                 |                                                 |                                                 |                                                 |                                                 |                                                 |                                                 |                                                 |                                                 |                                                 |                                                 |                                                 | A4L (8K)                                        | A4L (8K)                                        | A4L (8K)                                        | A4L (8K)                                        | A4L (8K)                                        | A4L (8K)                                        | A4L (8K)                                        | A4L (8W)                                        | A4L (8W)                                        | A4L (8W)                                        | A4L (8W)                                        | A4L (8W)                                        | A4L (8W)                                        | A4L (8W)                                        | A4L (8W)                                        | A4L (8W)                                        |                                                 |
| Mittelklasse                                    | A4 allroad                                      |                                                 |                                                 |                                                 |                                                 |                                                 |                                                 |                                                 |                                                 |                                                 |                                                 |                                                 |                                                 |                                                 |                                                 |                                                 |                                                 |                                                 |                                                 |                                                 |                                                 |                                                 |                                                 |                                                 |                                                 |                                                 |                                                 |                                                 |                                                 |                                                 |                                                 |                                                 |                                                 |                                                 |                                                 |                                                 |                                                 |                                                 |                                                 |                                                 |                                                 |                                                 |                                                 |                                                 |                                                 | A4 allroad quattro (8K)                         | A4 allroad quattro (8K)                         | A4 allroad quattro (8K)                         | A4 allroad quattro (8K)                         | A4 allroad quattro (8K)                         | A4 allroad quattro (8K)                         | A4 allroad quattro (8K)                         | A4 allroad quattro (8W)                         | A4 allroad quattro (8W)                         | A4 allroad quattro (8W)                         | A4 allroad quattro (8W)                         | A4 allroad quattro (8W)                         | A4 allroad quattro (8W)                         | A4 allroad quattro (8W)                         | A4 allroad quattro (8W)                         | A4 allroad quattro (8W)                         |                                                 |
| Mittelklasse                                    | S4                                              |                                                 | Super 90 (F103)                                 | Super 90 (F103)                                 | Super 90 (F103)                                 | Super 90 (F103)                                 | Super 90 (F103)                                 | Super 90 (F103)                                 |                                                 |                                                 |                                                 |                                                 |                                                 |                                                 |                                                 |                                                 |                                                 |                                                 |                                                 |                                                 | 90 (B2)                                         | 90 (B2)                                         | 90 (B3)                                         | 90 (B3)                                         | 90 (B3)                                         | 90 (B3)                                         | 90 (B3)                                         |                                                 |                                                 | S2 (B4)                                         | S2 (B4)                                         |                                                 |                                                 | S4 (B5)                                         | S4 (B5)                                         | S4 (B5)                                         | S4 (B5)                                         |                                                 |                                                 | S4 (B6)                                         | S4 (B6)                                         | S4 (B6)                                         | S4 (B7)                                         | S4 (B7)                                         | S4 (B7)                                         | S4 (B8)                                         | S4 (B8)                                         | S4 (B8)                                         | S4 (B8)                                         | S4 (B8)                                         | S4 (B8)                                         | S4 (B8)                                         | S4 (B9)                                         | S4 (B9)                                         | S4 (B9)                                         | S4 (B9)                                         | S4 (B9)                                         | S4 (B9)                                         | S4 (B9)                                         | S4 (B9)                                         | S4 (B9)                                         |                                                 |
| Mittelklasse                                    | RS4                                             |                                                 |                                                 |                                                 |                                                 |                                                 |                                                 |                                                 |                                                 |                                                 |                                                 |                                                 |                                                 |                                                 |                                                 |                                                 |                                                 |                                                 |                                                 |                                                 |                                                 |                                                 |                                                 |                                                 |                                                 |                                                 |                                                 |                                                 |                                                 |                                                 | RS2                                             | RS2                                             | RS2                                             |                                                 |                                                 | RS4 (B5)                                        | RS4 (B5)                                        | RS4 (B5)                                        |                                                 |                                                 |                                                 |                                                 | RS4 (B7)                                        | RS4 (B7)                                        | RS4 (B7)                                        |                                                 |                                                 |                                                 | RS4 (B8)                                        | RS4 (B8)                                        | RS4 (B8)                                        | RS4 (B8)                                        |                                                 |                                                 | RS4 (B9)                                        | RS4 (B9)                                        | RS4 (B9)                                        | RS4 (B9)                                        | RS4 (B9)                                        | RS4 (B9)                                        | RS4 (B9)                                        |                                                 |
| Mittelklasse                                    | A5                                              |                                                 |                                                 |                                                 |                                                 |                                                 |                                                 |                                                 |                                                 |                                                 |                                                 |                                                 |                                                 |                                                 |                                                 |                                                 | Coupé (B2)                                      | Coupé (B2)                                      | Coupé (B2)                                      | Coupé (B2)                                      | Coupé (B2)                                      | Coupé (B2)                                      | Coupé (B2)                                      | Coupé (B2)                                      | Coupé (B3)                                      | Coupé (B3)                                      | Coupé (B3)                                      | Coupé (B3)                                      | Coupé (B3)                                      | Coupé (B3)                                      | Coupé (B3)                                      | Coupé (B3)                                      | Coupé (B3)                                      |                                                 |                                                 |                                                 |                                                 |                                                 |                                                 |                                                 |                                                 |                                                 |                                                 | A5 (8T)                                         | A5 (8T)                                         | A5 (8T)                                         | A5 (8T)                                         | A5 (8T)                                         | A5 (8T)                                         | A5 (8T)                                         | A5 (8T)                                         | A5 (8T)                                         | A5 (8T)                                         | A5 (F5)                                         | A5 (F5)                                         | A5 (F5)                                         | A5 (F5)                                         | A5 (F5)                                         | A5 (F5)                                         | A5 (F5)                                         | A5 (F5)                                         | A5 (FU)                                         |
| Mittelklasse                                    | A5L                                             |                                                 |                                                 |                                                 |                                                 |                                                 |                                                 |                                                 |                                                 |                                                 |                                                 |                                                 |                                                 |                                                 |                                                 |                                                 |                                                 |                                                 |                                                 |                                                 |                                                 |                                                 |                                                 |                                                 |                                                 |                                                 |                                                 |                                                 |                                                 |                                                 |                                                 |                                                 |                                                 |                                                 |                                                 |                                                 |                                                 |                                                 |                                                 |                                                 |                                                 |                                                 |                                                 |                                                 |                                                 |                                                 |                                                 |                                                 |                                                 |                                                 |                                                 |                                                 |                                                 |                                                 |                                                 |                                                 |                                                 |                                                 |                                                 |                                                 |                                                 | A5L                                             |
| Mittelklasse                                    | S5                                              |                                                 |                                                 |                                                 |                                                 |                                                 |                                                 |                                                 |                                                 |                                                 |                                                 |                                                 |                                                 |                                                 |                                                 |                                                 | quattro                                         | quattro                                         | quattro                                         | quattro                                         | quattro                                         | quattro                                         | quattro                                         | quattro                                         | quattro                                         | quattro                                         | quattro                                         | Coupé S2                                        | Coupé S2                                        | Coupé S2                                        | Coupé S2                                        |                                                 |                                                 |                                                 |                                                 |                                                 |                                                 |                                                 |                                                 |                                                 |                                                 |                                                 |                                                 | S5 (8T)                                         | S5 (8T)                                         | S5 (8T)                                         | S5 (8T)                                         | S5 (8T)                                         | S5 (8T)                                         | S5 (8T)                                         | S5 (8T)                                         | S5 (8T)                                         | S5 (8T)                                         | S5 (F5)                                         | S5 (F5)                                         | S5 (F5)                                         | S5 (F5)                                         | S5 (F5)                                         | S5 (F5)                                         | S5 (F5)                                         | S5 (F5)                                         | S5 (FU)                                         |
| Mittelklasse                                    | RS5                                             |                                                 |                                                 |                                                 |                                                 |                                                 |                                                 |                                                 |                                                 |                                                 |                                                 |                                                 |                                                 |                                                 |                                                 |                                                 |                                                 |                                                 |                                                 |                                                 |                                                 |                                                 |                                                 |                                                 |                                                 |                                                 |                                                 |                                                 |                                                 |                                                 |                                                 |                                                 |                                                 |                                                 |                                                 |                                                 |                                                 |                                                 |                                                 |                                                 |                                                 |                                                 |                                                 |                                                 |                                                 |                                                 | RS5 (8T)                                        | RS5 (8T)                                        | RS5 (8T)                                        | RS5 (8T)                                        | RS5 (8T)                                        | RS5 (8T)                                        |                                                 | RS5 (F5)                                        | RS5 (F5)                                        | RS5 (F5)                                        | RS5 (F5)                                        | RS5 (F5)                                        | RS5 (F5)                                        | RS5 (F5)                                        | RS5 (F5)                                        |                                                 |
| Mittelklasse                                    | A5 Sportback                                    |                                                 |                                                 |                                                 |                                                 |                                                 |                                                 |                                                 |                                                 |                                                 |                                                 |                                                 |                                                 |                                                 |                                                 |                                                 |                                                 |                                                 |                                                 |                                                 |                                                 |                                                 |                                                 |                                                 |                                                 |                                                 |                                                 |                                                 |                                                 |                                                 |                                                 |                                                 |                                                 |                                                 |                                                 |                                                 |                                                 |                                                 |                                                 |                                                 |                                                 |                                                 |                                                 |                                                 |                                                 | A5 Sportback (8T)                               | A5 Sportback (8T)                               | A5 Sportback (8T)                               | A5 Sportback (8T)                               | A5 Sportback (8T)                               | A5 Sportback (8T)                               | A5 Sportback (8T)                               | A5 Sportback (8T)                               | A5 Sportback (F5)                               | A5 Sportback (F5)                               | A5 Sportback (F5)                               | A5 Sportback (F5)                               | A5 Sportback (F5)                               | A5 Sportback (F5)                               | A5 Sportback (F5)                               | A5 Sportback (F5)                               |                                                 |
| Mittelklasse                                    | S5 Sportback                                    |                                                 |                                                 |                                                 |                                                 |                                                 |                                                 |                                                 |                                                 |                                                 |                                                 |                                                 |                                                 |                                                 |                                                 |                                                 |                                                 |                                                 |                                                 |                                                 |                                                 |                                                 |                                                 |                                                 |                                                 |                                                 |                                                 |                                                 |                                                 |                                                 |                                                 |                                                 |                                                 |                                                 |                                                 |                                                 |                                                 |                                                 |                                                 |                                                 |                                                 |                                                 |                                                 |                                                 |                                                 | S5 Sportback (8T)                               | S5 Sportback (8T)                               | S5 Sportback (8T)                               | S5 Sportback (8T)                               | S5 Sportback (8T)                               | S5 Sportback (8T)                               | S5 Sportback (8T)                               | S5 Sportback (8T)                               | S5 Sportback (F5)                               | S5 Sportback (F5)                               | S5 Sportback (F5)                               | S5 Sportback (F5)                               | S5 Sportback (F5)                               | S5 Sportback (F5)                               | S5 Sportback (F5)                               | S5 Sportback (F5)                               |                                                 |
| Mittelklasse                                    | RS5 Sportback                                   |                                                 |                                                 |                                                 |                                                 |                                                 |                                                 |                                                 |                                                 |                                                 |                                                 |                                                 |                                                 |                                                 |                                                 |                                                 |                                                 |                                                 |                                                 |                                                 |                                                 |                                                 |                                                 |                                                 |                                                 |                                                 |                                                 |                                                 |                                                 |                                                 |                                                 |                                                 |                                                 |                                                 |                                                 |                                                 |                                                 |                                                 |                                                 |                                                 |                                                 |                                                 |                                                 |                                                 |                                                 |                                                 |                                                 |                                                 |                                                 |                                                 |                                                 |                                                 |                                                 |                                                 |                                                 | RS5 Sportback (F5)                              | RS5 Sportback (F5)                              | RS5 Sportback (F5)                              | RS5 Sportback (F5)                              | RS5 Sportback (F5)                              | RS5 Sportback (F5)                              |                                                 |
| Mittelklasse                                    | A5 Cabriolet                                    |                                                 |                                                 |                                                 |                                                 |                                                 |                                                 |                                                 |                                                 |                                                 |                                                 |                                                 |                                                 |                                                 |                                                 |                                                 |                                                 |                                                 |                                                 |                                                 |                                                 |                                                 |                                                 |                                                 |                                                 |                                                 |                                                 | Cabriolet                                       | Cabriolet                                       | Cabriolet                                       | Cabriolet                                       | Cabriolet                                       | Cabriolet                                       | Cabriolet                                       | Cabriolet                                       | Cabriolet                                       | Cabriolet                                       |                                                 | A4 Cabriolet (B6)                               | A4 Cabriolet (B6)                               | A4 Cabriolet (B6)                               | A4 Cabriolet (B6)                               | A4 Cabriolet (B7)                               | A4 Cabriolet (B7)                               | A4 Cabriolet (B7)                               | A5 Cabriolet (8F)                               | A5 Cabriolet (8F)                               | A5 Cabriolet (8F)                               | A5 Cabriolet (8F)                               | A5 Cabriolet (8F)                               | A5 Cabriolet (8F)                               | A5 Cabriolet (8F)                               | A5 Cabriolet (8F)                               | A5 Cabriolet (F5)                               | A5 Cabriolet (F5)                               | A5 Cabriolet (F5)                               | A5 Cabriolet (F5)                               | A5 Cabriolet (F5)                               | A5 Cabriolet (F5)                               | A5 Cabriolet (F5)                               | A5 Cabriolet (F5)                               |                                                 |
| Mittelklasse                                    | S5 Cabriolet                                    |                                                 |                                                 |                                                 |                                                 |                                                 |                                                 |                                                 |                                                 |                                                 |                                                 |                                                 |                                                 |                                                 |                                                 |                                                 |                                                 |                                                 |                                                 |                                                 |                                                 |                                                 |                                                 |                                                 |                                                 |                                                 |                                                 |                                                 |                                                 |                                                 |                                                 |                                                 |                                                 |                                                 |                                                 |                                                 |                                                 |                                                 |                                                 |                                                 | S4 Cabriolet (B6)                               | S4 Cabriolet (B6)                               | S4 Cabriolet (B7)                               | S4 Cabriolet (B7)                               | S4 Cabriolet (B7)                               | S5 Cabriolet (8F)                               | S5 Cabriolet (8F)                               | S5 Cabriolet (8F)                               | S5 Cabriolet (8F)                               | S5 Cabriolet (8F)                               | S5 Cabriolet (8F)                               | S5 Cabriolet (8F)                               | S5 Cabriolet (8F)                               | S5 Cabriolet (F5)                               | S5 Cabriolet (F5)                               | S5 Cabriolet (F5)                               | S5 Cabriolet (F5)                               | S5 Cabriolet (F5)                               | S5 Cabriolet (F5)                               | S5 Cabriolet (F5)                               | S5 Cabriolet (F5)                               |                                                 |
| Mittelklasse                                    | RS5 Cabriolet                                   |                                                 |                                                 |                                                 |                                                 |                                                 |                                                 |                                                 |                                                 |                                                 |                                                 |                                                 |                                                 |                                                 |                                                 |                                                 |                                                 |                                                 |                                                 |                                                 |                                                 |                                                 |                                                 |                                                 |                                                 |                                                 |                                                 |                                                 |                                                 |                                                 |                                                 |                                                 |                                                 |                                                 |                                                 |                                                 |                                                 |                                                 |                                                 |                                                 |                                                 |                                                 | RS4 Cabriolet (B7)                              | RS4 Cabriolet (B7)                              | RS4 Cabriolet (B7)                              |                                                 |                                                 |                                                 |                                                 | RS5 Cabriolet (8F)                              | RS5 Cabriolet (8F)                              | RS5 Cabriolet (8F)                              |                                                 |                                                 |                                                 |                                                 |                                                 |                                                 |                                                 |                                                 |                                                 |                                                 |
| Obere Mittelklasse                              | A6                                              |                                                 |                                                 |                                                 | 100 (C1)                                        | 100 (C1)                                        | 100 (C1)                                        | 100 (C1)                                        | 100 (C1)                                        | 100 (C1)                                        | 100 (C1)                                        | 100 (C1)                                        | 100 (C1)                                        | 100 (C2)                                        | 100 (C2)                                        | 100 (C2)                                        | 100 (C2)                                        | 100 (C2)                                        | 100 (C2)                                        | 100 (C3)                                        | 100 (C3)                                        | 100 (C3)                                        | 100 (C3)                                        | 100 (C3)                                        | 100 (C3)                                        | 100 (C3)                                        | 100 (C3)                                        | 100 (C4)                                        | 100 (C4)                                        | 100 (C4)                                        | A6 (C4)                                         | A6 (C4)                                         | A6 (C4)                                         | A6 (C5)                                         | A6 (C5)                                         | A6 (C5)                                         | A6 (C5)                                         | A6 (C5)                                         | A6 (C5)                                         | A6 (C5)                                         | A6 (C6)                                         | A6 (C6)                                         | A6 (C6)                                         | A6 (C6)                                         | A6 (C6)                                         | A6 (C6)                                         | A6 (C6)                                         | A6 (C7)                                         | A6 (C7)                                         | A6 (C7)                                         | A6 (C7)                                         | A6 (C7)                                         | A6 (C7)                                         | A6 (C7)                                         | A6 (C8)                                         | A6 (C8)                                         | A6 (C8)                                         | A6 (C8)                                         | A6 (C8)                                         | A6 (C8)                                         | A6 (C8)                                         | A6 (C9)                                         |
| Obere Mittelklasse                              | A6L                                             |                                                 |                                                 |                                                 |                                                 |                                                 |                                                 |                                                 |                                                 |                                                 |                                                 |                                                 |                                                 |                                                 |                                                 |                                                 |                                                 |                                                 |                                                 |                                                 |                                                 |                                                 |                                                 |                                                 |                                                 |                                                 |                                                 |                                                 |                                                 |                                                 |                                                 |                                                 |                                                 |                                                 |                                                 | A6L (4F)                                        | A6L (4F)                                        | A6L (4F)                                        | A6L (4F)                                        | A6L (4F)                                        | A6L (4F)                                        | A6L (4F)                                        | A6L (4F)                                        | A6L (4F)                                        | A6L (4F)                                        | A6L (4F)                                        | A6L (4F)                                        | A6L (4F)                                        | A6L (4G)                                        | A6L (4G)                                        | A6L (4G)                                        | A6L (4G)                                        | A6L (4G)                                        | A6L (4G)                                        | A6L (4G)                                        |                                                 | A6L (F2)                                        | A6L (F2)                                        | A6L (F2)                                        | A6L (F2)                                        | A6L (F2)                                        | A6L (F2)                                        |
| Obere Mittelklasse                              | A6 allroad                                      |                                                 |                                                 |                                                 |                                                 |                                                 |                                                 |                                                 |                                                 |                                                 |                                                 |                                                 |                                                 |                                                 |                                                 |                                                 |                                                 |                                                 |                                                 |                                                 |                                                 |                                                 |                                                 |                                                 |                                                 |                                                 |                                                 |                                                 |                                                 |                                                 |                                                 |                                                 |                                                 |                                                 |                                                 | Allroad quattro (C5)                            | Allroad quattro (C5)                            | Allroad quattro (C5)                            | Allroad quattro (C5)                            | Allroad quattro (C5)                            | Allroad quattro (C5)                            | Allroad quattro (C5)                            | A6 allroad quattro (C6)                         | A6 allroad quattro (C6)                         | A6 allroad quattro (C6)                         | A6 allroad quattro (C6)                         | A6 allroad quattro (C6)                         | A6 allroad quattro (C6)                         | A6 allroad quattro (C7)                         | A6 allroad quattro (C7)                         | A6 allroad quattro (C7)                         | A6 allroad quattro (C7)                         | A6 allroad quattro (C7)                         | A6 allroad quattro (C7)                         | A6 allroad quattro (C7)                         | A6 allroad quattro (C8)                         | A6 allroad quattro (C8)                         | A6 allroad quattro (C8)                         | A6 allroad quattro (C8)                         | A6 allroad quattro (C8)                         | A6 allroad quattro (C8)                         | A6 allroad quattro (C8)                         |
| Obere Mittelklasse                              | S6                                              |                                                 |                                                 |                                                 |                                                 |                                                 |                                                 |                                                 |                                                 |                                                 |                                                 |                                                 |                                                 |                                                 |                                                 | 200 (C2)                                        | 200 (C2)                                        | 200 (C2)                                        | 200 (C3)                                        | 200 (C3)                                        | 200 (C3)                                        | 200 (C3)                                        | 200 (C3)                                        | 200 (C3)                                        | 200 (C3)                                        | 200 (C3)                                        |                                                 | S4 (C4)                                         | S4 (C4)                                         | S4 (C4)                                         | S6 (C4)                                         | S6 (C4)                                         | S6 (C4)                                         |                                                 | S6 (C5)                                         | S6 (C5)                                         | S6 (C5)                                         | S6 (C5)                                         | S6 (C5)                                         | S6 (C5)                                         |                                                 |                                                 | S6 (C6)                                         | S6 (C6)                                         | S6 (C6)                                         | S6 (C6)                                         | S6 (C6)                                         |                                                 | S6 (C7)                                         | S6 (C7)                                         | S6 (C7)                                         | S6 (C7)                                         | S6 (C7)                                         | S6 (C7)                                         | S6 (C7)                                         | S6 (C8)                                         | S6 (C8)                                         | S6 (C8)                                         | S6 (C8)                                         | S6 (C8)                                         | S6 (C8)                                         | S6 (C8)                                         |
| Obere Mittelklasse                              | RS6                                             |                                                 |                                                 |                                                 |                                                 |                                                 |                                                 |                                                 |                                                 |                                                 |                                                 |                                                 |                                                 |                                                 |                                                 |                                                 |                                                 |                                                 |                                                 |                                                 |                                                 |                                                 |                                                 |                                                 |                                                 |                                                 |                                                 |                                                 |                                                 |                                                 |                                                 |                                                 |                                                 |                                                 |                                                 |                                                 |                                                 |                                                 | RS6 (C5)                                        | RS6 (C5)                                        | RS6 (C5)                                        |                                                 |                                                 |                                                 | RS6 (C6)                                        | RS6 (C6)                                        | RS6 (C6)                                        |                                                 |                                                 | RS6 (C7)                                        | RS6 (C7)                                        | RS6 (C7)                                        | RS6 (C7)                                        | RS6 (C7)                                        |                                                 | RS6 (C8)                                        | RS6 (C8)                                        | RS6 (C8)                                        | RS6 (C8)                                        | RS6 (C8)                                        | RS6 (C8)                                        | RS6 (C8)                                        |
| Obere Mittelklasse                              | A7                                              |                                                 |                                                 |                                                 |                                                 |                                                 | 100 Coupé S (C1)                                | 100 Coupé S (C1)                                | 100 Coupé S (C1)                                | 100 Coupé S (C1)                                | 100 Coupé S (C1)                                | 100 Coupé S (C1)                                | 100 Coupé S (C1)                                |                                                 | 100 (C2)                                        | 100 (C2)                                        |                                                 |                                                 |                                                 |                                                 |                                                 |                                                 |                                                 |                                                 |                                                 |                                                 |                                                 |                                                 |                                                 |                                                 |                                                 |                                                 |                                                 |                                                 |                                                 |                                                 |                                                 |                                                 |                                                 |                                                 |                                                 |                                                 |                                                 |                                                 |                                                 |                                                 | A7 (C7)                                         | A7 (C7)                                         | A7 (C7)                                         | A7 (C7)                                         | A7 (C7)                                         | A7 (C7)                                         | A7 (C7)                                         | A7 (C7)                                         | A7 (C8)                                         | A7 (C8)                                         | A7 (C8)                                         | A7 (C8)                                         | A7 (C8)                                         | A7 (C8)                                         | A7 (C8)                                         | A7 (C8)                                         |
| Obere Mittelklasse                              | A7L                                             |                                                 |                                                 |                                                 |                                                 |                                                 |                                                 |                                                 |                                                 |                                                 |                                                 |                                                 |                                                 |                                                 |                                                 |                                                 |                                                 |                                                 |                                                 |                                                 |                                                 |                                                 |                                                 |                                                 |                                                 |                                                 |                                                 |                                                 |                                                 |                                                 |                                                 |                                                 |                                                 |                                                 |                                                 |                                                 |                                                 |                                                 |                                                 |                                                 |                                                 |                                                 |                                                 |                                                 |                                                 |                                                 |                                                 |                                                 |                                                 |                                                 |                                                 |                                                 |                                                 |                                                 |                                                 |                                                 |                                                 |                                                 | A7L (C8)                                        | A7L (C8)                                        | A7L (C8)                                        | A7L (C8)                                        |
| Obere Mittelklasse                              | S7                                              |                                                 |                                                 |                                                 |                                                 |                                                 |                                                 |                                                 |                                                 |                                                 |                                                 |                                                 |                                                 |                                                 |                                                 |                                                 |                                                 |                                                 |                                                 |                                                 |                                                 |                                                 |                                                 |                                                 |                                                 |                                                 |                                                 |                                                 |                                                 |                                                 |                                                 |                                                 |                                                 |                                                 |                                                 |                                                 |                                                 |                                                 |                                                 |                                                 |                                                 |                                                 |                                                 |                                                 |                                                 |                                                 |                                                 |                                                 | S7 (C7)                                         | S7 (C7)                                         | S7 (C7)                                         | S7 (C7)                                         | S7 (C7)                                         | S7 (C7)                                         |                                                 | S7 (C8)                                         | S7 (C8)                                         | S7 (C8)                                         | S7 (C8)                                         | S7 (C8)                                         | S7 (C8)                                         | S7 (C8)                                         |
| Obere Mittelklasse                              | RS7                                             |                                                 |                                                 |                                                 |                                                 |                                                 |                                                 |                                                 |                                                 |                                                 |                                                 |                                                 |                                                 |                                                 |                                                 |                                                 |                                                 |                                                 |                                                 |                                                 |                                                 |                                                 |                                                 |                                                 |                                                 |                                                 |                                                 |                                                 |                                                 |                                                 |                                                 |                                                 |                                                 |                                                 |                                                 |                                                 |                                                 |                                                 |                                                 |                                                 |                                                 |                                                 |                                                 |                                                 |                                                 |                                                 |                                                 |                                                 |                                                 | RS7 (C7)                                        | RS7 (C7)                                        | RS7 (C7)                                        | RS7 (C7)                                        | RS7 (C7)                                        |                                                 | RS7 (C8)                                        | RS7 (C8)                                        | RS7 (C8)                                        | RS7 (C8)                                        | RS7 (C8)                                        | RS7 (C8)                                        | RS7 (C8)                                        |
| Oberklasse                                      | A8                                              |                                                 |                                                 |                                                 |                                                 |                                                 |                                                 |                                                 |                                                 |                                                 |                                                 |                                                 |                                                 |                                                 |                                                 |                                                 |                                                 |                                                 |                                                 |                                                 |                                                 |                                                 |                                                 |                                                 |                                                 | V8 (D11)                                        | V8 (D11)                                        | V8 (D11)                                        | V8 (D11)                                        | V8 (D11)                                        | V8 (D11)                                        | A8 (D2)                                         | A8 (D2)                                         | A8 (D2)                                         | A8 (D2)                                         | A8 (D2)                                         | A8 (D2)                                         | A8 (D2)                                         | A8 (D3)                                         | A8 (D3)                                         | A8 (D3)                                         | A8 (D3)                                         | A8 (D3)                                         | A8 (D3)                                         | A8 (D3)                                         | A8 (D3)                                         | A8 (D4)                                         | A8 (D4)                                         | A8 (D4)                                         | A8 (D4)                                         | A8 (D4)                                         | A8 (D4)                                         | A8 (D4)                                         | A8 (D4)                                         | A8 (D5)                                         | A8 (D5)                                         | A8 (D5)                                         | A8 (D5)                                         | A8 (D5)                                         | A8 (D5)                                         | A8 (D5)                                         | A8 (D5)                                         |
| Oberklasse                                      | A8L                                             |                                                 |                                                 |                                                 |                                                 |                                                 |                                                 |                                                 |                                                 |                                                 |                                                 |                                                 |                                                 |                                                 |                                                 |                                                 |                                                 |                                                 |                                                 |                                                 |                                                 |                                                 |                                                 |                                                 |                                                 |                                                 |                                                 |                                                 | V8L (D11)                                       | V8L (D11)                                       | V8L (D11)                                       | A8L (D2)                                        | A8L (D2)                                        | A8L (D2)                                        | A8L (D2)                                        | A8L (D2)                                        | A8L (D2)                                        | A8L (D2)                                        | A8L (D3)                                        | A8L (D3)                                        | A8L (D3)                                        | A8L (D3)                                        | A8L (D3)                                        | A8L (D3)                                        | A8L (D3)                                        | A8L (D3)                                        | A8L (D4)                                        | A8L (D4)                                        | A8L (D4)                                        | A8L (D4)                                        | A8L (D4)                                        | A8L (D4)                                        | A8L (D4)                                        | A8L (D4)                                        | A8L (D5)                                        | A8L (D5)                                        | A8L (D5)                                        | A8L (D5)                                        | A8L (D5)                                        | A8L (D5)                                        | A8L (D5)                                        | A8L (D5)                                        |
| Oberklasse                                      | A8L Horch                                       |                                                 |                                                 |                                                 |                                                 |                                                 |                                                 |                                                 |                                                 |                                                 |                                                 |                                                 |                                                 |                                                 |                                                 |                                                 |                                                 |                                                 |                                                 |                                                 |                                                 |                                                 |                                                 |                                                 |                                                 |                                                 |                                                 |                                                 |                                                 |                                                 |                                                 |                                                 |                                                 |                                                 |                                                 |                                                 |                                                 |                                                 |                                                 |                                                 |                                                 |                                                 |                                                 |                                                 |                                                 |                                                 |                                                 |                                                 |                                                 |                                                 |                                                 |                                                 |                                                 |                                                 |                                                 |                                                 |                                                 |                                                 | A8L Horch (D5)                                  | A8L Horch (D5)                                  | A8L Horch (D5)                                  | A8L Horch (D5)                                  |
| Oberklasse                                      | S8                                              |                                                 |                                                 |                                                 |                                                 |                                                 |                                                 |                                                 |                                                 |                                                 |                                                 |                                                 |                                                 |                                                 |                                                 |                                                 |                                                 |                                                 |                                                 |                                                 |                                                 |                                                 |                                                 |                                                 |                                                 |                                                 |                                                 |                                                 |                                                 |                                                 |                                                 |                                                 |                                                 | S8 (D2)                                         | S8 (D2)                                         | S8 (D2)                                         | S8 (D2)                                         | S8 (D2)                                         | S8 (D2)                                         |                                                 |                                                 |                                                 | S8 (D3)                                         | S8 (D3)                                         | S8 (D3)                                         | S8 (D3)                                         |                                                 |                                                 | S8 (D4)                                         | S8 (D4)                                         | S8 (D4)                                         | S8 (D4)                                         | S8 (D4)                                         | S8 (D4)                                         |                                                 | S8 (D5)                                         | S8 (D5)                                         | S8 (D5)                                         | S8 (D5)                                         | S8 (D5)                                         | S8 (D5)                                         | S8 (D5)                                         |
| Oberklasse                                      | S8L                                             |                                                 |                                                 |                                                 |                                                 |                                                 |                                                 |                                                 |                                                 |                                                 |                                                 |                                                 |                                                 |                                                 |                                                 |                                                 |                                                 |                                                 |                                                 |                                                 |                                                 |                                                 |                                                 |                                                 |                                                 |                                                 |                                                 |                                                 |                                                 |                                                 |                                                 |                                                 |                                                 |                                                 |                                                 |                                                 |                                                 |                                                 |                                                 |                                                 |                                                 |                                                 |                                                 |                                                 |                                                 |                                                 |                                                 |                                                 |                                                 |                                                 |                                                 |                                                 |                                                 |                                                 |                                                 | S8L (D5)                                        | S8L (D5)                                        | S8L (D5)                                        | S8L (D5)                                        | S8L (D5)                                        | S8L (D5)                                        | S8L (D5)                                        |
| Coupés                                          | TT                                              |                                                 |                                                 |                                                 |                                                 |                                                 |                                                 |                                                 |                                                 |                                                 |                                                 |                                                 |                                                 |                                                 |                                                 |                                                 |                                                 |                                                 |                                                 |                                                 |                                                 |                                                 |                                                 |                                                 |                                                 |                                                 |                                                 |                                                 |                                                 |                                                 |                                                 |                                                 |                                                 |                                                 | TT (8N)                                         | TT (8N)                                         | TT (8N)                                         | TT (8N)                                         | TT (8N)                                         | TT (8N)                                         | TT (8N)                                         | TT (8N)                                         | TT (8J)                                         | TT (8J)                                         | TT (8J)                                         | TT (8J)                                         | TT (8J)                                         | TT (8J)                                         | TT (8J)                                         | TT (8J)                                         | TT (FV)                                         | TT (FV)                                         | TT (FV)                                         | TT (FV)                                         | TT (FV)                                         | TT (FV)                                         | TT (FV)                                         | TT (FV)                                         | TT (FV)                                         | TT (FV)                                         |                                                 |                                                 |
| Coupés                                          | TTS                                             |                                                 |                                                 |                                                 |                                                 |                                                 |                                                 |                                                 |                                                 |                                                 |                                                 |                                                 |                                                 |                                                 |                                                 |                                                 |                                                 |                                                 |                                                 |                                                 |                                                 |                                                 |                                                 |                                                 |                                                 |                                                 |                                                 |                                                 |                                                 |                                                 |                                                 |                                                 |                                                 |                                                 |                                                 |                                                 |                                                 |                                                 |                                                 |                                                 |                                                 |                                                 |                                                 |                                                 | TTS (8J)                                        | TTS (8J)                                        | TTS (8J)                                        | TTS (8J)                                        | TTS (8J)                                        | TTS (8J)                                        |                                                 | TTS (FV)                                        | TTS (FV)                                        | TTS (FV)                                        | TTS (FV)                                        | TTS (FV)                                        | TTS (FV)                                        | TTS (FV)                                        | TTS (FV)                                        | TTS (FV)                                        |                                                 |                                                 |
| Coupés                                          | TT RS                                           |                                                 |                                                 |                                                 |                                                 |                                                 |                                                 |                                                 |                                                 |                                                 |                                                 |                                                 |                                                 |                                                 |                                                 |                                                 |                                                 |                                                 |                                                 |                                                 |                                                 |                                                 |                                                 |                                                 |                                                 |                                                 |                                                 |                                                 |                                                 |                                                 |                                                 |                                                 |                                                 |                                                 |                                                 |                                                 |                                                 |                                                 |                                                 |                                                 |                                                 |                                                 |                                                 |                                                 |                                                 | TT RS (8J)                                      | TT RS (8J)                                      | TT RS (8J)                                      | TT RS (8J)                                      | TT RS (8J)                                      |                                                 |                                                 | TT RS (FV)                                      | TT RS (FV)                                      | TT RS (FV)                                      | TT RS (FV)                                      | TT RS (FV)                                      | TT RS (FV)                                      | TT RS (FV)                                      | TT RS (FV)                                      |                                                 |                                                 |
| Roadster                                        | TT                                              |                                                 |                                                 |                                                 |                                                 |                                                 |                                                 |                                                 |                                                 |                                                 |                                                 |                                                 |                                                 |                                                 |                                                 |                                                 |                                                 |                                                 |                                                 |                                                 |                                                 |                                                 |                                                 |                                                 |                                                 |                                                 |                                                 |                                                 |                                                 |                                                 |                                                 |                                                 |                                                 |                                                 |                                                 | TT (8N)                                         | TT (8N)                                         | TT (8N)                                         | TT (8N)                                         | TT (8N)                                         | TT (8N)                                         | TT (8N)                                         |                                                 | TT (8J)                                         | TT (8J)                                         | TT (8J)                                         | TT (8J)                                         | TT (8J)                                         | TT (8J)                                         | TT (8J)                                         | TT (FV)                                         | TT (FV)                                         | TT (FV)                                         | TT (FV)                                         | TT (FV)                                         | TT (FV)                                         | TT (FV)                                         | TT (FV)                                         | TT (FV)                                         | TT (FV)                                         |                                                 |                                                 |
| Roadster                                        | TTS                                             |                                                 |                                                 |                                                 |                                                 |                                                 |                                                 |                                                 |                                                 |                                                 |                                                 |                                                 |                                                 |                                                 |                                                 |                                                 |                                                 |                                                 |                                                 |                                                 |                                                 |                                                 |                                                 |                                                 |                                                 |                                                 |                                                 |                                                 |                                                 |                                                 |                                                 |                                                 |                                                 |                                                 |                                                 |                                                 |                                                 |                                                 |                                                 |                                                 |                                                 |                                                 |                                                 |                                                 | TTS (8J)                                        | TTS (8J)                                        | TTS (8J)                                        | TTS (8J)                                        | TTS (8J)                                        | TTS (8J)                                        |                                                 | TTS (FV)                                        | TTS (FV)                                        | TTS (FV)                                        | TTS (FV)                                        | TTS (FV)                                        | TTS (FV)                                        | TTS (FV)                                        | TTS (FV)                                        | TTS (FV)                                        |                                                 |                                                 |
| Roadster                                        | TT RS                                           |                                                 |                                                 |                                                 |                                                 |                                                 |                                                 |                                                 |                                                 |                                                 |                                                 |                                                 |                                                 |                                                 |                                                 |                                                 |                                                 |                                                 |                                                 |                                                 |                                                 |                                                 |                                                 |                                                 |                                                 |                                                 |                                                 |                                                 |                                                 |                                                 |                                                 |                                                 |                                                 |                                                 |                                                 |                                                 |                                                 |                                                 |                                                 |                                                 |                                                 |                                                 |                                                 |                                                 |                                                 | TT RS (8J)                                      | TT RS (8J)                                      | TT RS (8J)                                      | TT RS (8J)                                      | TT RS (8J)                                      |                                                 |                                                 | TT RS (FV)                                      | TT RS (FV)                                      | TT RS (FV)                                      | TT RS (FV)                                      | TT RS (FV)                                      | TT RS (FV)                                      | TT RS (FV)                                      | TT RS (FV)                                      |                                                 |                                                 |
| Sportwagen                                      | R8                                              |                                                 |                                                 |                                                 |                                                 |                                                 |                                                 |                                                 |                                                 |                                                 |                                                 |                                                 |                                                 |                                                 |                                                 |                                                 |                                                 |                                                 |                                                 |                                                 | Sport quattro                                   | Sport quattro                                   |                                                 |                                                 |                                                 |                                                 |                                                 |                                                 |                                                 |                                                 |                                                 |                                                 |                                                 |                                                 |                                                 |                                                 |                                                 |                                                 |                                                 |                                                 |                                                 |                                                 |                                                 | R8 (42)                                         | R8 (42)                                         | R8 (42)                                         | R8 (42)                                         | R8 (42)                                         | R8 (42)                                         | R8 (42)                                         | R8 (42)                                         | R8 (4S)                                         | R8 (4S)                                         | R8 (4S)                                         | R8 (4S)                                         | R8 (4S)                                         | R8 (4S)                                         | R8 (4S)                                         | R8 (4S)                                         | R8 (4S)                                         | R8 (4S)                                         |                                                 |
| Sportwagen                                      | R8 Spyder                                       |                                                 |                                                 |                                                 |                                                 |                                                 |                                                 |                                                 |                                                 |                                                 |                                                 |                                                 |                                                 |                                                 |                                                 |                                                 |                                                 |                                                 |                                                 |                                                 |                                                 |                                                 |                                                 |                                                 |                                                 |                                                 |                                                 |                                                 |                                                 |                                                 |                                                 |                                                 |                                                 |                                                 |                                                 |                                                 |                                                 |                                                 |                                                 |                                                 |                                                 |                                                 |                                                 |                                                 |                                                 | R8 Spyder (42)                                  | R8 Spyder (42)                                  | R8 Spyder (42)                                  | R8 Spyder (42)                                  | R8 Spyder (42)                                  | R8 Spyder (42)                                  | R8 Spyder (4S)                                  | R8 Spyder (4S)                                  | R8 Spyder (4S)                                  | R8 Spyder (4S)                                  | R8 Spyder (4S)                                  | R8 Spyder (4S)                                  | R8 Spyder (4S)                                  | R8 Spyder (4S)                                  | R8 Spyder (4S)                                  | R8 Spyder (4S)                                  |                                                 |
| Sport Utility Vehicle                           | Q2                                              |                                                 |                                                 |                                                 |                                                 |                                                 |                                                 |                                                 |                                                 |                                                 |                                                 |                                                 |                                                 |                                                 |                                                 |                                                 |                                                 |                                                 |                                                 |                                                 |                                                 |                                                 |                                                 |                                                 |                                                 |                                                 |                                                 |                                                 |                                                 |                                                 |                                                 |                                                 |                                                 |                                                 |                                                 |                                                 |                                                 |                                                 |                                                 |                                                 |                                                 |                                                 |                                                 |                                                 |                                                 |                                                 |                                                 |                                                 |                                                 |                                                 |                                                 |                                                 | Q2 (GA)                                         | Q2 (GA)                                         | Q2 (GA)                                         | Q2 (GA)                                         | Q2 (GA)                                         | Q2 (GA)                                         | Q2 (GA)                                         | Q2 (GA)                                         | Q2 (GA)                                         | Q2 (GA)                                         |
| Sport Utility Vehicle                           | Q2L                                             |                                                 |                                                 |                                                 |                                                 |                                                 |                                                 |                                                 |                                                 |                                                 |                                                 |                                                 |                                                 |                                                 |                                                 |                                                 |                                                 |                                                 |                                                 |                                                 |                                                 |                                                 |                                                 |                                                 |                                                 |                                                 |                                                 |                                                 |                                                 |                                                 |                                                 |                                                 |                                                 |                                                 |                                                 |                                                 |                                                 |                                                 |                                                 |                                                 |                                                 |                                                 |                                                 |                                                 |                                                 |                                                 |                                                 |                                                 |                                                 |                                                 |                                                 |                                                 |                                                 |                                                 | Q2L (GA)                                        | Q2L (GA)                                        | Q2L (GA)                                        | Q2L (GA)                                        | Q2L (GA)                                        | Q2L (GA)                                        | Q2L (GA)                                        | Q2L (GA)                                        |
| Sport Utility Vehicle                           | SQ2                                             |                                                 |                                                 |                                                 |                                                 |                                                 |                                                 |                                                 |                                                 |                                                 |                                                 |                                                 |                                                 |                                                 |                                                 |                                                 |                                                 |                                                 |                                                 |                                                 |                                                 |                                                 |                                                 |                                                 |                                                 |                                                 |                                                 |                                                 |                                                 |                                                 |                                                 |                                                 |                                                 |                                                 |                                                 |                                                 |                                                 |                                                 |                                                 |                                                 |                                                 |                                                 |                                                 |                                                 |                                                 |                                                 |                                                 |                                                 |                                                 |                                                 |                                                 |                                                 |                                                 |                                                 | SQ2 (GA)                                        | SQ2 (GA)                                        | SQ2 (GA)                                        | SQ2 (GA)                                        | SQ2 (GA)                                        | SQ2 (GA)                                        | SQ2 (GA)                                        | SQ2 (GA)                                        |
| Sport Utility Vehicle                           | Q3                                              |                                                 |                                                 |                                                 |                                                 |                                                 |                                                 |                                                 |                                                 |                                                 |                                                 |                                                 |                                                 |                                                 |                                                 |                                                 |                                                 |                                                 |                                                 |                                                 |                                                 |                                                 |                                                 |                                                 |                                                 |                                                 |                                                 |                                                 |                                                 |                                                 |                                                 |                                                 |                                                 |                                                 |                                                 |                                                 |                                                 |                                                 |                                                 |                                                 |                                                 |                                                 |                                                 |                                                 |                                                 |                                                 |                                                 | Q3 (8U)                                         | Q3 (8U)                                         | Q3 (8U)                                         | Q3 (8U)                                         | Q3 (8U)                                         | Q3 (8U)                                         | Q3 (8U)                                         | Q3 (F3)                                         | Q3 (F3)                                         | Q3 (F3)                                         | Q3 (F3)                                         | Q3 (F3)                                         | Q3 (F3)                                         | Q3 (F3)                                         | Q3 (F3)                                         |
| Sport Utility Vehicle                           | RS Q3                                           |                                                 |                                                 |                                                 |                                                 |                                                 |                                                 |                                                 |                                                 |                                                 |                                                 |                                                 |                                                 |                                                 |                                                 |                                                 |                                                 |                                                 |                                                 |                                                 |                                                 |                                                 |                                                 |                                                 |                                                 |                                                 |                                                 |                                                 |                                                 |                                                 |                                                 |                                                 |                                                 |                                                 |                                                 |                                                 |                                                 |                                                 |                                                 |                                                 |                                                 |                                                 |                                                 |                                                 |                                                 |                                                 |                                                 |                                                 |                                                 | RS Q3 (8U)                                      | RS Q3 (8U)                                      | RS Q3 (8U)                                      | RS Q3 (8U)                                      |                                                 |                                                 | RS Q3 (F3)                                      | RS Q3 (F3)                                      | RS Q3 (F3)                                      | RS Q3 (F3)                                      | RS Q3 (F3)                                      |                                                 |                                                 |
| Sport Utility Vehicle                           | Q3 Sportback                                    |                                                 |                                                 |                                                 |                                                 |                                                 |                                                 |                                                 |                                                 |                                                 |                                                 |                                                 |                                                 |                                                 |                                                 |                                                 |                                                 |                                                 |                                                 |                                                 |                                                 |                                                 |                                                 |                                                 |                                                 |                                                 |                                                 |                                                 |                                                 |                                                 |                                                 |                                                 |                                                 |                                                 |                                                 |                                                 |                                                 |                                                 |                                                 |                                                 |                                                 |                                                 |                                                 |                                                 |                                                 |                                                 |                                                 |                                                 |                                                 |                                                 |                                                 |                                                 |                                                 |                                                 |                                                 | Q3 Sportback (F3)                               | Q3 Sportback (F3)                               | Q3 Sportback (F3)                               | Q3 Sportback (F3)                               | Q3 Sportback (F3)                               | Q3 Sportback (F3)                               | Q3 Sportback (F3)                               |
| Sport Utility Vehicle                           | RS Q3 Sportback                                 |                                                 |                                                 |                                                 |                                                 |                                                 |                                                 |                                                 |                                                 |                                                 |                                                 |                                                 |                                                 |                                                 |                                                 |                                                 |                                                 |                                                 |                                                 |                                                 |                                                 |                                                 |                                                 |                                                 |                                                 |                                                 |                                                 |                                                 |                                                 |                                                 |                                                 |                                                 |                                                 |                                                 |                                                 |                                                 |                                                 |                                                 |                                                 |                                                 |                                                 |                                                 |                                                 |                                                 |                                                 |                                                 |                                                 |                                                 |                                                 |                                                 |                                                 |                                                 |                                                 |                                                 |                                                 | RS Q3 Sportback (F3)                            | RS Q3 Sportback (F3)                            | RS Q3 Sportback (F3)                            | RS Q3 Sportback (F3)                            | RS Q3 Sportback (F3)                            |                                                 |                                                 |
| Sport Utility Vehicle                           | Q5                                              |                                                 |                                                 |                                                 |                                                 |                                                 |                                                 |                                                 |                                                 |                                                 |                                                 |                                                 |                                                 |                                                 |                                                 |                                                 |                                                 |                                                 |                                                 |                                                 |                                                 |                                                 |                                                 |                                                 |                                                 |                                                 |                                                 |                                                 |                                                 |                                                 |                                                 |                                                 |                                                 |                                                 |                                                 |                                                 |                                                 |                                                 |                                                 |                                                 |                                                 |                                                 |                                                 |                                                 | Q5 (8R)                                         | Q5 (8R)                                         | Q5 (8R)                                         | Q5 (8R)                                         | Q5 (8R)                                         | Q5 (8R)                                         | Q5 (8R)                                         | Q5 (8R)                                         | Q5 (8R)                                         | Q5 (FY)                                         | Q5 (FY)                                         | Q5 (FY)                                         | Q5 (FY)                                         | Q5 (FY)                                         | Q5 (FY)                                         | Q5 (FY)                                         | Q5 (FY)                                         | Q5 (GU)                                         |
| Sport Utility Vehicle                           | Q5L                                             |                                                 |                                                 |                                                 |                                                 |                                                 |                                                 |                                                 |                                                 |                                                 |                                                 |                                                 |                                                 |                                                 |                                                 |                                                 |                                                 |                                                 |                                                 |                                                 |                                                 |                                                 |                                                 |                                                 |                                                 |                                                 |                                                 |                                                 |                                                 |                                                 |                                                 |                                                 |                                                 |                                                 |                                                 |                                                 |                                                 |                                                 |                                                 |                                                 |                                                 |                                                 |                                                 |                                                 |                                                 |                                                 |                                                 |                                                 |                                                 |                                                 |                                                 |                                                 |                                                 |                                                 | Q5L (FY)                                        | Q5L (FY)                                        | Q5L (FY)                                        | Q5L (FY)                                        | Q5L (FY)                                        | Q5L (FY)                                        | Q5L (FY)                                        |                                                 |
| Sport Utility Vehicle                           | SQ5                                             |                                                 |                                                 |                                                 |                                                 |                                                 |                                                 |                                                 |                                                 |                                                 |                                                 |                                                 |                                                 |                                                 |                                                 |                                                 |                                                 |                                                 |                                                 |                                                 |                                                 |                                                 |                                                 |                                                 |                                                 |                                                 |                                                 |                                                 |                                                 |                                                 |                                                 |                                                 |                                                 |                                                 |                                                 |                                                 |                                                 |                                                 |                                                 |                                                 |                                                 |                                                 |                                                 |                                                 |                                                 |                                                 |                                                 |                                                 | SQ5 (8R)                                        | SQ5 (8R)                                        | SQ5 (8R)                                        | SQ5 (8R)                                        | SQ5 (8R)                                        | SQ5 (FY)                                        | SQ5 (FY)                                        | SQ5 (FY)                                        | SQ5 (FY)                                        | SQ5 (FY)                                        | SQ5 (FY)                                        | SQ5 (FY)                                        | SQ5 (FY)                                        | SQ5 (GU)                                        |
| Sport Utility Vehicle                           | Q5 Sportback                                    |                                                 |                                                 |                                                 |                                                 |                                                 |                                                 |                                                 |                                                 |                                                 |                                                 |                                                 |                                                 |                                                 |                                                 |                                                 |                                                 |                                                 |                                                 |                                                 |                                                 |                                                 |                                                 |                                                 |                                                 |                                                 |                                                 |                                                 |                                                 |                                                 |                                                 |                                                 |                                                 |                                                 |                                                 |                                                 |                                                 |                                                 |                                                 |                                                 |                                                 |                                                 |                                                 |                                                 |                                                 |                                                 |                                                 |                                                 |                                                 |                                                 |                                                 |                                                 |                                                 |                                                 |                                                 |                                                 |                                                 | Q5 Sportback (FY)                               | Q5 Sportback (FY)                               | Q5 Sportback (FY)                               | Q5 Sportback (FY)                               | Q5 Sportback (GU)                               |
| Sport Utility Vehicle                           | Q5L Sportback                                   |                                                 |                                                 |                                                 |                                                 |                                                 |                                                 |                                                 |                                                 |                                                 |                                                 |                                                 |                                                 |                                                 |                                                 |                                                 |                                                 |                                                 |                                                 |                                                 |                                                 |                                                 |                                                 |                                                 |                                                 |                                                 |                                                 |                                                 |                                                 |                                                 |                                                 |                                                 |                                                 |                                                 |                                                 |                                                 |                                                 |                                                 |                                                 |                                                 |                                                 |                                                 |                                                 |                                                 |                                                 |                                                 |                                                 |                                                 |                                                 |                                                 |                                                 |                                                 |                                                 |                                                 |                                                 |                                                 |                                                 | Q5L Sportback (FY)                              | Q5L Sportback (FY)                              | Q5L Sportback (FY)                              | Q5L Sportback (FY)                              |                                                 |
| Sport Utility Vehicle                           | SQ5 Sportback                                   |                                                 |                                                 |                                                 |                                                 |                                                 |                                                 |                                                 |                                                 |                                                 |                                                 |                                                 |                                                 |                                                 |                                                 |                                                 |                                                 |                                                 |                                                 |                                                 |                                                 |                                                 |                                                 |                                                 |                                                 |                                                 |                                                 |                                                 |                                                 |                                                 |                                                 |                                                 |                                                 |                                                 |                                                 |                                                 |                                                 |                                                 |                                                 |                                                 |                                                 |                                                 |                                                 |                                                 |                                                 |                                                 |                                                 |                                                 |                                                 |                                                 |                                                 |                                                 |                                                 |                                                 |                                                 |                                                 |                                                 | SQ5 Sportback (FY)                              | SQ5 Sportback (FY)                              | SQ5 Sportback (FY)                              | SQ5 Sportback (FY)                              | SQ5 Sportback (GU)                              |
| Sport Utility Vehicle                           | Q6                                              |                                                 |                                                 |                                                 |                                                 |                                                 |                                                 |                                                 |                                                 |                                                 |                                                 |                                                 |                                                 |                                                 |                                                 |                                                 |                                                 |                                                 |                                                 |                                                 |                                                 |                                                 |                                                 |                                                 |                                                 |                                                 |                                                 |                                                 |                                                 |                                                 |                                                 |                                                 |                                                 |                                                 |                                                 |                                                 |                                                 |                                                 |                                                 |                                                 |                                                 |                                                 |                                                 |                                                 |                                                 |                                                 |                                                 |                                                 |                                                 |                                                 |                                                 |                                                 |                                                 |                                                 |                                                 |                                                 |                                                 |                                                 | Q6                                              | Q6                                              | Q6                                              | Q6                                              |
| Sport Utility Vehicle                           | Q7                                              |                                                 |                                                 |                                                 |                                                 |                                                 |                                                 |                                                 |                                                 |                                                 |                                                 |                                                 |                                                 |                                                 |                                                 |                                                 |                                                 |                                                 |                                                 |                                                 |                                                 |                                                 |                                                 |                                                 |                                                 |                                                 |                                                 |                                                 |                                                 |                                                 |                                                 |                                                 |                                                 |                                                 |                                                 |                                                 |                                                 |                                                 |                                                 |                                                 |                                                 |                                                 | Q7 (4L)                                         | Q7 (4L)                                         | Q7 (4L)                                         | Q7 (4L)                                         | Q7 (4L)                                         | Q7 (4L)                                         | Q7 (4L)                                         | Q7 (4L)                                         | Q7 (4L)                                         | Q7 (4M)                                         | Q7 (4M)                                         | Q7 (4M)                                         | Q7 (4M)                                         | Q7 (4M)                                         | Q7 (4M)                                         | Q7 (4M)                                         | Q7 (4M)                                         | Q7 (4M)                                         | Q7 (4M)                                         | Q7 (4M)                                         |
| Sport Utility Vehicle                           | SQ7                                             |                                                 |                                                 |                                                 |                                                 |                                                 |                                                 |                                                 |                                                 |                                                 |                                                 |                                                 |                                                 |                                                 |                                                 |                                                 |                                                 |                                                 |                                                 |                                                 |                                                 |                                                 |                                                 |                                                 |                                                 |                                                 |                                                 |                                                 |                                                 |                                                 |                                                 |                                                 |                                                 |                                                 |                                                 |                                                 |                                                 |                                                 |                                                 |                                                 |                                                 |                                                 |                                                 |                                                 |                                                 |                                                 |                                                 |                                                 |                                                 |                                                 |                                                 |                                                 | SQ7 (4M)                                        | SQ7 (4M)                                        | SQ7 (4M)                                        | SQ7 (4M)                                        | SQ7 (4M)                                        | SQ7 (4M)                                        | SQ7 (4M)                                        | SQ7 (4M)                                        | SQ7 (4M)                                        | SQ7 (4M)                                        |
| Sport Utility Vehicle                           | Q8                                              |                                                 |                                                 |                                                 |                                                 |                                                 |                                                 |                                                 |                                                 |                                                 |                                                 |                                                 |                                                 |                                                 |                                                 |                                                 |                                                 |                                                 |                                                 |                                                 |                                                 |                                                 |                                                 |                                                 |                                                 |                                                 |                                                 |                                                 |                                                 |                                                 |                                                 |                                                 |                                                 |                                                 |                                                 |                                                 |                                                 |                                                 |                                                 |                                                 |                                                 |                                                 |                                                 |                                                 |                                                 |                                                 |                                                 |                                                 |                                                 |                                                 |                                                 |                                                 |                                                 |                                                 | Q8 (4M)                                         | Q8 (4M)                                         | Q8 (4M)                                         | Q8 (4M)                                         | Q8 (4M)                                         | Q8 (4M)                                         | Q8 (4M)                                         | Q8 (4M)                                         |
| Sport Utility Vehicle                           | SQ8                                             |                                                 |                                                 |                                                 |                                                 |                                                 |                                                 |                                                 |                                                 |                                                 |                                                 |                                                 |                                                 |                                                 |                                                 |                                                 |                                                 |                                                 |                                                 |                                                 |                                                 |                                                 |                                                 |                                                 |                                                 |                                                 |                                                 |                                                 |                                                 |                                                 |                                                 |                                                 |                                                 |                                                 |                                                 |                                                 |                                                 |                                                 |                                                 |                                                 |                                                 |                                                 |                                                 |                                                 |                                                 |                                                 |                                                 |                                                 |                                                 |                                                 |                                                 |                                                 |                                                 |                                                 |                                                 | SQ8 (4M)                                        | SQ8 (4M)                                        | SQ8 (4M)                                        | SQ8 (4M)                                        | SQ8 (4M)                                        | SQ8 (4M)                                        | SQ8 (4M)                                        |
| Sport Utility Vehicle                           | RS Q8                                           |                                                 |                                                 |                                                 |                                                 |                                                 |                                                 |                                                 |                                                 |                                                 |                                                 |                                                 |                                                 |                                                 |                                                 |                                                 |                                                 |                                                 |                                                 |                                                 |                                                 |                                                 |                                                 |                                                 |                                                 |                                                 |                                                 |                                                 |                                                 |                                                 |                                                 |                                                 |                                                 |                                                 |                                                 |                                                 |                                                 |                                                 |                                                 |                                                 |                                                 |                                                 |                                                 |                                                 |                                                 |                                                 |                                                 |                                                 |                                                 |                                                 |                                                 |                                                 |                                                 |                                                 |                                                 | RS Q8 (4M)                                      | RS Q8 (4M)                                      | RS Q8 (4M)                                      | RS Q8 (4M)                                      | RS Q8 (4M)                                      | RS Q8 (4M)                                      | RS Q8 (4M)                                      |

##### Kleinwagen
| Bauzeit   | Baureihe       | Anmerkung | Bild |
| --------- | -------------- | --- | ---- |
| 1974–1978 | Audi 50 Typ 86 | Beeinflusst durch die Ölkrise entwickelte sich der neue Audi 50 sofort zum Verkaufsschlager. Im September 1975 wurde er als VW Polo I mit einfacherer Ausstattung von VW übernommen. Ab Juli 1978 wurde der Typ 86 nach nur 181.000 Exemplaren nicht mehr als Audi verkauft. |      |
| 1999–2005 | Audi A2 8Z     | Dieser Kleinwagen war das erste Großserienfahrzeug mit einer selbsttragenden Aluminiumkarosserie (Audi Space Frame) und wurde (in der Version 1.2 TDI) als eines der ersten „Drei-Liter-Autos“ auf dem deutschen Markt angeboten.                                            |      |
| 2010–2018 | Audi A1 8X     | Der A1 ist der dritte Kleinwagen der AUDI AG. Die Plattform basiert auf dem VW Polo V. Im Sommer 2010 kam er zunächst als Dreitürer auf den Markt, der Anfang 2012 die fünftürige Variante folgte.                                                                           |      |
| seit 2018 | Audi A1 GB     | Die zweite Generation des A1 basiert, wie der Seat Ibiza und der VW Polo VI auf dem MQB-A0. |      |

##### Kompaktklasse
| Bauzeit   | Baureihe                    | Anmerkung | Bild |
| --------- | --------------------------- | --- | ---- |
| 1996–2003 | Audi A3 8L                  | Erstes Audi-Modell in der Kompaktklasse. Es teilt sich die technische Basis mit dem VW Golf IV. Die fünftürige Version erschien erst Anfang 1999. Ein Facelift folgte im Spätsommer 2000.                         |      |
| 2003–2012 | Audi A3 8P/AU350            | Neuentwicklung Auf der Plattform des VW Golf V neu entwickelt. Mitte 2005 wurde er überarbeitet und äußerlich an den A3 Sportback angepasst. Weitere Überarbeitungen folgten im Frühjahr 2008 und im Sommer 2010. |      |
| 2004–2012 | Audi A3 Sportback 8PA/AU353 | Die fünftürige Variante des A3 8P kam im Spätsommer 2004 auf den Markt. Er war das erste Fahrzeug mit dem Singleframe-Kühlergrill. Wie der Dreitürer wurde er sowohl 2008 als auch 2010 überarbeitet.             |      |
| 2012–2020 | Audi A3 8V                  | Die dritte Generation des Audi A3 wurde im Sommer 2012 eingeführt. Er ist das erste Modell auf Basis des Modularen Querbaukastens (MQB).                                                                          |      |
| seit 2020 | Audi A3 8Y                  | Die vierte Generation des Audi A3 wurde im März 2020 vorgestellt. Er basiert wieder auf dem Modularen Querbaukasten.                                                                                              |      |

##### Mittelklasse
| Bauzeit                    | Baureihe                           | Anmerkung | Bild |
| -------------------------- | ---------------------------------- | --- | ---- |
| 1965–1972                  | Audi F103                          | Erstes Nachkriegsmodell unter der Marke Audi. Die Modellbezeichnung war anfangs einfach Audi. Später kam die Motorleistung in PS als Zusatz hinzu. Bis auf seinen Viertaktmotor entsprach er im Wesentlichen dem DKW F 102. Die Modelle hießen Audi, Audi 60, Audi 72, Audi 75, Audi 80 und Audi Super 90. |      |
| 1972–1976                  | Audi 80 B1 Typ80                   | Der Audi 80 B1 (Typ80) stellte die Basis für die erste Baureihe des VW Passat, mit der er abgesehen vom dort verwendeten Schrägheck und wenigen Details baugleich war. Ferner war der Typ80 eines der ersten Fahrzeuge mit negativem Lenkrollradius. |      |
| 1976–1978                  | Audi 80 B1 Typ82                   | Der Audi 80 B1 (Typ82) war eine Facelift-Version des Audi 80 Typ80. Er wurde äußerlich an den Audi 100 Typ43 angeglichen. |      |
| 1978–1984                  | Audi 80 B2 Typ81/85                | Der Audi 80 B2 war eine Neukonstruktion, die Karosserie wurde von Giorgio Giugiaro (Italdesign) gestaltet. Der Typ 81 bezeichnet die Modelle mit Vorderradantrieb, der Typ 85 die Quattro-Modelle. |      |
| 1984–1986                  | Audi 80 B2 Typ81/85                | Wie beim Audi 80 (Typ82) wurde auch die Modellreihe zwei Jahre vor Produktionsende äußerlich dem damaligen Audi 100 C3 (Typ44) angepasst. Der Typ 81 bezeichnet die Modelle mit Vorderradantrieb, der Typ 85 die Quattro-Modelle. |      |
| 1984–1986                  | Audi 90 B2 Typ81/85                | Der Audi 90 B2 basierte auf dem Audi 80 B2 und wurde überarbeitet. Ferner kamen neben einem Turbodieselmotor in der 90er Baureihe nur Fünfzylinder-Motoren zum Einsatz. Der Typ 81 bezeichnet die Modelle mit Vorderradantrieb, der Typ 85 die Quattro-Modelle. |      |
| 1986–1991                  | Audi 80 B3 Typ89/8A                | Der Audi 80 B3 (Typ 89) war ein vollkommen neu konstruiertes Fahrzeug. Erstmals wurde bei Audi das Sicherheitssystem procon-ten angeboten. |      |
| 1987–1991                  | Audi 90 B3 Typ89/8A                | Der Audi 90 B3 (Typ89) war die luxuriösere Variante des Audi 80 Typ89. Er wurde mit Fünfzylinder-Motoren mit einer Leistung von bis zu 125 kW (170 PS) angeboten. |      |
| 1991–1994 Avant: 1992–1995 | Audi 80 B4 8C                      | Mit dem Audi 80 8C war der Audi 80 erstmals auch als Kombi Avant erhältlich. Die Luxusvariante Audi 90 wurde aus dem Programm genommen. Trotz Änderungen an Motorenpalette, Karosserieteilen, Kofferraum usw. basiert die Technik des B4 weitgehend auf dem Vorgängermodell. |      |
| 1994–2000 Avant: 1996–2001 | Audi A4 B5 8D                      | Mit Einführung des Audi A4 wurde zu seiner Zeit die neue Namensgebung der Audi-Modellpalette abgeschlossen. Der Audi A4 8D wurde, wie sein Vorgänger Audi 80, zum volumenstärksten Fahrzeug. Anfang 1999 erhielt die erste A4-Reihe ein Facelift. |      |
| 2000–2004                  | Audi A4 B6 8E                      | Die zweite A4-Reihe war eine Neuentwicklung mit stark verbessertem Fahrwerk durch eine optimierte Vierlenker-Vorderachse und eine neu entwickelte Trapezlenker-Hinterachse (vorher Verbundlenker). Etwa ein Jahr nach der Limousine folgte im Sommer 2001 der Avant. Premiere für den S4 dieser Baureihe: Erstmals gab es einen Achtzylinder-Motor in einem Mittelklassefahrzeug von Audi.                                                   |      |
| 2004–2007 Avant: 2004–2008 | Audi A4 B7 8E                      | Der B7 ist eigentlich ein modellgepflegter 8E, doch wegen der vielen Änderungen wird er unter der internen Bezeichnung B7 geführt. Einführung des Singleframe-Kühlergrills beim A4. Die Produktion der Limousine endete im November 2007, der Avant wurde noch bis zur Vorstellung des neuen A4 Avant im Frühjahr 2008 produziert. Der bis 2013 gebaute Exeo der Schwestermarke Seat beruhte im Wesentlichen auf diesem Modell.              |      |
| 2007–2015                  | Audi A4 B8 8K                      | Durch die geänderte Plattform konnte die Vorderachse um 154 mm nach vorne verlagert und so der Radstand gegenüber dem Vorgängermodell verlängert werden. Neben LED-Tagfahrlicht und -Seitenblinker kann die Verkehrssicherheit durch optionale Fahrerassistenzsysteme ergänzt werden. Das Design des 8K ist sehr ähnlich zum Audi A5. Im Herbst 2011 wurde die modifizierte Version des A4 vorgestellt, die Anfang 2012 in den Verkauf ging. |      |
| 2009–2016                  | Audi A4 allroad quattro B8/8K      | Der A4 allroad quattro basiert auf der aktuellen Version des A4 Avant und zeichnet sich durch veränderten Kühlergrill, Unterfahrschutz an Front und Heck, Dachreling mit Aussparung sowie eine leicht höher gelegte Karosserie aus. |      |
| 2015–2024                  | Audi A4 B9 8W (F4)                 | Der 8W basiert auf der weiterentwickelten MLB-Plattform „MLB Evo“. Erstmals in der Geschichte des A4 wurden die Limousine und der Avant gleichzeitig vorgestellt. |      |
| 2016–2024                  | Audi A4 allroad quattro B9/8W (F4) | Die zweite Generation des allroad quattro, basierend auf dem A4 Avant B9. |      |
| seit 2024                  | Audi A5 B10                        | Weil gerade Ziffern künftig für Elektroautos verwendet werden sollen, wird das Nachfolgemodell des B9 fortan als A5 vermarktet. |      |
| seit 2025                  | Audi E5                            | Ausschließlich in China angeboten wird das Elektro-Modell E5. Es wird unter der Submarke AUDI vermarktet und verzichtet auf die vier Ringe als Markenlogo. |      |

##### Obere Mittelklasse
| Bauzeit   | Baureihe                      | Anmerkung | Bild |
| --------- | ----------------------------- | --- | ---- |
| 1968–1976 | Audi 100 C1 F104              | Die erste Generation des Audi 100, die den Grundstein für den heutigen Erfolg der Marke Audi legte. |      |
| 1976–1982 | Audi 100 C2 Typ43             | Zweite Generation des Audi 100, die mit einem Fünfzylinder-Ottomotor ausgerüstet werden konnte. Ab Mitte 1977 gab es ihn auch erstmals als Avant. Im Sommer 1979 wurde eine Modellpflege durchgeführt. |      |
| 1979–1982 | Audi 200 C2 Typ43             | Der als Turbo-Version erhältliche Audi 200 basierte auf dem im Sommer 1976 vorgestellten Audi 100 Typ 43 und kam Ende 1979 auf den Markt. |      |
| 1982–1991 | Audi 100 C3 Typ44             | Der Audi 100 C3 war bei seiner Markteinführung mit seinem Strömungswiderstandskoeffizienten (cw) von 0,30 eines der strömungsgünstigsten Fahrzeuge in Produktion. Die Kombiversion Avant kam Mitte 1983 auf den Markt. Ein Facelift folgte Anfang 1988. |      |
| 1983–1991 | Audi 200 C3 Typ44             | Der Mitte 1983 vorgestellte Audi 200 turbo war mit einer Höchstgeschwindigkeit von über 230 km/h (ab 1989: 200 20V turbo: über 240 km/h) die damals schnellste Serienlimousine der Welt. |      |
| 1990–1994 | Audi 100 C4 4A                | Der letzte Audi mit der Modellbezeichnung 100, Sechszylindermotoren wurden eingeführt. Auch wieder als geräumiger Avant. |      |
| 1994–1997 | Audi A6 C4 4A                 | Trotz neuer Bezeichnung kein ganz neues Modell, sondern ein überarbeiteter Audi 100 C4. |      |
| 1997–2004 | Audi A6 C5 4B                 | Die Plattform des ersten „echten“ A6 wurde durch Teile aus dem Audi A4 und VW Passat ergänzt. Anfang 1998 folgte der A6 als Avant. Im Mai 2001 erhielt der C5 ein Facelift. |      |
| 1999–2006 | Audi allroad quattro 4B       | Besondere Fahrzeugbauform. Er ist als Variante des Audi A6 Avant ein Fahrzeug der oberen Mittelklasse mit höhenvariabler Luftfederung und wahlweise einem Vorgelegegetriebe mit Untersetzung für Einsätze abseits der Straße gerüstet. |      |
| 2004–2011 | Audi A6 C6 4F                 | Dieser Audi A6 war bei seiner Einführung zusammen mit der seltenen Zwölfzylinder-Version des Audi A8 D3 das erste Fahrzeug mit Singleframe-Kühlergrill. Zunächst kam die Limousine auf den Markt, ab Frühjahr 2005 war auch wieder ein Avant erhältlich. In ihm gab es das Infotainmentsystem des Audi A8 mit (Multi Media Interface, kurz MMI). Ein Facelift folgte im Herbst 2008. |      |
| 2006–2011 | Audi A6 allroad quattro C6/4F | Die zweite Generation des allroad quattro, basierend auf dem Audi A6 C6 Avant. |      |
| 2010–2018 | Audi A7 C7 4G                 | Schrägheck-Limousine auf Basis des A6 mit Sechszylinder-Motoren von 150 kW (204 PS) bis 412 kW (560 PS) im Audi RS7. Erstmals ist ein Head-up-Display verfügbar. |      |
| 2011–2018 | Audi A6 C7 C7                 | Der A6 C7 ist 70 kg leichter als der Vorgänger und soll dank moderner Motoren und den inzwischen üblichen Spritsparmaßnahmen bis zu 19 Prozent weniger verbrauchen als der Vorgänger. |      |
| 2012–2018 | Audi A6 allroad quattro C7    | Anfang 2012 kam die dritte Generation des allroad quattro in den Handel. Sie basiert auf der Kombiversion des A6 C7. |      |
| 2018–2025 | Audi A7 C8 4K                 | Schrägheck Limousine auf Basis des A6 C8 mit vier, sechs und acht Zylindern und einer Leistung von 204 PS (40 TDI) bis 630 PS (RS7). |      |
| 2018–2025 | Audi A6 C8 4K                 | Der A6 C8 basiert auf dem Modularen Längsbaukasten und ist aufgrund seines serienmäßigen Mildhybridantriebs rund 200 kg schwerer als der A6 C7. |      |
| 2019–2025 | Audi A6 allroad quattro C8    | Im Juni 2019 wurde die vierte Generation des allroad quattro auf Basis des A6 C8 Avant vorgestellt. |      |
| seit 2024 | Audi A6 e-tron                | Elektrisch angetriebener A6 auf Basis der PPE-Plattform. |      |
| seit 2025 | Audi A6 C9                    | Verbrenner-Version der A6-Baureihe. Sollte zunächst als A7 vermarktet werden. |      |

##### Oberklasse
| Bauzeit   | Baureihe      | Anmerkung | Bild |
| --------- | ------------- | --- | ---- |
| 1988–1994 | Audi V8 4C    | Der Audi V8 war das erste Oberklassefahrzeug mit Allradantrieb. Er basierte auf dem Audi 100/200 C3, gilt jedoch als Neuentwicklung. Trotz geringer Verkaufszahlen trug er nicht unwesentlich dazu bei, dass Audi heute zu den sogenannten „Premiumherstellern“ zählt. Der V8 war auch in der DTM erfolgreich.                                     |      |
| 1994–2002 | Audi A8 D2 4D | Der Audi A8 war die erste Oberklasselimousine, deren selbsttragende Karosserie vollständig aus Aluminium gebaut wurde. |      |
| 2002–2010 | Audi A8 D3 4E | Auch beim Nachfolger setzt Audi auf leichte Aluminiumbauweise. Erstmals gab es das Infotainmentsystem-Bedienungskonzept MMI, LED-Heckleuchten, Kurvenlicht oder Luftfederung. Der A8 erhielt Mitte 2005 infolge eines Facelifts ebenfalls, wie schon der A6, den Singleframe-Kühlergrill. Im Spätsommer 2007 erhielt der A8 ein weiteres Facelift. |      |
| 2010–2017 | Audi A8 D4 4H | Auch die dritte A8-Generation hat eine Aluminiumkarosserie. Erstmals bekam das Oberklassemodell von Audi LED-Scheinwerfer, einen Nachtsicht-Assistenten oder eine 8-stufige Tiptronic. Seit Frühjahr 2012 gibt es zudem eine Hybrid-Version. |      |
| seit 2017 | Audi A8 D5 4N | Für den A8 D5 stehen zwei 6-Zylinder-Ottomotoren und einem Dieselmotor zur Wahl. Es gibt wieder eine große Anzahl an Assistenzsystemen, welche auch autonomes Fahren (Level 3) ermöglichen. Der A8 D5 ist auch mit längerem Radstand als A8 L erhältlich.                                                                                          |      |
| seit 2021 | Audi A7L      | Im Gegensatz zum in Europa angebotenen A7 wird in China für den lokalen Markt von SAIC Volkswagen zusätzlich eine 5,08 Meter lange Stufenheck-Limousine gebaut. |      |

##### Coupés
| Bauzeit   | Baureihe                 | Anmerkung | Bild |
| --------- | ------------------------ | --- | ---- |
| 1970–1976 | Audi 100 Coupé S C1/F105 | Coupé auf Basis des Audi 100 C1. |      |
| 1980–1988 | Audi Coupé B2 Typ81C/85C | Ein Coupé, das vom Audi 80 B2 abgeleitet wurde. Er war mit Front- oder Allradantrieb und Motoren bis zu 161 kW (220 PS) erhältlich. |      |
| 1988–1996 | Audi Coupé B3 8B/Typ89C  | Coupé auf Basis des Audi 80 B3 mit Vier-, Fünf- und Sechszylinder-Motoren bis 169 kW (230 PS). |      |
| 1998–2006 | Audi TT 8N               | Der erste TT basierte technisch auf der Plattform des VW Golf IV. Zunächst kam er im Herbst 1998 als Coupé auf den Markt, Ende 1999 folgte ein Roadster. |      |
| 2006–2014 | Audi TT 8J               | Der Audi TT erhielt im Frühjahr 2006 als letztes Audi-Modell den Singleframe-Kühlergrill. Der TT erschien zunächst mit einem 147 kW (200 PS) 2-Liter-Turbomotor und dem 184 kW (250 PS) 3,2-l-Sechszylinder. Seit Anfang 2008 ist 1,8-Liter-Turbomotor mit 118 kW (160 PS) sowie ein 2-Liter-Dieselmotor mit 125 kW (170 PS) lieferbar. Das Fahrzeug ist als Coupé und Roadster und auch als TTS (200 kW, 272 PS) und TT RS (250 kW, 340 PS) erhältlich. Der TT erhielt im Frühjahr 2010 ein leichtes Facelift und bekam den überarbeiteten 2,0-Liter-TFSI-Motor mit 155 kW (211 PS). |      |
| 2007–2016 | Audi A5 8T               | Das A5 Coupé wurde Anfang März 2007 auf dem Genfer Auto-Salon offiziell vorgestellt und basiert als erstes Fahrzeug auf dem modularen Längs-Baukasten (MLB) von Audi. Ein Facelift aller Varianten (Coupé, Sportback und Cabriolet) erfolgte im Herbst 2011. |      |
| 2014–2023 | Audi TT FV               | Im März 2014 startete die Fertigung der dritten TT-Generation, die im Herbst desselben Jahres auf den Markt kam. Zunächst stand nur das Coupé zur Verfügung, während der Roadster im Folgejahr erschien. |      |
| 2016–2024 | Audi A5 F5               | Die zweite Generation des Audi A5 wurde 2016 in allen Varianten (Coupé, Sportback und Cabriolet), inklusive der S-Modelle und des RS-Modells vorgestellt. |      |

##### Cabriolets
| Bauzeit   | Baureihe                         | Anmerkung | Bild |
| --------- | -------------------------------- | --- | ---- |
| 1991–2000 | Audi Cabriolet 89/8G             | Das erste Cabrio von Audi. Es basiert auf dem im Herbst 1988 erschienenen Coupé, aber wegen des Modellwechsels im Spätsommer 1991 wurde es dem Audi 80 B4 angepasst. |      |
| 1999–2006 | Audi TT Roadster 8N              | Die Roadster Variante des TT 8N kam ein Jahr nach dem Coupé (Audi TT 8N) auf den Markt. |      |
| 2002–2006 | Audi A4 Cabriolet B6/8H          | Das zweite Cabrio von Audi, das im Frühjahr 2002 auf den Markt kam. Es baut auf der Plattform des Audi A4 B6 auf. |      |
| 2006–2009 | Audi A4 Cabriolet B7/8H          | Überarbeitete Ausführung des A4 Cabriolet, das auf dem Audi A4 B7 basiert. Das A4 Cabrio erhielt ebenfalls das neue Markengesicht von Audi, das durch den Singleframe-Kühlergrill geprägt wird. |      |
| 2006–2009 | Audi S4/Audi RS4 Cabriolet B7/8H | Das Audi S4/RS4 Cabriolet basiert auf dem des Audi A4 B7. Der S4 leistet 253 kW (344 PS), der RS4 309 kW (420 PS), beide aus einem 4,2-l-V8-Motor. |      |
| 2007–2014 | Audi TT Roadster 8J              | Die Roadster Variante kam ein Jahr nach dem Coupé (Audi TT 8J) auf den Markt. |      |
| 2008–2013 | Audi A3 Cabriolet 8P             | Der offene A3 ist das erste Cabriolet in der Kompaktklasse von Audi. |      |
| 2009–2016 | A5 Cabriolet 8F                  | Das dritte Mittelklasse-Cabrio, basierend auf dem A5, und Nachfolger des A4 Cabriolets. |      |
| 2010–2015 | Audi R8 Spyder Typ 42            | Cabrio-Variante des Sportwagens R8. Der 5,2-Liter-V10 mit Allradantrieb leistet 386 kW (525 PS) und ist trotz Softtop über 300 km/h schnell. Als 4,2-Liter-V8 kommt der R8 auf 316 kW (430 PS) und erreicht eine Höchstgeschwindigkeit von 299 km/h. Anfang Juni 2011 wurde der Audi R8 GT Spyder vorgestellt, der wie das geschlossene Coupé 412 kW (560 PS) leistet und eine Höchstgeschwindigkeit von 317 km/h erreicht. Der Zweisitzer ist auf 333 Exemplare limitiert. |      |
| 2014–2020 | Audi A3 Cabriolet 8V             | Das zweite Cabriolet in der Kompaktklasse, welches auf dem Audi A3 8V basiert. |      |
| 2014–2023 | Audi TT Roadster FV              | Der Roadster kam zusammen mit dem Coupé auf den Markt. Er bekam 2018 ein Facelift. |      |
| 2016–2023 | Audi R8 Spyder 4S                | Die 2. Generation der Spyder-Variante des R8, wird von einem 5,2-Liter-V10 angetrieben und leistet 397 kW (540 PS) |      |
| 2016–2024 | Audi A5 Cabriolet F5             | Viertes Mittelklasse-Cabriolet, basierend auf dem aktuellen Audi A5. Wurde gleichzeitig mit dem S-Modell vorgestellt. |      |

##### Sportlimousinen
| Bauzeit   | Baureihe                 | Anmerkung | Bild |
| --------- | ------------------------ | --- | ---- |
| 1989–1991 | Audi 200 quattro 20 V C3 | Die erste Sportlimousine in der gehobenen Mittelklasse von Audi erschien im März 1989, auf Basis des Audi 200 C3/Typ 44. Sein 2,2-l-Fünfzylindermotor leistet 162 kW (220 PS). Das Fahrzeug hat den permanenten Allradantrieb quattro. Der Grundpreis betrug damals in Deutschland 78.850 DM. Von März 1989 bis Juni 1991 wurden 4767 Limousinen und 1616 Avant gebaut. |      |
| 1993–1995 | Audi S2 B4               | Die erste Sportlimousine in der Mittelklasse von Audi erschien Mitte 1993, auf Basis des Audi 80 B4. Wie alle Sportmodelle von Audi hat auch dieses Fahrzeug den permanenten Allradantrieb quattro. Der Grundpreis betrug damals in Deutschland 76.650 DM. Von der S2-Limousine sind in der Zeit von Mitte 1993 bis Anfang 1995 insgesamt 306 Exemplare gebaut worden.  |      |
| 1991–1994 | Audi S4 C4               | Sportversion des Audi 100 C4. Erhältlich ausschließlich mit quattro-Allradantrieb. Zunächst nur mit 2,2-l-Turbo-Reihenfünfzylinder und 169 kW (230 PS), ab 1992 zusätzlich auch mit einem 4,2-l-V8-Motor mit 206 kW (280 PS) angeboten. |      |
| 1994–1997 | Audi S6 C4               | Die Sportvariante des modellgepflegten und in A6 umbenannten C4 hieß nun S6. Der Reihenfünfzylindermotor wurde unverändert übernommen, die Leistung des 4,2-l-V8 stieg auf 213 kW (290 PS). |      |
| 1996–1997 | Audi S6 Plus C4          | Der S6 Plus ist das erste eigenständige Fahrzeug der Quattro GmbH. Der S6 Plus basiert zu großen Teilen auf dem Modell Audi S6 C4 4.2. Die Leistung des 4,2-l-V8 stieg auf 240 kW (326 PS). Insgesamt wurden 97 Limousinen gebaut. |      |
| 1996–2002 | Audi S8 D2/4D            | Die Sportlimousine in der Oberklasse von Audi erschien Anfang 1996 auf Basis des Audi A8 D2/4D. Wie alle Sportmodelle von Audi hat auch dieses Fahrzeug den permanenten Allradantrieb quattro. |      |
| 1999–2004 | Audi S6 C5/4B            | Der 4,2-l-V8-Motor des S6 C5 leistete 250 kW (340 PS). |      |
| 2002–2004 | Audi RS6 C5/4B           | Sportlimousine auf Basis des Audi A6 C5/4B. Erhältlich als Limousine und Avant. |      |
| 2003      | Audi S4 B6/8E            | Sportlimousine auf Basis des Audi A4 B6 mit 4,2-l-V8-Motor (253 kW/344 PS) ohne Aufladung und mit permanentem Allradantrieb. Auch als Avant und Cabriolet erhältlich. |      |
| 2004–2009 | Audi S4 B7/8E            | Sportlimousine auf Basis des Audi A4 B7. Auch als Avant und Cabriolet erhältlich. |      |
| 2004–2008 | Audi RS4 B7/8E           | Sportlimousine auf Basis des Audi A4 B7 mit 4,2-l-V8-FSI-Motor (309 kW/420 PS) ohne Aufladung, mit Benzindirekteinspritzung und permanentem Allradantrieb. 2006 folgen der Avant und das Cabriolet. |      |
| 2006–2010 | Audi S8 D3/4E            | Sportlimousine der Oberklasse auf Basis des Audi A8 D3/4E mit permanentem Allradantrieb quattro und einem V10-Motor mit 331 kW (450 PS). Der S8 stellt neben dem 6-Liter-Zwölfzylinder das Topmodell der A8-Baureihe dar. |      |
| 2006–2010 | Audi S6 C6/4F            | Der Nachfolger des Audi S6 C5 erhält nun anstelle des V8 einen V10-Motor mit 320 kW (435 PS). Wie der Vorgänger ebenfalls mit permanentem Allradantrieb quattro. Der S6 basiert auf dem Audi A6 C6/4F. Erhältlich als Avant und Limousine. |      |
| 2008–2010 | Audi RS6 C6/4F           | Sportlimousine auf Basis des Audi A6 C6. V10-Ottomotor mit Benzindirekteinspritzung (FSI) und Biturbo-Aufladung mit 426 kW (580 PS). |      |
| 2009–2015 | Audi S4 B8/8K            | Der 3-Liter-V6-TFSI-Motor der Mittelklasse-Sportlimousine leistet mit Kompressor und Direkteinspritzung 245 kW (333 PS). Neben dem neuen Motorenkonzept werden als Extras das 7-Stufen-Doppelkupplungsgetriebe S tronic und ein Sportdifferenzial für den serienmäßigen Allradantrieb angeboten.                                                                        |      |
| 2012–2017 | Audi S8 D4/4H            | Oberklasse Sportlimousine auf Basis des D4, angetrieben von einem 520 PS starken V8-Ottomotor. Seit Ende 2015 gibt es eine weitere Version, den S8 plus mit 605 PS. |      |
| 2012–2018 | Audi S6 C7/4G            | Im Frühjahr 2012 kam der S6 auf Basis des A6 C7 auf den Markt. Sein vier Liter großer V8-Ottomotor hat zwei Turbolader, mit denen er 309 kW (420 PS) leistet. |      |
| 2016–2023 | Audi S4 B9/8W            | Im Vergleich zum Vorgänger, von einem Turbolader anstatt eines Kompressors aufgeladen. Fahrzeug basiert auf dem A4 B9. |      |
| 2017–2020 | Audi RS3 8V              | Auf dem Pariser Autosalon präsentierte RS3 Limousine mit einer Leistung von 400 PS. |      |
| seit 2019 | Audi S6 C8/4K            | In Europa erstmals von einem 3,0 - V6 TDI Motor mit 349 PS angetrieben |      |
| seit 2019 | Audi S8 D5               | Oberklasse Sportlimousine auf Basis des A8 D5, angetrieben von einem 571 PS starken V8-Ottomotor. |      |
| seit 2021 | Audi RS3 8Y              | Basierend auf dem Audi A3 8Y, mit einer Leistung von 400 PS. |      |

##### Sportkombis
| Bauzeit   | Baureihe               | Anmerkung | Bild |
| --------- | ---------------------- | --- | ---- |
| 1992–1994 | Audi S4 Avant C4       | Sportkombi auf Basis des Audi 100 Avant C4. 2,2-Liter-Fünfzylinder-Otto-Turbomotor mit 169 kW (230 PS) bzw. 208 kW (280 PS) mit 4,2-l-V8. Serienmäßig mit permanenten Allradantrieb quattro.                                                                                          |      |
| 1993–1995 | Audi S2 Avant B4/8C    | Sportkombi auf Basis des Audi 80 Avant B4/8C. 2,2-Liter-Fünfzylinder-Otto-Turbomotor mit 169 kW (230 PS). Verfügte über den permanenten Allradantrieb quattro. |      |
| 1994–1997 | Audi S6 Avant C4       | Sportkombi auf Basis des Audi A6 C4 Avant, nach Facelift und Umbenennung der Modellreihe in A6 jetzt S6 genannt. 2,2-Liter-Fünfzylinder-Otto-Turbomotor mit 169 kW (230 PS) bzw. 4,2-l-Achtzylinder mit 212 kW (290 PS). Weiterhin nur mit quattro angeboten.                         |      |
| 1994–1996 | Audi Avant RS2 B4/8C   | Sportkombi auf Basis des Audi 80 Avant B4/8C. Entstanden in Kooperation mit Porsche. 2,2-Liter-Fünfzylinder-Otto-Turbomotor mit 232 kW (315 PS). Verfügte über den permanenten Allradantrieb quattro.                                                                                 |      |
| 1996–1997 | Audi S6 Plus Avant C4  | Der S6 Plus ist das erste eigenständige Fahrzeug der Quattro GmbH. Der S6 Plus basiert zu großen Teilen auf dem Modell Audi S6 C4 4.2. Die Leistung des 4,2-l-V8 stieg auf 240 kW (326 PS). Insgesamt wurden 855 Avant gebaut.                                                        |      |
| 1999–2005 | Audi S6 Avant C5/4B    | Angetrieben von einem V8-Ottomotor mit einer Leistung von 250 kW (340 PS). |      |
| 2000–2002 | Audi RS4 B5/8D         | Sportkombi auf Basis des Audi A4 B5. Nachfolger des Audi RS2. 2,7-Liter-V6 mit Biturbo-Aufladung, 280 kW (380 PS) und permanenten Allradantrieb quattro. |      |
| 2002–2004 | Audi RS6 Avant C5/4B   | Sportkombi auf Basis des Audi A6 C5. Erstes RS-Modell, welches auch als Limousine angeboten wurde. 4,2-l-V8-Biturbo-Motor mit 331 kW (450 PS) bzw. 353 kW (480 PS) in der limitierten Version RS6 Plus.                                                                               |      |
| 2008–2010 | Audi S6 Avant C6/4F    | Sportkombi auf Basis des Audi A6 C6. Angetrieben von einem V10-Ottomotor mit 320 kW (435 PS). |      |
| 2006–2009 | Audi RS4 Avant B7/8E   | Sportkombi auf Basis des Audi A4 B7. Anstelle einer Turboaufladung wird ein hochdrehender 4,2-l-V8 mit Benzindirekteinspritzung (FSI), 309 kW (420 PS) und maximal 8250/min eingesetzt.                                                                                               |      |
| 2008–2010 | Audi RS6 Avant C6/4F   | Sportkombi auf Basis des Audi A6 C6. V10-Ottomotor mit Benzindirekteinspritzung (FSI) und Biturbo-Aufladung mit 426 kW (580 PS). |      |
| 2009–2015 | Audi S4 Avant B8/8K    | Neues Konzept für die fünfte S4-Generation: Mittels Kompressor-Aufladung leistet der 3-Liter-Sechszylindermotor 245 kW (333 PS). Ebenfalls neu ist das wahlweise erhältliche 7-Stufen-Doppelkupplungsgetriebe S tronic und ein Sportdifferenzial für den serienmäßigen Allradantrieb. |      |
| 2011–2012 | Audi RS3 Sportback 8PA | Basierend auf dem Audi A3 8PA, mit einer Leistung von 340 PS aus fünf Zylindern. |      |
| 2012–2015 | Audi RS4 Avant B8/8K   | Sportkombi mit dem aus dem RS5 bekannten 331 kW (450 PS) V8-Hochdrehzahlmotor. Die Übertragung erfolgt über eine 7-Stufen-S tronic und permanentem Allradantrieb quattro. |      |
| 2012–2018 | Audi S6 C7/4G          | Im Frühjahr 2012 kam der S6 auf Basis des A6 C7 auf den Markt. Sein vier Liter großer V8-Ottomotor hat Bi-Turboaufladung und leistet maximal 309 kW (420 PS). Im Herbst 2014 gab es ein Facelift.                                                                                     |      |
| 2013–2018 | Audi RS6 Avant C7/4G   | Ausgestattet mit einem 4,0-l-V8-Ottomotor mit Bi-Turboaufladung, Zylinderabschaltung und 412 kW (560 PS). |      |
| 2015–2020 | Audi RS3 Sportback 8V  | Basierend auf dem Audi A3 8V, mit einer Leistung von 367 PS. Nach dem Facelift 2017 wurde die Leistung auf 400 PS angehoben. |      |
| 2016–2023 | Audi S4 Avant B9/8W    | Im Vergleich zum Vorgänger, von einem Turbolader anstatt eines Kompressors aufgeladen. Der Motor hat eine Leistung von 354 PS. Fahrzeug basiert auf dem A4 B9. |      |
| 2017–2024 | Audi RS4 Avant B9/8W   | Er hat, wie der Vorgänger, eine Leistung von 450 PS, aber diesmal aus einem Sechszylinder-Motor. Die Kraft wird über den Serienmäßigen Allradantrieb Quattro und einem 8 Gang Tiptronic Getriebe übertragen.                                                                          |      |
| seit 2019 | Audi S6 Avant C8/4K    | Sportkombi in Europa erstmals von einem 3,0-V6-TDI Motor mit 349 PS angetrieben |      |
| seit 2019 | Audi RS6 Avant C8/4K   | Im Vergleich zu A6 und S6 hat der RS6 eine stark veränderte Karosserie. Der Achtzylindermotor aus dem Vorgänger leistet nun 441 kW (600 PS). |      |
| seit 2021 | Audi RS3 Sportback 8Y  | Basierend auf dem Audi A3 8Y, mit einer Leistung von 400 PS. |      |

##### Sportcoupés
| Bauzeit   | Baureihe                   | Anmerkung | Bild |
| --------- | -------------------------- | --- | ---- |
| 1980–1991 | Audi quattro B2/Typ85Q     | Sportcoupé auf Basis des Audi 80 B2, auch Urquattro bzw. Uri genannt. Erstes Großserienfahrzeug mit permanentem Allradantrieb. Wichtiger Meilenstein im Audi-Pkw-Programm. |      |
| 1990–1995 | Audi S2 Coupé B3/8B/Typ89C | Sportcoupé auf Basis des Audi Coupé B3, mit Reihenfünfzylinder-Turbomotor und 162 kW (220 PS), später 169 kW (230 PS). |      |
| 2007–2016 | Audi S5 8T                 | Wurde zusammen mit dem A5 auf dem Genfer Auto-Salon der internationalen Presse vorgestellt. Mit dem Facelift im Jahr 2011 wurde auch der Motor ausgetauscht: Das S5-Coupé erhielt den 3,0-l-V6-Turbomotor (vorher: 4,2-l-V8-Motor mit 354 PS). Er leistet 333 PS und wurde bereits in den anderen S5- sowie S4-Modellen eingesetzt. Das Sportcoupé basiert auf dem modularen Längsbaukasten. |      |
| 2008–2014 | Audi TTS 8J                | Der TTS leistet durch einen 2-Liter-Turbomotor 200 kW (272 PS). Wahlweise als Coupé oder Roadster sowie mit einer 6-Gang-Handschaltung oder dem Doppelkupplungsgetriebe S tronic erhältlich. Facelift im Jahr 2010. |      |
| 2009–2014 | Audi TT RS 8J              | Der TT RS ist die sportlichste Variante des Audi TT und leistet durch einen 2,5-Liter-Fünfzylinder-Turbomotor 250 kW (340 PS). Er ist wahlweise als Coupé oder Roadster sowie mit einer 6-Gang-Handschaltung erhältlich. |      |
| 2010–2015 | Audi RS5 8T                | Das leistungsstärkste A5-Modell leistet mittels V8-Hochdrehzahlmotor und 4,2 Liter Hubraum 331 kW (450 PS). |      |
| seit 2014 | Audi TTS FV                | Der 2-Liter Turbomotor im TTS leistet 227 kW (310 PS) und ist als Coupé und Cabriolet erhältlich. Die Kraft wird mit dem serienmäßigen Quattro-Antrieb und einem, wahlweise, 6-Gang Schaltgetriebe oder s-Tronic Getriebe, auf die Straße gebracht. |      |
| 2016–2024 | Audi S5 F5                 | Der S5 ist wahlweise als Coupé oder Cabriolet mit Diesel- oder Ottomotor erhältlich. Der Ottomotor leistet maximal 260 kW (354 PS) und der Dieselmotor 255 kW (347 PS). Die Kraft wird über den Quattro-Antrieb und einem 8-Gang Tiptronic Getriebe, auf die Straße gebracht. |      |
| 2016–2024 | Audi TT RS FV              | Der 2,5-Liter Fünfzylindermotor im TT RS leistet 294 kW (400 PS) und bringt die Kraft mit dem permanenten Quattro-Antrieb und einem 7-Gang S-Tronic Getriebe auf die Straße |      |
| 2017–2024 | Audi RS5 F5                | Die zweite Generation des Audi RS5 wurde 2017 auf dem Genfer Auto-Salon vorgestellt. Das Fahrzeug hat einen neu entwickelten V6-BiTurbo-Motor. |      |

##### Sportwagen
| Bauzeit   | Baureihe                  | Anmerkung | Bild |
| --------- | ------------------------- | --- | ---- |
| 1984–1985 | Audi Sport quattro Typ85Q | Sportwagen auf Basis des Audi quattro mit verkürztem Radstand, Karosserie aus mit Aramid- und Glasfasern verstärktem Kunststoff und 225 kW (306 PS). Er wurde aus Gründen der Homologation für die FIA Gruppe B Rallyeweltmeisterschaft in einer Stückzahl von 220 Stück gebaut. Die Rallyeversion S1 war die Basis für die Typologie aller weiteren S-Modelle. |      |
| 2006–2015 | Audi R8 Typ42             | Sportwagen mit Mittelmotor und Aluminiumkarosserie (Audi Space Frame). Der 4,2-l-V8-Motor aus dem RS4 leistet auch hier 309 kW (420 PS). Die Höchstgeschwindigkeit liegt bei 301 km/h. Seit Frühjahr 2009 wird der R8 mit einem 5,2-l-V10-Motor angeboten (386 kW/525 PS) und eine Höchstgeschwindigkeit von 316 km/h (Spyder: 313 km/h) ermöglicht. Im Mai 2010 erschien der auf 333 Fahrzeuge limitierte Audi R8 GT. Der V10 leistet hier 412 kW (560 PS) und erreicht 320 km/h. |      |
| 2015–2024 | Audi R8 4S                | Die zweite Baureihe des Mittelmotorsportwagens war ausschließlich mit 5,2-l-V10-Motor erhältlich und wurde in zwei Leistungsstufen mit 397 kW (540 PS) und 449 kW (610 PS) angeboten. Serienmäßig sind LED-Scheinwerfer, ein Doppelkupplungsgetriebe und das Audi virtual cockpit, welches das analoge Kombiinstrument durch ein LC-Display ersetzt. |      |

##### SUV
| Bauzeit   | Baureihe             | Anmerkung | Bild |
| --------- | -------------------- | --- | ---- |
| 2005–2015 | Audi Q7 4L           | Erstes SUV von Audi mit dritter Sitzreihe und Geländefahrqualitäten. Wird auf gemeinsamer Plattform mit VW Touareg und Porsche Cayenne in Bratislava (Slowakei) produziert. Von 2009 bis 2012 war ein Zwölfzylinder-Turbodieselmotor erhältlich. Facelift im Frühjahr 2009. |      |
| 2008–2016 | Audi Q5 8R           | Das Kompakt-SUV von Audi wird seit Herbst 2008 ausgeliefert. Mit dem Q5 wird erstmals das Doppelkupplungsgetriebe S tronic in einem Audi-Fahrzeug mit längs eingebautem Motor eingesetzt. Wurde auf gemeinsamer Plattform mit dem Porsche Macan (Typ 95B) produziert.       |      |
| 2011–2018 | Audi Q3 8U           | Das zweite Kompakt-SUV von Audi ist seit Herbst 2011 erhältlich. Der Q3 basiert auf der Plattform des Tiguan und wird in Spanien gebaut. |      |
| seit 2015 | Audi Q7 4M           | Wie die erste Generation wird auch die zweite in Bratislava bei Volkswagen Slovakia gebaut. Die Topversion ist der SQ7 mit einem V8-Dieselmotor, Register-Biturbolader und einem elektrischen Verdichter.                                                                   |      |
| seit 2016 | Audi Q2 GA           | Das jüngste und kleinste Kompakt-SUV von Audi ist seit Herbst 2016 erhältlich. Der Q2 basiert auf der MQB-Plattform und wird im Werk Ingolstadt gebaut. |      |
| 2017–2024 | Audi Q5 FY           | Der Q5 FY basiert (wie der Audi A4 B9) auf der MLB-evo-Plattform. Gefertigt wird der Q5 im Audi-Werk in San José Chiapa (Mexiko), das am 30. September 2016 eingeweiht wurde.                                                                                               |      |
| seit 2018 | Audi Q8 4M           | Der Q8 basiert auf der MLB-Plattform, die auch der Q7 benutzt. Der Q8 ist jedoch 40 mm flacher als der Q7 und ist zudem erkennbar an seiner Coupéform. Im Juni 2019 wurde die Sportvariante SQ8 vorgestellt.                                                                |      |
| 2018–2025 | Audi Q3 F3           | Für die zweite Generation des Q3 standen vier Ottomotoren und zwei Dieselmotoren zur Wahl. Der größte Ottomotor im RS Q3 leistet 294 kW (400 PS). Der Q3 basiert wie der Vorgänger auf dem VW Tiguan.                                                                       |      |
| seit 2019 | Audi Q3 Sportback F3 | Der Q3 Sportback ist ein SUV-Coupé, das auf dem Q3 basiert. Er war auch als RS Q3 Sportback mit einer Leistung von 294 kW (400 PS) erhältlich. |      |
| 2021–2024 | Audi Q5 Sportback FY | Auf Basis der zweien Q5-Generation präsentierte Audi im September 2020 das SUV-Coupé. |      |
| seit 2022 | Audi Q6              | Bei SAIC Volkswagen wird der 5,10 Meter lange Q6 gebaut. Er basiert auf dem VW Teramont und wird nur in China vermarktet. |      |
| seit 2024 | Audi Q5 GU           | Der Q5 GU, der im September 2024 vorgestellt wurde, basiert wie der Audi A5 B10 auf der PPC-Plattform. |      |
| seit 2024 | Audi Q5 Sportback GU | Zweite Generation des Q5 Sportback. |      |
| seit 2025 | Audi Q3 FJ           | Die dritte Q3-Generation wurde im Juni 2025 vorgestellt. |      |

#### Elektromodelle seit 2016

##### Zeitleiste
| Zeitleiste der Audi-Elektromodelle seit 2016 | Zeitleiste der Audi-Elektromodelle seit 2016 | Zeitleiste der Audi-Elektromodelle seit 2016 | Zeitleiste der Audi-Elektromodelle seit 2016 | Zeitleiste der Audi-Elektromodelle seit 2016 | Zeitleiste der Audi-Elektromodelle seit 2016 | Zeitleiste der Audi-Elektromodelle seit 2016 | Zeitleiste der Audi-Elektromodelle seit 2016 | Zeitleiste der Audi-Elektromodelle seit 2016 | Zeitleiste der Audi-Elektromodelle seit 2016 | Zeitleiste der Audi-Elektromodelle seit 2016 | Zeitleiste der Audi-Elektromodelle seit 2016 | Zeitleiste der Audi-Elektromodelle seit 2016 |
| -------------------------------------------- | -------------------------------------------- | -------------------------------------------- | -------------------------------------------- | -------------------------------------------- | -------------------------------------------- | -------------------------------------------- | -------------------------------------------- | -------------------------------------------- | -------------------------------------------- | -------------------------------------------- | -------------------------------------------- | -------------------------------------------- |
| Typ                                          | Aktuelle Serie                               | 2010er                                       | 2010er                                       | 2010er                                       | 2010er                                       | 2010er                                       | 2020er                                       | 2020er                                       | 2020er                                       | 2020er                                       | 2020er                                       | 2020er                                       |
| Typ                                          | Aktuelle Serie                               | 5                                            | 6                                            | 7                                            | 8                                            | 9                                            | 0                                            | 1                                            | 2                                            | 3                                            | 4                                            | 5                                            |
| Mittelklasse                                 | E5                                           |                                              |                                              |                                              |                                              |                                              |                                              |                                              |                                              |                                              |                                              | E5                                           |
| Obere Mittelklasse                           | A6 e-tron                                    |                                              |                                              |                                              |                                              |                                              |                                              |                                              |                                              |                                              | A6 e-tron                                    | A6 e-tron                                    |
| Obere Mittelklasse                           | A6L e-tron                                   |                                              |                                              |                                              |                                              |                                              |                                              |                                              |                                              |                                              |                                              | A6L e-tron                                   |
| Obere Mittelklasse                           | S6 e-tron                                    |                                              |                                              |                                              |                                              |                                              |                                              |                                              |                                              |                                              | S6 e-tron                                    | S6 e-tron                                    |
| Oberklasse                                   | e-tron GT                                    |                                              |                                              |                                              |                                              |                                              |                                              | e-tron GT (F8)                               | e-tron GT (F8)                               | e-tron GT (F8)                               | e-tron GT (F8)                               |                                              |
| Oberklasse                                   | S e-tron GT                                  |                                              |                                              |                                              |                                              |                                              |                                              |                                              |                                              |                                              |                                              | S e-tron GT (F8)                             |
| Oberklasse                                   | RS e-tron GT                                 |                                              |                                              |                                              |                                              |                                              |                                              | RS e-tron GT (F8)                            | RS e-tron GT (F8)                            | RS e-tron GT (F8)                            | RS e-tron GT (F8)                            | RS e-tron GT (F8)                            |
| Oberklasse                                   | RS e-tron GT performance                     |                                              |                                              |                                              |                                              |                                              |                                              |                                              |                                              |                                              |                                              | RS e-tron GT performance (F8)                |
| Sportwagen                                   | R8 e-tron                                    | R8 e-tron (4S)                               | R8 e-tron (4S)                               |                                              |                                              |                                              |                                              |                                              |                                              |                                              |                                              |                                              |
| Sport Utility Vehicle                        | Q2L e-tron                                   |                                              |                                              |                                              |                                              | Q2L e-tron (GA)                              | Q2L e-tron (GA)                              | Q2L e-tron (GA)                              | Q2L e-tron (GA)                              | Q2L e-tron (GA)                              | Q2L e-tron (GA)                              |                                              |
| Sport Utility Vehicle                        | Q4 e-tron                                    |                                              |                                              |                                              |                                              |                                              |                                              | Q4 e-tron (FZ)                               | Q4 e-tron (FZ)                               | Q4 e-tron (FZ)                               | Q4 e-tron (FZ)                               | Q4 e-tron (FZ)                               |
| Sport Utility Vehicle                        | Q4 Sportback e-tron                          |                                              |                                              |                                              |                                              |                                              |                                              | Q4 Sportback e-tron (FZ)                     | Q4 Sportback e-tron (FZ)                     | Q4 Sportback e-tron (FZ)                     | Q4 Sportback e-tron (FZ)                     | Q4 Sportback e-tron (FZ)                     |
| Sport Utility Vehicle                        | Q5 e-tron                                    |                                              |                                              |                                              |                                              |                                              |                                              |                                              | Q5 Roadjet e-tron                            | Q5 Roadjet e-tron                            | Q5 Roadjet e-tron                            | Q5 Roadjet e-tron                            |
| Sport Utility Vehicle                        | Q6 e-tron                                    |                                              |                                              |                                              |                                              |                                              |                                              |                                              |                                              |                                              | Q6 e-tron (GF)                               | Q6 e-tron (GF)                               |
| Sport Utility Vehicle                        | Q6L e-tron                                   |                                              |                                              |                                              |                                              |                                              |                                              |                                              |                                              |                                              | Q6L e-tron (GF)                              | Q6L e-tron (GF)                              |
| Sport Utility Vehicle                        | SQ6 e-tron                                   |                                              |                                              |                                              |                                              |                                              |                                              |                                              |                                              |                                              | SQ6 e-tron (GF)                              | SQ6 e-tron (GF)                              |
| Sport Utility Vehicle                        | Q6 Sportback e-tron                          |                                              |                                              |                                              |                                              |                                              |                                              |                                              |                                              |                                              |                                              | Q6 Sportback e-tron (GF)                     |
| Sport Utility Vehicle                        | SQ6 Sportback e-tron                         |                                              |                                              |                                              |                                              |                                              |                                              |                                              |                                              |                                              |                                              | SQ6 Sportback e-tron (GF)                    |
| Sport Utility Vehicle                        | Q8 e-tron                                    |                                              |                                              |                                              |                                              | e-tron (GE)                                  | e-tron (GE)                                  | e-tron (GE)                                  | e-tron (GE)                                  | Q8 e-tron (GE)                               | Q8 e-tron (GE)                               | Q8 e-tron (GE)                               |
| Sport Utility Vehicle                        | SQ8 e-tron                                   |                                              |                                              |                                              |                                              |                                              | e-tron S (GE)                                | e-tron S (GE)                                | e-tron S (GE)                                | SQ8 e-tron (GE)                              | SQ8 e-tron (GE)                              | SQ8 e-tron (GE)                              |
| Sport Utility Vehicle                        | Q8 Sportback e-tron                          |                                              |                                              |                                              |                                              |                                              | e-tron Sportback (GE)                        | e-tron Sportback (GE)                        | e-tron Sportback (GE)                        | Q8 Sportback e-tron (GE)                     | Q8 Sportback e-tron (GE)                     | Q8 Sportback e-tron (GE)                     |
| Sport Utility Vehicle                        | SQ8 Sportback e-tron                         |                                              |                                              |                                              |                                              |                                              | e-tron Sportback S (GE)                      | e-tron Sportback S (GE)                      | e-tron Sportback S (GE)                      | SQ8 Sportback e-tron (GE)                    | SQ8 Sportback e-tron (GE)                    | SQ8 Sportback e-tron (GE)                    |

##### Oberklasse
| Bauzeit   | Baureihe          | Anmerkung | Bild |
| --------- | ----------------- | --- | ---- |
| seit 2021 | Audi e-tron GT FW | Das viersitzige Coupé wird seit Ende 2020 bei Audi Sport in der zum Standort Neckarsulm gehörenden Sportwagenmanufaktur Böllinger Höfe, CO2-neutral hergestellt. Der e-tron GT ist auch als RS e-tron GT mit einer Leistung von 646 PS erhältlich. Mit der Produktaufwertung im Juni 2024 wurden neben dem der neuen Version des RS e-tron GT mit 857 PS, zwei weitere Modelle des e-tron GT eingeführt. Der 680 PS starke S e-tron GT sowie der bisher Leistungsstärkste Serien Audi - der RS e-tron GT performance mit einer Leistung von 925 PS. |      |

##### Sportwagen
| Bauzeit | Baureihe          | Anmerkung | Bild |
| ------- | ----------------- | --- | ---- |
| 2016    | Audi R8 e-tron 4S | Der Audi R8 e-tron wurde im Jahr 2016 in der Sportwagenmanufaktur Böllinger Höfe bei Audi Sport in Heilbronn gebaut. Die zwei Elektromotoren ergaben eine Gesamtleistung von 340 kW (462 PS) ab und haben ein Drehmoment von 920 Nm. Seine Reichweite war mit bis zu 450 Kilometern angegeben. |      |

##### SUV
| Bauzeit   | Baureihe                                | Anmerkung | Bild |
| --------- | --------------------------------------- | --- | ---- |
| 2018–2022 | Audi e-tron GE                          | Das erste in Serie gebaute Elektroauto der Marke wurde im September 2018 in San Francisco vorgestellt und wird seither im CO2-neutralen Audi-Werk Brüssel hergestellt. Seit September 2020 ist auch eine S-Version des Fahrzeugs mit 3 Asynchronmaschinen erhältlich.           |      |
| 2019–2022 | Audi e-tron Sportback GE                | Das SUV-Coupé basiert auf dem Audi e-tron (GE) und wird zusammen diesem im Werk in Brüssel hergestellt. Es wurde am 19. November 2019 auf der Los Angeles Auto Show präsentiert. Seit September 2020 ist auch eine S-Version des Fahrzeugs mit 3 Asynchronmaschinen erhältlich. |      |
| seit 2019 | Audi Q2L e-tron GA                      | Der Q2L e-tron basiert auf der MQB-Plattform und wird bei FAW-Volkswagen im Werk Foshan produziert. |      |
| seit 2021 | Audi Q4 e-tron / Q4 Sportback e-tron FZ | Der SUV ist das fünfte rein elektrisch angetriebene Modell. Gefertigt wird der Q4 e-tron CO2-neutral bei Volkswagen in Zwickau. Der Sportback basiert auf dem Audi Q4 e-tron und wird ebenso in Zwickau produziert.                                                             |      |
| seit 2021 | Audi Q4 e-tron / Q4 Sportback e-tron FZ | Der SUV ist das fünfte rein elektrisch angetriebene Modell. Gefertigt wird der Q4 e-tron CO2-neutral bei Volkswagen in Zwickau. Der Sportback basiert auf dem Audi Q4 e-tron und wird ebenso in Zwickau produziert.                                                             |      |
| seit 2022 | Audi Q5 e-tron                          | Das SUV basiert wie das Schwestermodell VW ID.6 auf dem MEB und ist ausschließlich für China vorgesehen. Im Innenraum ist der Q5 e-tron an den Q4 e-tron angelehnt. |      |
| 2023–2025 | Audi Q8 e-tron / Q8 Sportback e-tron GE | Das SUV ist der Nachfolger des Audi e-tron und basiert auf derselben Plattform. Der Sportback basiert auf dem Audi Q8 e-tron und wurde mit diesem zusammen im CO2-neutralen Audi-Werk Brüssel produziert.                                                                       |      |
| 2023–2025 | Audi Q8 e-tron / Q8 Sportback e-tron GE | Das SUV ist der Nachfolger des Audi e-tron und basiert auf derselben Plattform. Der Sportback basiert auf dem Audi Q8 e-tron und wurde mit diesem zusammen im CO2-neutralen Audi-Werk Brüssel produziert.                                                                       |      |
| seit 2024 | Audi Q6 e-tron / Q6 Sportback e-tron GF | Das Serienmodell wurde im März 2024 vorgestellt und ist technisch ähnlich zum Porsche Macan (Typ XAB). |      |
| seit 2024 | Audi Q6 e-tron / Q6 Sportback e-tron GF | Das Serienmodell wurde im März 2024 vorgestellt und ist technisch ähnlich zum Porsche Macan (Typ XAB). |      |

#### Interne Modellbezeichnungen
Häufig ist auch die interne Bezeichnung zu finden.
| Marke | Marke       | Klasse | Klasse                | Generation | Generation | Derivat | Derivat                  | Erweiterung  | Erweiterung     |
| ----- | ----------- | ------ | --------------------- | ---------- | ---------- | ------- | ------------------------ | ------------ | --------------- |
| kurz  | lang        | 2      | A1/A2/Q2              | 1          | 1          | 0       | Steilheck                | (wenn nötig) | (wenn nötig)    |
| AU    | Audi        | 3      | A3/TT/Q3/Q4           | 2          | 2          | 1       | Stufenheck               | 0            | kurzer Radstand |
| BY    | Bentley     | 4      | A4/A5/Q5              | 3          | 3          | 2       | Kombi/Avant              | 1            | langer Radstand |
| LB    | Lamborghini | 5      | A6/A7/Q7/Q8/e-tron GT | 4          | 4          | 3       | Sportback                |              |                 |
| SE    | Seat        | 6      | A8/R8                 | 5          | 5          | 4       | Coupé, Sportwagen        |              |                 |
| VW    | Volkswagen  | 7      | Q7 (4L)               | 6          | 6          | 5       | Cabrio, Roadster, Spyder |              |                 |
|       |             |        |                       | 7          | 7          | 6       | SUV, Off-Roader          |              |                 |
| 8     | 8           | 7      | Cityvan, Pickup       | 6          | Allroad    |         |                          |              |                 |
| 9     | 9           | 8      | MPV                   |            |            |         |                          |              |                 |
| 0     | 10          |        |                       |            |            |         |                          |              |                 |

Beispiel:
- AU572 = Audi A6 der siebten Generation als Avant (Kombi)
Weiterhin ergibt sich nach diesem Schema auch die Plattformbezeichnung. Die Konzernplattform des Golf mit quer eingebautem Motor erhielt so zum Beispiel den Werkscode PQ35. Bei längs eingebautem Motor wird die Bezeichnung PL vergeben.

#### Besonderheiten bei den Modellbezeichnungen
- Die Sportversion des Audi 80 hieß bereits „Audi S2“ bzw. „Audi RS2“ und die des Audi 100 „Audi S4“, noch bevor die neue Nomenklatur eingeführt wurde.
- Auch die heutigen leistungsgesteigerten Versionen tragen die Bezeichnung „S“. Noch stärker sind die sog. „RS“-Versionen, welche von der Quattro GmbH gefertigt werden. Die Sportversionen sind generell mit dem quattro-Antrieb ausgestattet.

Nur für USA / CDN:
- Audi Fox (baugleich Audi 80 B1)
- Audi 4000 (baugleich Audi 80 B2)
- Audi 5000 (baugleich Audi 100 C2 und C3)

Nur für Südafrika:
- Audi 500 (baugleich Audi 100 C3)

#### Schlüsselnummern
Beim Kraftfahrt-Bundesamt werden Pkw der Marke Audi unter den Herstellerschlüsselnummern (HSN) 0037, 0588, 0590, 0591, 7907, 7967 und 8307 geführt. Eine Ausnahme bildet der Audi 50, der unter der eigentlich VW zugeordneten HSN 0600 läuft, was sich aus seiner Entstehungsgeschichte erklärt.

### Modelle vor dem Zweiten Weltkrieg

#### Liste der Audi-Modelle vor dem Zweiten Weltkrieg
| Bauzeit   | Baureihe            | Anmerkung | Bild |
| --------- | ------------------- | --- | ---- |
| 1910–1912 | Typ A               | Der erste Wagen, den August Horch nach der Gründung seines neuen Unternehmens baute. |      |
| 1911–1917 | Typ B               | Dieser Audi gewann beim österreichischen Alpenrennen 1911. |      |
| 1912–1925 | Typ C „Alpensieger“ | Dieser Audi konnte beim österreichischen Alpenrennen 1912–1914 Erfolge erzielen, das brachte ihm den Namen „Alpensieger“. |      |
| 1911–1920 | Typ D               | Dieser Audi wurde nur 53-mal gebaut. |      |
| 1911–1924 | Typ E               | Mit 50 PS war der Typ E der leistungsstärkste vor dem Ersten Weltkrieg gebaute Audi. |      |
| 1914–1926 | Typ G               | Der kleine Typ G (22 PS) war mit 1122 Exemplaren das erfolgreichste Modell der Audiwerke, bis das Unternehmen in der Auto Union AG aufging. |      |
| 1921–1926 | Typ K               | Die erste Nachkriegsentwicklung, der Typ K, war eines der ersten deutschen Automobile mit Linkslenkung. Mit nur 192 gebauten Wagen war er jedoch kein Verkaufsschlager. |      |
| 1924–1928 | Typ M               | Der Typ M hatte einen Sechszylindermotor mit einem Kurbelgehäuse aus Leichtmetall, die Ventilsteuerung geschah durch eine obenliegende Nockenwelle und der Wagen war mit einer Vierradbremse ausgestattet. Doch auch dieses Edelauto ließ sich kaum verkaufen, nur 228 Stück wurden gebaut. |      |
| 1927–1929 | Typ R „Imperator“   | Mit dem 100 PS leistenden Imperator steuerte Audi geradewegs in den Bankrott. Gerade einmal 145 wurden davon gebaut. |      |
| 1929–1932 | Typ SS „Zwickau“    | Nach der Übernahme von Audi durch DKW wurde der neue Typ SS, der den Namen „Zwickau“ erhielt, mit einem 5,1-l-Achtzylindermotor von Rickenbacker ausgestattet. |      |
| 1930–1932 | Typ T „Dresden“     | Der neue Wagen mit Sechszylindermotor von Rickenbacker erhielt den Namen „Dresden“. Der neue „Konfektionsmotor“ hatte jedoch zahlreiche technische Mängel, so blieb es bei nur 76 Exemplaren.                                                                                               |      |
| 1931      | Typ P               | Der Typ P war ein mit einem 30 PS Viertaktmotor von Peugeot ausgestatteter DKW, der unter dem Namen Audi verkauft wurde. Er wurde nur von Mai bis Oktober 1931 in 327 Exemplaren gebaut. |      |
| 1933–1934 | Audi Front (Typ UW) | Das erste europäische Auto der gehobenen Mittelklasse mit Frontantrieb und Sechszylindermotor. |      |
| 1935–1938 | Audi 225            | Der Audi 225 ist die technische Weiterentwicklung des Audi Front Typ UW. |      |
| 1938–1940 | Audi 920            | Der Audi 920 setzte wieder auf den bewährten Hinterradantrieb. Er wurde im Horch-Werk gefertigt, da im Audi-Werk mittlerweile DKW vom Band liefen. |      |

### Prototypen, Showcars, Technikträger
- Audi Karmann Asso di Picche (1973)
- Audi Quartz (1981)
- Audi Studie Auto 2000 (1981)
- Audi Duo (Hybridfahrzeug auf Basis des 100 Avant quattro mit Benzin- und Elektromotor) (1989)
- Audi quattro spyder (1991)
- Audi Avus quattro (1991)
- Audi ASF (Audi Space Frame) (1993)
- Audi TT Concept (1995)
- Audi TTS Roadster (1995)
- Audi AL2 Open End (1997)
- Audi AL2 (1997)
- Audi Rosemeyer (2000)
- Audi Steppenwolf (Audi) (2000)
- Audi Avantissimo (2001)
- Audi Pikes Peak quattro (2003)
- Audi Nuvolari quattro (2003)
- Audi Le Mans quattro (2003)
- Audi RSQ (2004, nur für den Film I, Robot gebaut)
- Audi A2H2 (2004)
- Audi allroad quattro concept (2005)
- Audi Q7 hybrid (2005)
- Audi Shooting Brake concept (2005)
- Audi Roadjet concept (2006)
- Audi Q7 V12 TDI (2006)
- Audi Cross Coupé quattro (2007)
- Audi A1 project quattro (2007) (stand als Audi Metroproject quattro auf der Messe, ist danach namensrechtlich von Metro AG untersagt worden)
- Audi Cross Cabriolet quattro (2007)
- Audi Q7 coastline (2007)
- Audi R8 V12 TDI concept (2008)
- Audi R8 TDI Le Mans (2008)
- Audi A3 TDI clubsport (2008)
- Audi TT clubsport quattro (2008)
- Audi A1 Sportback concept (2008)
- Audi Sportback concept (2009)[75]
- Audi TTS Pikes Peak (Technikträger) (2009)
- Audi e-tron (2009)
- Audi R8 e-tron (2010)
- Audi A8 hybrid (2010)
- Audi e-tron spyder (2010)
- Audi quattro concept (2010)
- Audi A1 e-tron (2010)
- Audi A3 concept (2011)
- Audi A3 e-tron concept (2011)
- Audi A1 clubsport quattro (2011)
- Audi A2 concept (2011)
- Audi urban concept (2011)
- Audi crosslane coupé (2012)
- Audi A6 L e-tron concept (2012)
- Audi Q3 jinlong yufeng (2012)
- Audi RS Q3 concept (2012)
- Audi Q3 red track (2012)
- Audi TT ultra quattro concept (2013)
- Audi nanuk quattro concept (2013)
- Audi Sport quattro concept (2013)
- Audi allroad shooting brake (2014)
- Audi Sport quattro laserlight concept (2014)
- Audi TT quattro sport concept (2014)
- Audi TT offroad concept (2014)
- Audi A3 clubsport quattro concept (2014)
- Audi RS 5 TDI concept (Technikträger) (2014)
- Audi A6 TDI concept (Technikträger) (2014)
- Audi TT Sportback concept (2014)
- Audi RS 7 piloted driving concept (Technikträger) (2014)
- Audi prologue (2014)
- Audi A7 Sportback h-tron (Technikträger) (2014)
- Audi prologue piloted driving (2015)
- Audi prologue Avant (2015)
- Audi prologue allroad (2015)
- Audi R8 e-tron piloted driving (2015)
- Audi TT clubsport turbo (2015)
- Audi e-tron quattro concept (2015)
- Audi h-tron quattro concept (2016)
- Audi Q8 concept (2017)
- Audi Q8 sport concept (2017)
- Audi e-tron Sportback concept (2017)
- Audi AI:CON (2017)
- Audi Elaine (2017)
- Audi e-tron Vision Gran Turismo (2018)
- Audi AI:RACE (2018)
- Audi e-tron GT concept (2018)
- Audi Q4 e-tron concept (2019)
- Audi AI:ME (2019)
- Audi AI:TRAIL quattro (2019)
- Audi Q4 Sportback e-tron concept (2020)
- Audi A6 e-tron concept (2021)
- Audi skysphere concept (2021)
- Audi grandsphere concept (2021)
- Audi A6 Avant e-tron concept (2022)
- Audi urbansphere concept (2022)
- Audi activesphere concept (2023)

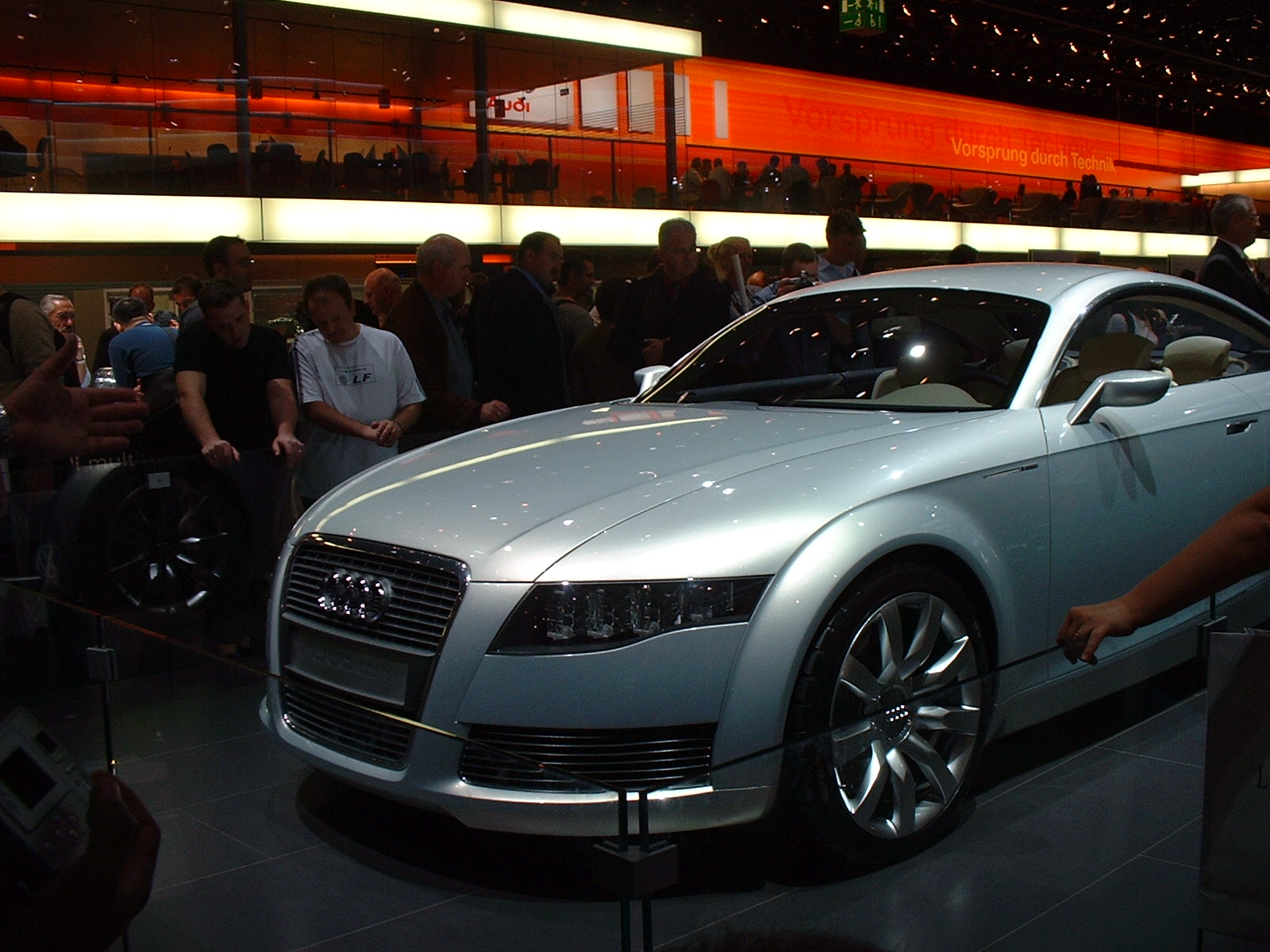
Audi Nuvolari-Studie auf der IAA 2003
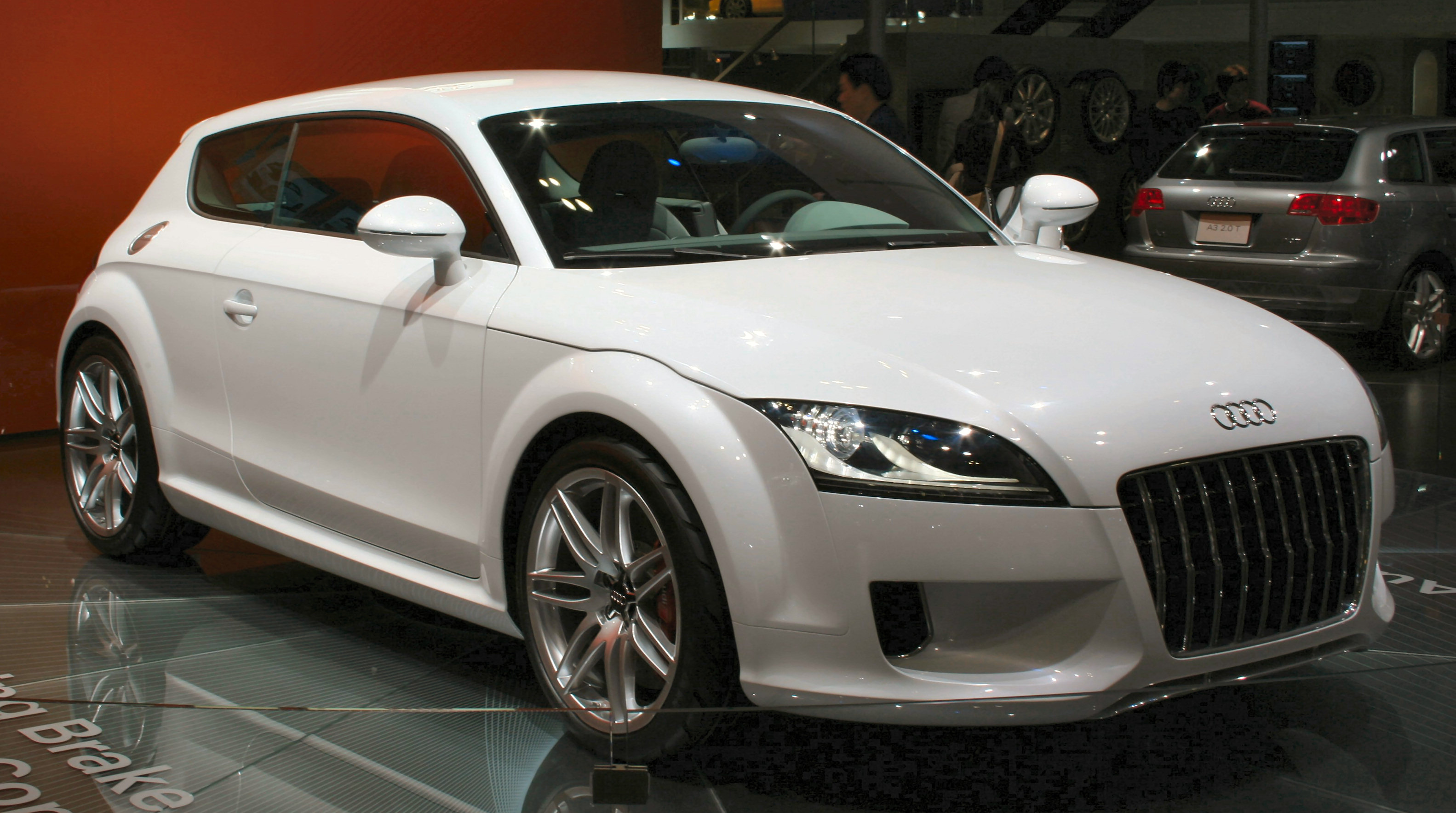
Audi Shooting Brake Concept auf der Tokyo Motor Show 2005
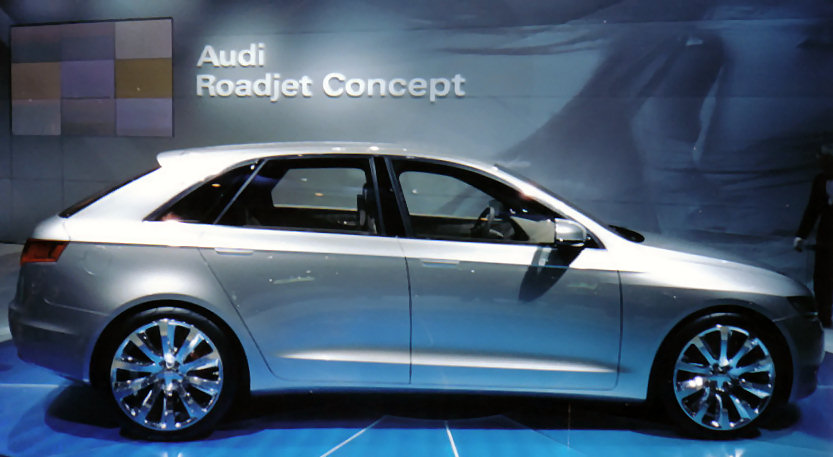
Audi Roadjet Concept im Jahr 2006 auf der NAIAS
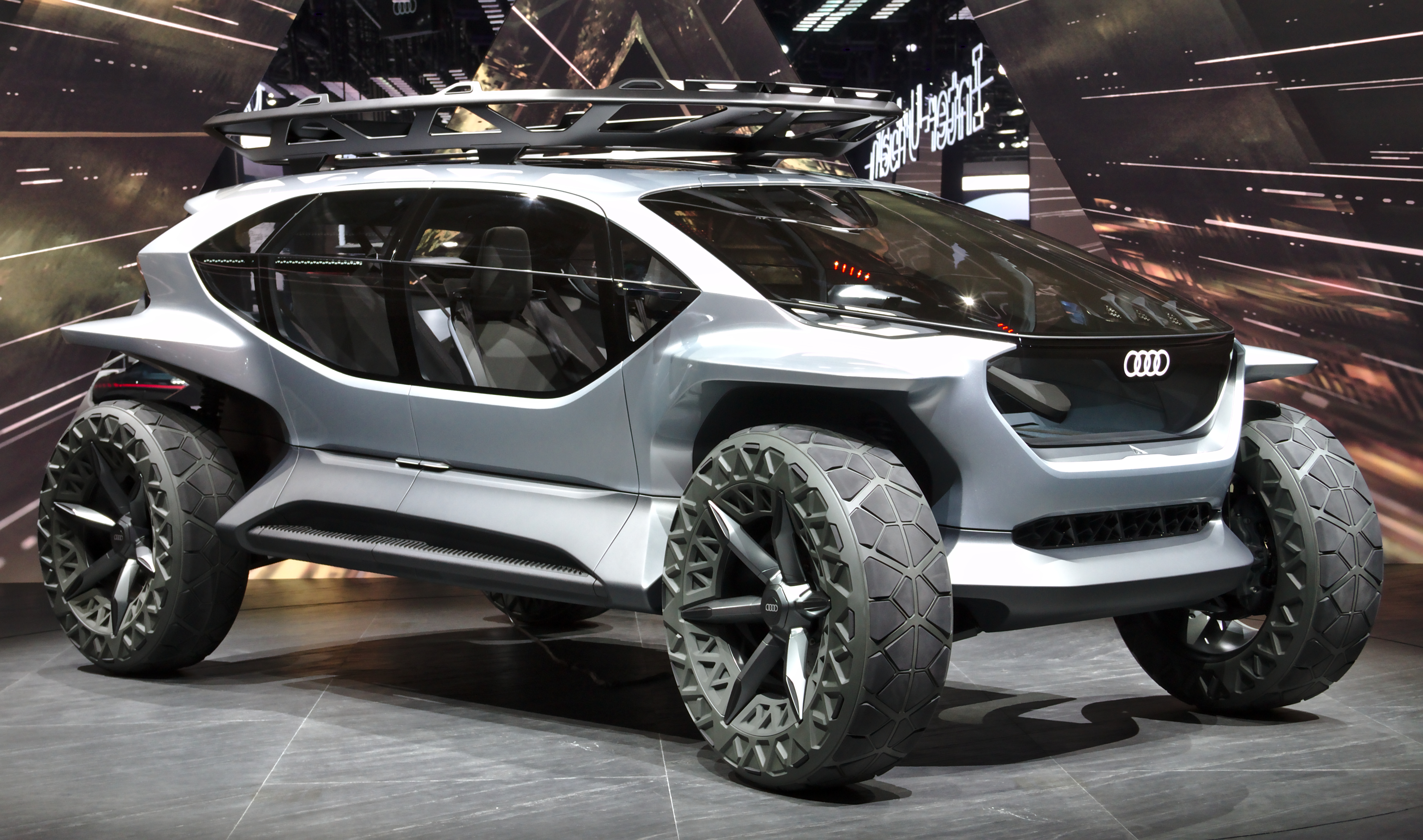
Audi AI:Trail quattro Concept auf der IAA 2019

## Produktionsdaten

### Standorte der Audi Group
Audi betreibt außer den beiden deutschen Stammwerken Ingolstadt und Neckarsulm auch in Győr (Ungarn), Brüssel (Belgien) und San José Chiapa (Mexiko) Autofabriken. Des Weiteren werden Fahrzeuge der Marke Audi auch in den Volkswagen-Werken Zwickau und Bratislava (Slowakei), dem Škoda-Werk in Aurangabad (Indien) und dem Seat-Werk in Martorell (Spanien) gefertigt. In Asien werden außerdem Audi-Fahrzeuge in Kooperation mit FAW in Foshan und Changchun (China) gebaut. In Brasilien betreibt Audi zusammen mit Volkswagen ein gemeinsames Werk in Curitiba.

#### Standorte Audi
| Name                                                  | Produktionsland | Produktionsort       | Produktionsjahre                            | Mitarbeiter (2023) | Produktion (2024)                                | Produkte | Anmerkung |
| ----------------------------------------------------- | --------------- | -------------------- | ------------------------------------------- | ------------------ | ------------------------------------------------ | --- | --- |
| Europa                                                |                 |                      |                                             |                    |                                                  | | |
| AUDI AG                                               | Deutschland     | Ingolstadt           | seit 1965                                   | 40.118             | 336.783                                          | A3 allstreet, A3 allstreet TFSIe, A3 Limousine, S3 Limousine, RS 3 Limousine, A3 Sportback, A3 Sportback TFSIe, S3 Sportback, RS 3 Sportback, A6 Sportback e-tron, S6 Sportback e-tron, A6 Avant e-tron, S6 Avant e-tron, Q2, SQ2, Q6 e-tron, SQ6 e-tron, Q6 Sportback e-tron, SQ6 Sportback e-tron | Hauptsitz der Audi AG (seit 1985) |
| AUDI AG                                               | Deutschland     | Ingolstadt           | seit 1965                                   | 40.118             | 336.783                                          | Historische Produkte: F103, 50, 80, 100, A4, A5 | Hauptsitz der Audi AG (seit 1985) |
| AUDI AG                                               | Deutschland     | Münchsmünster        | seit 2013                                   | 830 (2020)         | 21,3 Mio. (2020)                                 | Komponentenwerk: Fahrwerk, Strukturbauteile | |
| AUDI AG                                               | Deutschland     | Neckarsulm           | seit 1880 (1969 Fusion mit Auto Union GmbH) | 15.515             | 135.307                                          | A5 Limousine, A5 Limousine e-hybrid, S5 Limousine, A5 Avant, A5 Avant e-hybrid, S5 Avant, A6 Limousine, A6 Limousine e-hybrid, A6 Avant, A6 Avant e-hybrid, A8, A8 TFSIe, A8 L, A8 L TFSIe, A8 L Horch, S8, S8 L                                                                                    | Ehemaliger Sitz der NSU AG |
| AUDI AG                                               | Deutschland     | Neckarsulm           | seit 1880 (1969 Fusion mit Auto Union GmbH) | 15.515             | 135.307                                          | Historische Produkte: A2, A5 Cabriolet (alle Derivate - B8/B9), A7 (alle Derivate - C7/C8), RS 6 Limousine | Ehemaliger Sitz der NSU AG |
| Audi Sport GmbH                                       | Deutschland     | Neckarsulm           | seit 1996                                   | 1.340              | –                                                | Individualisierung; Accessoires | Individualisierung; Accessoires |
| Audi Sport GmbH                                       | Deutschland     | Heilbronn            | seit 2014                                   | 1.340              |                                                  | e-tron GT, S e-tron GT, RS e-tron GT, RS e-tron GT performance | |
| Audi Sport GmbH                                       | Deutschland     | Heilbronn            | seit 2014                                   | 1.340              | Historische Produkte: R8 42, R8 4S, e-tron GT F8 | | |
| Audi Sport GmbH                                       | Deutschland     | Neuburg an der Donau | seit 2014                                   | 400                | –                                                | Kompetenz-Center Motorsport: Werksport und Kundensport; Fahrtrainings der Audi driving experience | Kompetenz-Center Motorsport: Werksport und Kundensport; Fahrtrainings der Audi driving experience |
| Volkswagen Sachsen GmbH                               | Deutschland     | Zwickau              | seit 2021                                   | –                  | 86.507                                           | Q4 e-tron, Q4 Sportback e-tron | zusammen mit VW ID.3, ID.4, ID.5 & CUPRA Born |
| Audi Brussels S.A./N.V.                               | Belgien         | Brüssel              | 2007–2025                                   | –                  | 15.212                                           | Historische Produkte: A1 8X, e-tron (GE), Q4 e-tron, Q8 e-tron | Historische Produkte: A1 8X, e-tron (GE), Q4 e-tron, Q8 e-tron |
| VOLKSWAGEN SLOVAKIA, a.s.                             | Slowakei        | Bratislava           | seit 2005                                   | –                  | 103.070                                          | Q7, Q7 TFSIe, SQ7, Q8, Q8 TFSIe, SQ8, RS Q8 | zusammen mit Porsche Cayenne & VW Touareg |
| VOLKSWAGEN SLOVAKIA, a.s.                             | Slowakei        | Bratislava           | seit 2005                                   | –                  | 103.070                                          | Historische Produkte: Q7 4L | zusammen mit Porsche Cayenne & VW Touareg |
| Audi Tooling Barcelona S.L.                           | Spanien         | Martorell            | seit 2003                                   | 150                | –                                                | Werkzeug- und Anlagenbau für Audi & SEAT | |
| SEAT, S.A.                                            | Spanien         | Martorell            | seit 2011                                   | –                  | 68.014                                           | A1 Sportback, A1 allstreet, RS 3 LMS | -> RS 3 LMS (Karosserie aus Ingolstadt, Motor aus Győr) |
| SEAT, S.A.                                            | Spanien         | Martorell            | seit 2011                                   | –                  | 68.014                                           | Historische Produkte: Q3 8U | -> RS 3 LMS (Karosserie aus Ingolstadt, Motor aus Győr) |
| Audi Hungaria Zrt.                                    | Ungarn          | Győr                 | seit 1994                                   | 11.431             | 1.580.991 Antriebe                               | Komponentenwerk: Motoren, CKD-Motoren, E-Antrieb | |
| Audi Hungaria Zrt.                                    | Ungarn          | Győr                 | 1998–2013                                   | 11.431             | –                                                | Endmontage des TT Coupé, TT Roadster (1998–2014), A3 Cabriolet (2008–2013), RS 3 Sportback (2011–2013) | Endmontagewerk: lackierte Karosserie aus Ingolstadt |
| Audi Hungaria Zrt.                                    | Ungarn          | Győr                 | seit 2013                                   | 11.431             | 161.985                                          | Q3, Q3 e-hybrid, Cupra Terramar, Cupra Terramar eHybrid | |
| Audi Hungaria Zrt.                                    | Ungarn          | Győr                 | seit 2013                                   | 11.431             | 161.985                                          | Historische Produkte: A3/S3/RS 3 Limousine, A3/S3 Cabriolet (alle Baureihe 8V), TT/TTS/TT RS Coupe/Roadster (alle Baureihe FV) | |
| Asien                                                 |                 |                      |                                             |                    |                                                  | | |
| Audi China                                            | China           | Peking               | seit 2009                                   | 773                | –                                                | Hauptsitz der Audi China – Geschäftsbereiche: - Audi R&D Beijing - Brand Management und Sales & Marketing - Digital Business - Unternehmensstrategie und Planung - Audi China Sourcing - Qualität/Technische Dienstleistungen                                                                       | Hauptsitz der Audi China – Geschäftsbereiche: - Audi R&D Beijing - Brand Management und Sales & Marketing - Digital Business - Unternehmensstrategie und Planung - Audi China Sourcing - Qualität/Technische Dienstleistungen |
| Audi FAW NEV Company Ltd.                             | China           | Changchun            | seit 2024                                   | –                  | –                                                | Q6L e-tron, Q6L Sportback e-tron | |
| FAW-Volkswagen Automotive Company, Ltd.               | China           | Changchun            | seit 1988                                   | –                  |                                                  | A4 L Limousine, A5 L Limousine, A6 L Limousine, Q5 L, Q5 L Sportback | |
| FAW-Volkswagen Automotive Company, Ltd.               | China           | Foshan               | seit 2013                                   | –                  |                                                  | Q2 L, Q4 e-tron | |
| FAW-Volkswagen Automotive Company, Ltd.               | China           | Tianjin              | seit 2018                                   | –                  |                                                  | Q3, Q3 Sportback | |
| FAW-Volkswagen Automotive Company, Ltd.               | China           | Qingdao              | seit 2018                                   | –                  |                                                  | A3 L Limousine, A3 Sportback | |
| FAW-Volkswagen Automotive Company, Ltd.               | China           | Qingdao              | seit 2018                                   | –                  | –                                                | Komponentenwerk: Hochvoltbatterien | |
| SAIC-Volkswagen Automotive Company, Ltd.              | China           | Anting               | seit 2021                                   | –                  |                                                  | A7 L Limousine, Q5 Roadjet e-tron | |
| SAIC-Volkswagen Automotive Company, Ltd.              | China           | Ningbo               | seit 2022                                   | –                  |                                                  | Q6 Roadjet | |
| Volkswagen Automatic Transmission Tianjin             | China           | Tianjin              | seit 2016                                   | –                  | –                                                | Komponentenwerk: 7-Gang S-tronic Getriebe | |
| ŠKODA AUTO INDIA PVT, LTD.                            | Indien          | Aurangabad           | seit 2007                                   | –                  | 7.317                                            | A4 Limousine, A6 Limousine, Q3, Q3 Sportback, Q5, Q7 | |
| ŠKODA AUTO INDIA PVT, LTD.                            | Indien          | Aurangabad           | seit 2007                                   | –                  | –                                                | Komponentenwerk: Parts & Components | |
| DRB - Hicom                                           | Malaysia        | Pekan                | seit 2025                                   | –                  |                                                  | Q7 | im SKD-Verfahren |
| Nordamerika                                           |                 |                      |                                             |                    |                                                  | | |
| Audi México S.A. de C.V.                              | Mexiko          | San José Chiapa      | seit 2016                                   | 5.675              | 144.638                                          | Q5, Q5 e-hybrid, SQ5, Q5 Sportback, Q5 Sportback e-hybrid, SQ5 Sportback | |
| Südamerika                                            |                 |                      |                                             |                    |                                                  | | |
| Audi do Brasil Indústria e Comércio de Veiculos Ltda. | Brasilien       | Curitiba             | seit 2020                                   |                    | 1.359                                            | | im SKD-Verfahren; Verbundfertigung mit Volkswagen do Brasil Indústria de Veículos Automotores Ltda. |

Zu den bisherigen Produktionsstätten der Marke zählt auch das ehemalige Volkswagenwerk Kaluga in Russland (bis 2023).

#### Standorte des Audi Konzern
Des Weiteren produzieren die Audi-Töchter Automobili Lamborghini S.p.A. in Sant’Agata Bolognese (Italien), die Bentley Motors Ltd. in Crewe (Vereinigtes Königreich) und Ducati Motor Holding S.p.A. in Bologna (Italien), Amphur Pluakdaeng (Thailand), Córdoba (Argentinien) und in Manaus (Brasilien). Die Italdesign Giugiaro S.p.A. mit Sitz in Moncalieri, Turin (Italien) ist seit 2010 ebenfalls ein Teil der Audi Group.
| Name                                                         | Produktionsland        | Produktionsort       | Produktionsjahre       | Mitarbeiter (2024) | Produktion (2024) | Produkte | Anmerkung        |
| ------------------------------------------------------------ | ---------------------- | -------------------- | ---------------------- | ------------------ | ----------------- | --- | ---------------- |
| Europa                                                       |                        |                      |                        |                    |                   | |                  |
| Automobili Lamborghini S.p.A.                                | Italien                | Sant’Agata Bolognese | seit 1998 (Audi Group) | 2.872              | 12.200            | Revuelto, Temerario, Urus, Urus Perfomanté, Urus SE                                                                  |                  |
| Automobili Lamborghini S.p.A.                                | Italien                | Sant’Agata Bolognese | seit 1998 (Audi Group) | 2.872              | 12.200            | Historische Produkte: Aventador, Gallardo, Huracán Murciélago, Sián                                                  |                  |
| Automobili Lamborghini S.p.A.                                | Italien                | Sant’Agata Bolognese | seit 1998 (Audi Group) | 2.872              | –                 | Komponentenwerk: V12-Motoren                                                                                         |                  |
| Ducati Motor Holding S.p.A.                                  | Italien                | Bologna              | seit 2012 (Audi Group) |                    | 49.857            | DesertX, Diavel, Hypermotard, Monster, Multistrada, Offroad, Panigale V2/V4, Scrambler, Streetfighter, SuperSport    |                  |
| Italdesign Giugiaro S.p.A.                                   | Italien                | Moncalieri           | seit 2010 (Audi Group) |                    | –                 | Designstudio | Designstudio     |
| Bentley Motors Ltd.                                          | Vereinigtes Königreich | Crewe                | seit 2022 (Audi Group) | 4.254              | 11.224            | Bentayga, Bentayga Hybrid, Bentayga EWB, Continental GT, Continental GT Convertible, Flying Spur, Flying Spur Hybrid |                  |
| Bentley Motors Ltd.                                          | Vereinigtes Königreich | Crewe                | seit 2022 (Audi Group) | 4.254              | 11.224            | Historische Produkte: Batur, Bacalar, Continental Flying Spur, Mulsanne 3Y                                           |                  |
| Asien                                                        |                        |                      |                        |                    |                   | |                  |
| Ducati Motor (Thailand) Co., Ltd.                            | Thailand               | Pluak Daeng          | seit 2012 (Audi Group) |                    | 4.481             | DesertX, Diavel, Hypermotard, Monster, Multistrada, Panigale, Scrambler, Streetfighter                               |                  |
| Südamerika                                                   |                        |                      |                        |                    |                   | |                  |
| Volkswagen Argentina S.A.                                    | Argentinien            | Córdoba              | seit 2022              |                    | 538               | DesertX, Multistrada, Scrambler Icon                                                                                 | im CKD-Verfahren |
| DAFRA da Amazônia Indústria e Comércio de Motocicletas Ltda. | Brasilien              | Manaus               | seit 2012 (Audi Group) |                    | 1.080             | DesertX, Diavel, Hypermotard, Multistrada, Scrambler                                                                 |                  |

### Produktionszahlen
| Jahr | Automobile | Antriebe  | Motorräder |
| ---- | ---------- | --------- | ---------- |
| 2024 | 1.692.152  | 1.580.991 | 55.956     |
| 2023 |            |           |            |
| 2022 | 1.171.896  | 1.581.164 | 70.295     |
| 2021 | 1.581.164  | 1.620.767 | 59.214     |
| 2020 | 1.664.265  | 1.661.599 | 44.827     |
| 2019 | 1.802.073  | 1.969.731 | 51.723     |
| 2018 | 1.871.386  | 1.955.532 | 53.320     |
| 2017 | 1.879.840  | 1.966.434 | 56.743     |
| 2016 | 1.903.259  | 1.927.838 | 56.978     |
| 2015 | 1.830.334  | 2.023.618 | 55.551     |
| 2014 | 1.804.624  | 1.974.846 | 45.339     |
| 2013 | 1.608.048  | 1.926.724 | 45.018     |
| 2012 | 1.469.205  | 1.916.604 | 15.734 1   |
| 2011 | 1.365.499  | 1.884.157 |            |
| 2010 | 1.150.018  | 1.648.193 |            |
| 2009 | 0 932.260  | 1.384.240 |            |
| 2008 | 1.029.041  | 1.901.760 |            |
| 2007 | 0 980.880  | 1.915.633 |            |
| 2006 | 0 926.180  | 1.895.695 |            |
| 2005 | 0 811.522  | 1.695.045 |            |
| 2004 | 0 784.972  | 1.485.536 |            |
| 2003 | 0 761.582  | 1.342.883 |            |
| 2002 | 0 735.913  | 1.284.488 |            |
| 2001 | 0 727.033  | 1.225.448 |            |
| 2000 | 0 650.850  | 1.187.666 |            |

2011 hat die Audi AG rund 1.302.650 Automobile verkauft und damit ihren bisherigen Absatzrekord aus dem Vorjahr um über 210.200 Einheiten übertroffen.
- China stieg mit 313.036 Auslieferungen erstmals zum größten Einzelmarkt für Audi auf.
- In Europa stiegen die Verkäufe um 12,1 Prozent auf rund 726.300 Autos
- in den USA: 117.561 Autos, eine Steigerung von 15,7 Prozent gegenüber dem Jahr 2010.

„‚2011 war ein beispielloses Jahr in der Audi-Geschichte: Nie zuvor haben wir in einem Jahr so viele neue Kunden gewonnen‘“

### Neuzulassungen von Audi-Pkw in Deutschland
| Jahr | Einheiten | Marktanteil |
| ---- | --------- | ----------- |
| 2022 | 213.410   | 8,0 %       |
| 2021 | 181.877   | 6,9 %       |
| 2020 | 213.439   | 7,3 %       |
| 2019 | 267.195   | 7,4 %       |
| 2018 | 255.300   | 7,4 %       |
| 2017 | 283.196   | 8,2 %       |
| 2016 | 289.617   | 8,64 %      |
| 2015 | 269.047   | 8,39 %      |
| 2014 | 259.459   | 8,54 %      |
| 2013 | 251.952   | 8,53 %      |
| 2012 | 266.582   | 8,60 %      |
| 2011 | 250.708   | 7,90 %      |
| 2010 | 226.872   | 7,78 %      |
| 2009 | 234.861   | 6,19 %      |
| 2008 | 251.393   | 8,14 %      |
| 2007 | 249.305   | 7,92 %      |
| 2006 | 262.356   | 7,57 %      |
| 2005 | 248.765   | 7,44 %      |
| 2004 | 235.652   | 7,21 %      |
| 2003 | 238.742   | 7,38 %      |

### Neuzulassungen von Audi-Pkw im Deutschen Reich von 1933 bis 1938
| Jahr | Zulassungszahlen |
| ---- | ---------------- |
| 1933 | 627              |
| 1934 | 1122             |
| 1935 | 716              |
| 1936 | 844              |
| 1937 | 758              |
| 1938 | 332              |

## Motorsport
Mit der Motorsportabteilung der Audi Sport GmbH, nimmt Audi werksseitig an der FIA-Formel-E teil.
Neben dem werksseitigen Motorsport stellt Audi Sport customer racing Kunden seit 2009 diverse Modelle für GT2, GT3, GT4 und TCR Motorsport zur Verfügung.
Audi tritt ab 2026 mit einer eigens entwickelten Antriebseinheit („Power Unit“) in der FIA-Formel-1 an. Das Projekt wird am Standort von Audi Sport in Neuburg an der Donau bei Ingolstadt beheimatet sein. Damit entsteht erstmals nach mehr als einem Jahrzehnt wieder ein Formel-1-Antrieb in Deutschland. Als Fahrer hat Audi den deutschen Nico Hülkenberg verpflichtet, der nach der Saison 2025 bei Sauber, für das Audi-Werksteam antreten wird. Ab 2026 wird bei der Power Unit, bestehend aus Elektromotor, Batterie, Steuerungselektronik und Verbrennungsmotor, der Anteil der elektrischen Leistung gegenüber den heutigen Formel-1-Antrieben stark zunehmen. Der elektrische Antrieb wird dann annähernd so viel Leistung haben wie der Verbrennungsmotor, der auf ca. 400 kW (544 PS) kommt. Die hocheffizienten 1,6-Liter-Turbomotoren werden mit nachhaltigem synthetischem Kraftstoff betrieben – ebenfalls eine Voraussetzung von Audi für den Einstieg, denn das Unternehmen will bis 2027 die Kernsegmente elektrifizieren und hat sich ein rein elektrisches Portfolio als Ziel definiert.

## Sponsoring und Produktplatzierung

### Sport
Neben diversen Fußballvereinen, sponsert Audi auch den Wintersport, das Segeln, regionale Mannschaften/Events und den eSport.

#### Fußball

##### Audi Cup
2009, im Jahr des 100-jährigen Unternehmensjubiläums, richtete Audi zum ersten Mal in der Münchener Allianz Arena den Audi Cup aus. In einem zweitägigen Turnier trafen dabei der FC Bayern München, die AC Mailand, Manchester United und die Boca Juniors aufeinander. Seitdem wird das Einladungsturnier alle zwei Jahre ausgetragen.

##### FC Bayern München
Seit 2002 sind Audi und FC Bayern München Fahrzeugpartner. Im Jahr 2011 erwarb Audi einen Anteil von 8,33 % an der FC Bayern München AG und erweiterte sein Sponsoring.
Im Zusammenhang mit der Hoeneß-Steueraffäre um den Aufsichtsratsvorsitzenden der FC Bayern München AG wurde neben anderen Großsponsoren auch Audi sowohl von Politik als auch medialer Öffentlichkeit dafür kritisiert, nicht darauf bestanden zu haben, dass Hoeneß als Beschuldigter eines Steuerstrafverfahrens den Vorsitz des Aufsichtsrates niederlegt oder zumindest ruhen lässt.
Auch sponsert Audi seit 2017, die jährliche Vorbereitungstour (Audi Summer Tour), welche die Bayern 2017 nach China und 2018, 2019 in die USA führte.
Seit Oktober 2021 sponsert Audi neben der Männermannschaft, auch das Frauenteam als Fahrzeugpartner.

##### Fahrzeugpartner

###### National
In Deutschland werden die Erstliga Profiklubs von FC Augsburg (seit 2015, über Schwaba GmbH), TSG Hoffenheim Herren (seit 2009, über Audi AG), TSG Hoffenheim Frauen (seit 2023, über Audi AG), Borussia Mönchengladbach (seit 2012, über Waldhausen + Bürkel) und die Zweitligisten Hamburger SV (seit 2009, über Audi Vertriebsregion Nord) und 1. FC Nürnberg (über Feser-Graf Gruppe) als Fahrzeugpartner unterstützt. Diese Partnerschaften haben eine Laufzeit bis 30. Juni 2023.

###### International
International engagiert sich Audi bei Top-Mannschaften, so ist Audi Fahrzeugpartner von Tottenham Hotspur aus London (seit 2018). Über seine Importeure unterstützt Audi als Fahrzeugpartner auch Red Bull Salzburg (Österreich) und den RSC Anderlecht (Belgien).

#### Wintersport
Seit über 30 Jahren ist die Audi AG Hauptsponsor des Deutschen Skiverbandes inklusive der Alpin-, Ski Cross- und Freeski-Nationalmannschaften. Audi ist ebenfalls Sponsor und Fahrzeugpartner der alpinen Nationalteams aus Frankreich, Italien, den Niederlanden, Norwegen, Österreich, Schweden und der Schweiz.
Neben dem Audi FIS Ski Weltcup, den die Marke seit mehr als 18 Jahren sponsert, ist Audi seit 2011 auch Namensgeber des Audi FIS Ski Cross Weltcup.
Seit der Saison 2013/2014 ist sie auch Partner der Freeride World Tour, Hauptsponsor des Weltcup der Nordischen Kombination und seit 2014/2015 Partner des FIS Skilanglauf- und FIS Skisprung-Weltcup. Mit der Audi Arena Oberstdorf stehen auch die Wettkämpfe der Vierschanzentournee und der Skiflug-Weltmeisterschaft in Oberstdorf im Zeichen der Vier Ringe.

#### Basketball
Neben den Fußballern fördert Audi seit 2011 auch den FC Bayern München Basketball. Seine Heimspiele trägt er seit 2018 im Audi Dome aus.

#### Segeln
Im Segelsport unterstützt Audi die Kieler Woche und Segel-Bundesliga, welche Audi seit 2019 als Automobilpartner mit einem Shuttle- und Trailerservice unterstützt. Unter der Audi-Flagge segeln sechs Boote des Typs J/70. Auch wird seit 2012 das Sailing Team Germany e. V. gesponsert.

#### Weitere Sportsponsorings

##### Audi Nines & Audi Nines MBT
Die Audi Nines presented by Falken sind eine innovative und kreative Veranstaltungsreihe, welche sowohl im Winter als auch im Sommer stattfindet. Das erste Ski- und Snowboardfreestyle Event fand 2018 auf dem Tiefenbachgletscher in Sölden statt. Im Sommer folgten dann die Audi Nines MTB (Mountainbike) im Bikepark Idarkopf.

##### E-Sport
In Dänemark unterstützt Audi Dänemark seit 2017 die dänische E-Sport-Organisation Astralis und seit 2019 das Team Origen, welches an der League of Legends European Championship (LEC) teilnehmen wird.
Seit Anfang 2018 unterstützt Audi in Deutschland das E-Sport-Team des FC Bayern München Basketball (Bayern Ballers Gaming) und seit Ende 2018 gemeinsam mit Media-Markt das E-Sport-Team des FC Ingolstadt 04, die Schanzer eSports.

##### Regionaler Partner

###### Ingolstadt
Neben den Profi-Fußballern des FC Ingolstadt 04 verbindet Audi auch mit dem ERC Ingolstadt, dem Deutschen Eishockey-Meister 2014, der aktuell in der DEL aktiv ist, eine langjährige Partnerschaft. Seit dem Aufstieg in die German Football League 2 im Jahr 2014 ist das Unternehmen auch Förderer der Ingolstadt Dukes.

###### Neckarsulm
Über den Standort Neckarsulm sponsert Audi die Vereine Friedrichshaller Sportverein und Sport-Union Neckarsulm im Breitensport, sowie die Handball Frauen des Sport-Union Neckarsulm in der ersten Bundesliga.
Auch die Sport Events in Heilbronn, der Trollinger-Marathon und der Triathlon werden von Audi unterstützt.

### Kunst und Kultur
Auch im Bereich der Kultur ist Audi engagiert. Der Schwerpunkt liegt dabei auf der klassischen Musik, aber auch Jazz, Schauspiel und Bildende Kunst werden gefördert. Audi sponsert renommierte Musikinstitutionen wie die Salzburger Festspiele, das Schleswig-Holstein Musik Festival, die Osterfestspiele Salzburg oder die Bayerische Staatsoper. In Ingolstadt veranstaltet Audi selbst ein Klassikfestival, die Audi-Sommerkonzerte. Seit 1962 besteht ein eigenes Werksorchester, die Audi Bläserphilharmonie. 2007 gründete Audi außerdem die Audi Jugendchorakademie, einen Projektchor für junge Nachwuchssänger.
Nachhaltig ausgeprägt ist das kulturelle Engagement am Unternehmenssitz in Ingolstadt. Neben den Sommerkonzerten veranstaltet Audi hier die Weihnachtskonzerte, ein eigenes Programmkino und eine Jazzreihe. Das Unternehmen ist daneben mit vielen Sponsorship ein wichtiger Förderer des städtischen Kulturlebens. Audi ist Sponsorpartner des Georgischen Kammerorchesters Ingolstadt, der Ingolstädter Jazztage oder des Stadttheaters Ingolstadt. Gemeinsam mit dem Theater veranstaltet Audi seit 1997 die Reihe Solo für Stars. Audi ist außerdem Gründungsmitglied der Stiftung für Konkrete Kunst und Design, die Nachlässe bedeutender Künstler und Designer katalogisiert und öffentlich zugänglich macht.
2010 stiftete Audi den mit 100.000 Euro höchstdotierten deutschen Architektur-Wettbewerbspreis Audi Urban Future Award. Er zielt darauf ab, „durch einen Blick in die Zukunft eine Diskussion über das Zusammenwirken von Mobilität, Architektur und Stadtentwicklung anzuregen“. Erster Preisträger ist der Architekt Jürgen Mayer.

### Produktplatzierung in Filmen
Anfang der 1990er Jahre versuchten vor allem die deutschen Hersteller BMW und Mercedes-Benz, ihr Marken-Image durch höhere Präsenz ihrer Automobile in Hollywood-Filmen zu verbessern. So setzte BMW ab Mitte der 1990er stark auf das Medium Film, ersetzte als deutscher Automobilhersteller die bisher traditionell britisch gewählten Automarken in der James-Bond-Reihe und brachte sogar die eigene – von und mit Hollywood-Stars produzierte – Kurzfilm-Serie The Hire heraus. Allerdings fuhr bereits 1987 Timothy Dalton in James Bond 007 – Der Hauch des Todes zwei verschiedene Audi-200-Modelle, welche jedoch keine der berühmten „Sonderausstattungen“ eines Bond-Autos aufzeigten. Audi folgte dem Trend der Produktplatzierung ansonsten relativ spät, konnte sich aber etablieren. So fährt zum Beispiel der Protagonist der Transporter-Filmreihe ab dem zweiten Teil The Mission (2005) einen Audi, während er im ersten Film von 2002 noch einen BMW 7er fuhr. Für den Science-Fiction-Film I, Robot aus dem Jahr 2004 fertigte Audi ein spezielles futuristisches Konzeptmodell an, den Audi RSQ, sowie mehrere modifizierte A2, A6 und TT.

## Preise
- 2002: Kulturpreis der Stadt Ingolstadt